# Budapesti funerális építészet

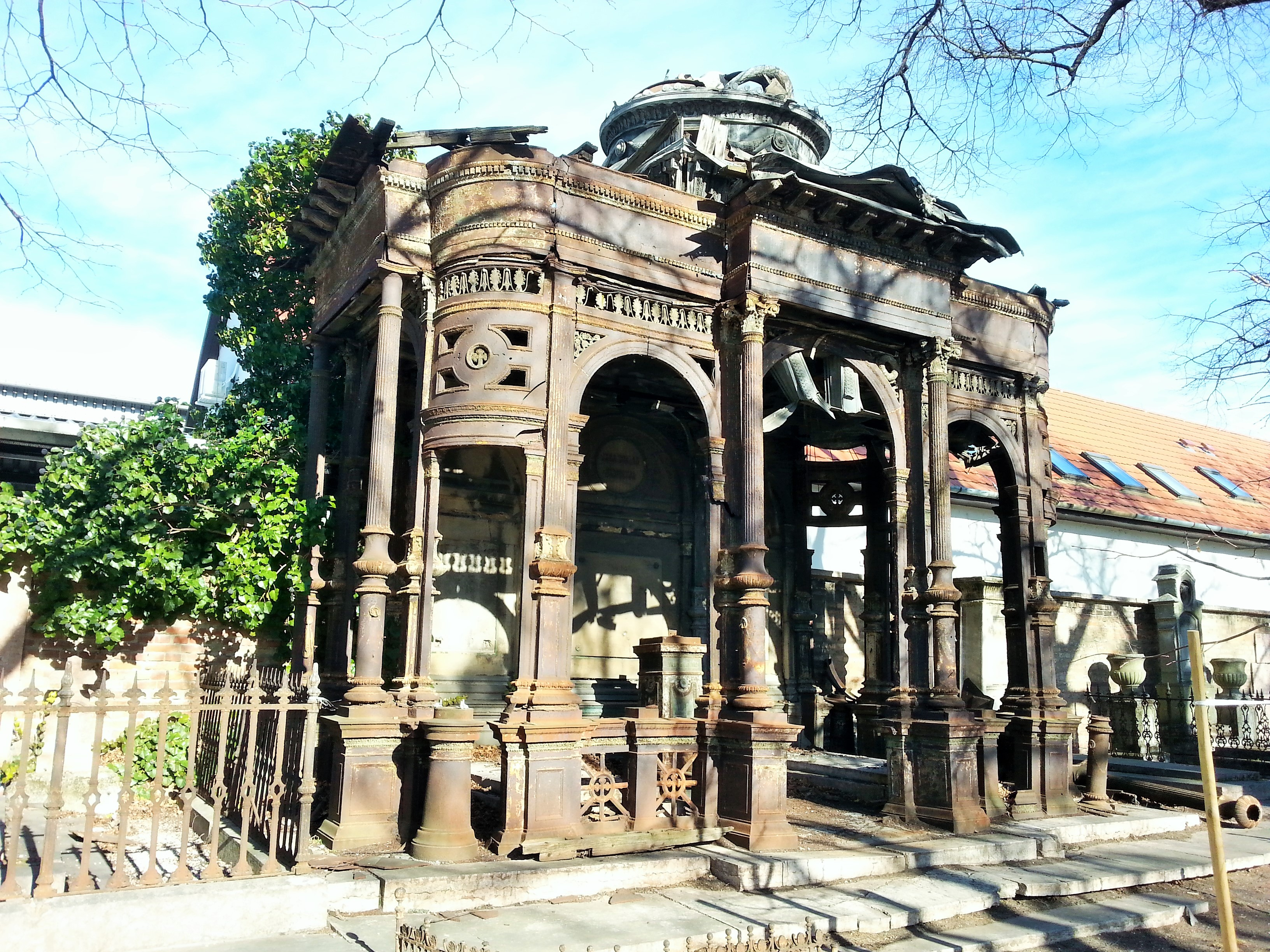
Lyka-mauzóleum, Fiumei úti sírkert

A budapesti funerális építészet Magyarország fővárosának temetkezéssel kapcsolatos épületeit és építményeit jelenti.

## Síremlékek

### Kisebb síremlékek
A budapesti temetőkben található síremlékeknek számos típusa van, különböző építészeti megoldásokkal. A legegyszerűbbek az egyszerű sírjelek (keresztek, fejfák, kopjafák), ezeknél az építészeti kiképzés minimális mértékben jöhet szóba, legtöbbször sírkőfaragók / fafaragók készítik őket. Bonyolultabbak náluk a szobrokat is tartalmazó síremlékek, itt elsősorban a szobrászati munkák minősülhetnek művészi feladatoknak. A síremlékművészet a 19. században bontakozott ki, és a 20. század első feléig volt meghatározó – általában tehetősebb, gazdagabb emberek, családok esetén.
A családi síremlékeknek egyik gyakori típusa a falsírboltok, kripták, itt – függetlenül a felső kiképzéstől – nagy méretű, kőfalazatu üreg található a felszín alatt, amely nincs feltöltve földdel.
Következő szint a sztélé és az obeliszk-szerű nagyobb síremlék, itt már jelentős, több méteres nagyságról is beszélhetünk, bár az obeliszk még mindig az egyszerűbb építészeti alkotások közé sorolható. Hasonlít hozzá a sztélé-szerű síremlék. Néhol üres, műszarkofágot alakítottak ki a tetején.
Az alábbi képtárban csak az építészeti kiképzéssel rendelkező síremlékek kerülnek bemutatásra:

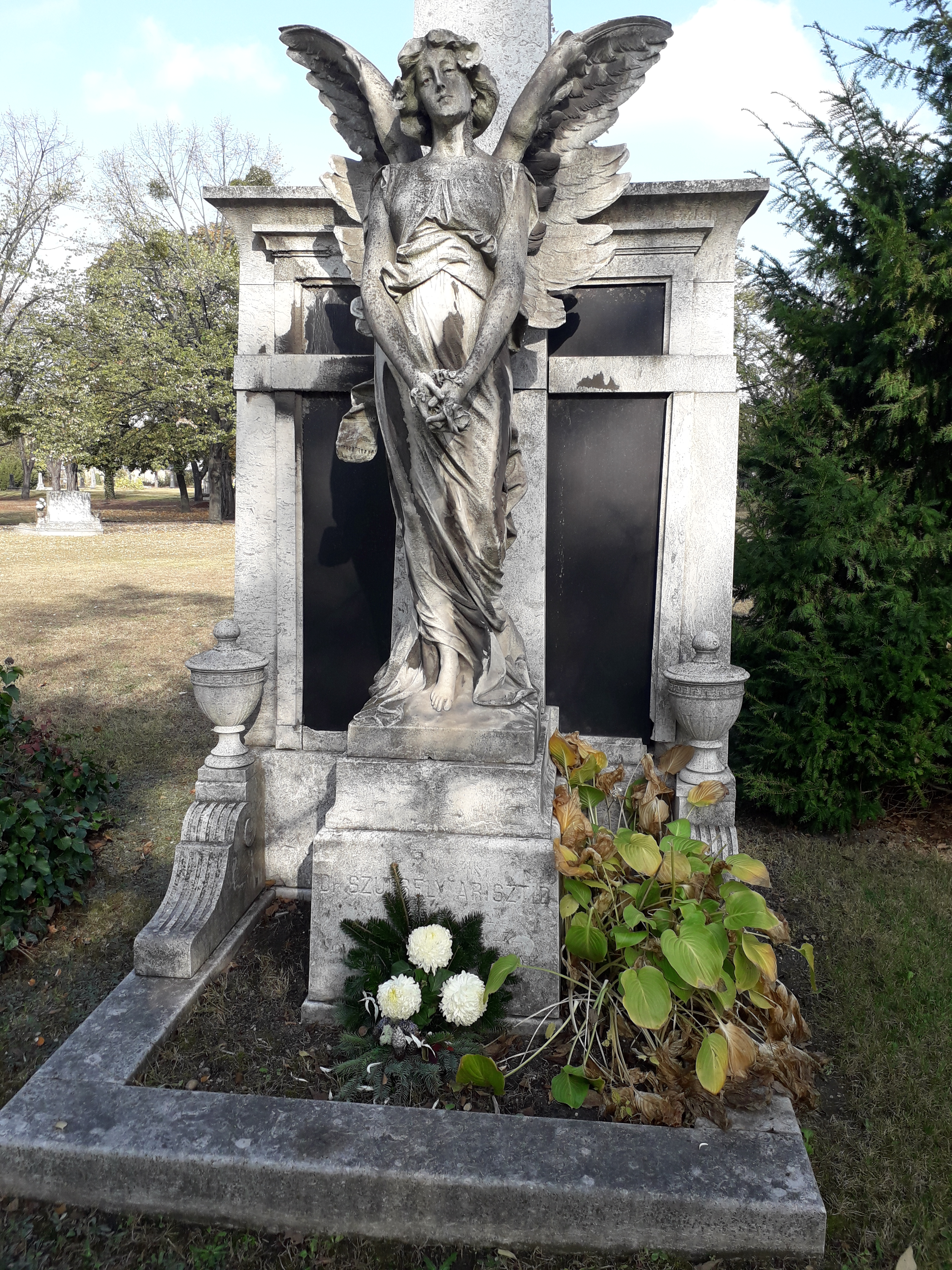
Angyalszobros sírépítmény (Szutrely Arisztid), Fiumei úti sírkert
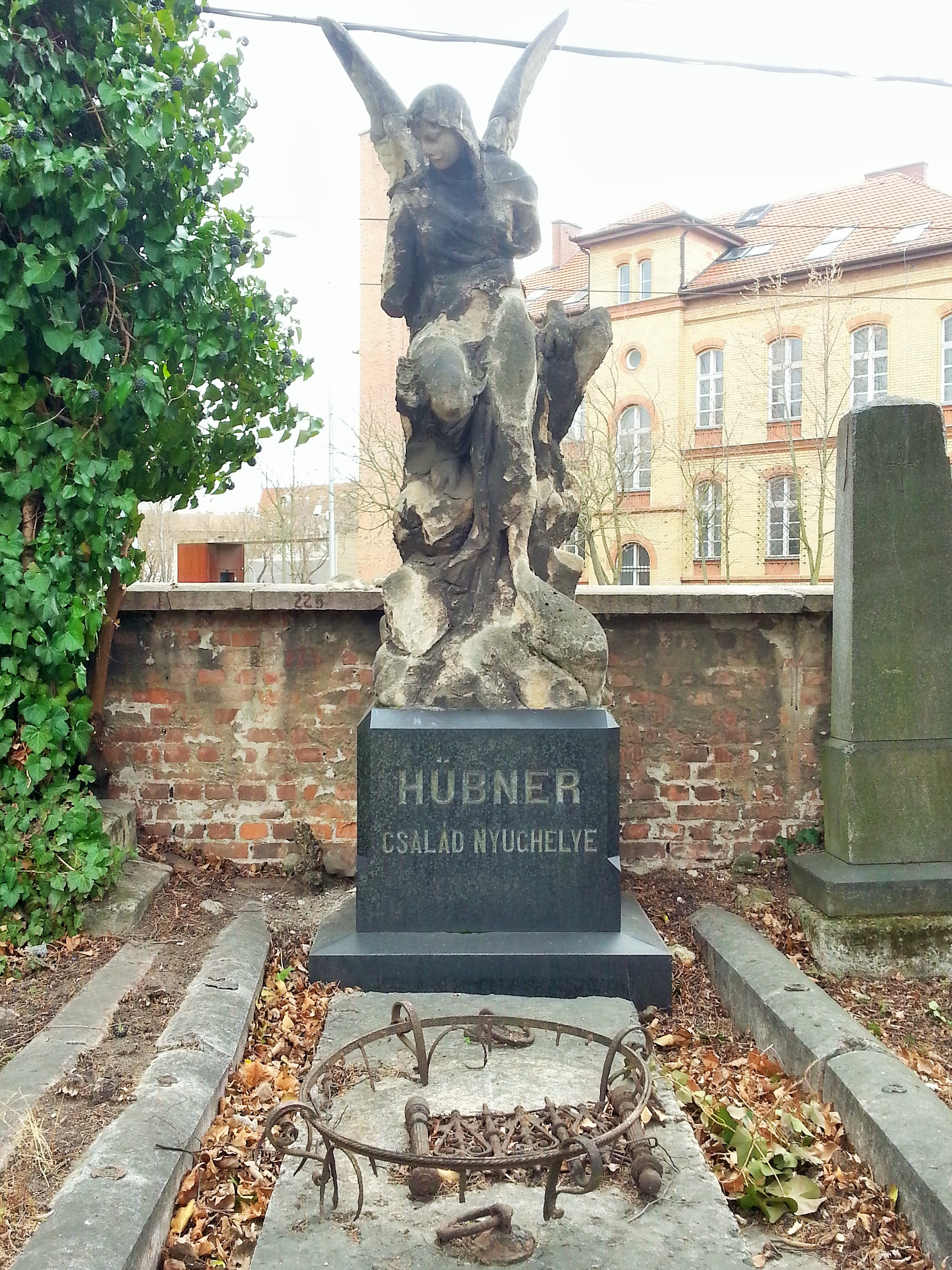
Angyalszobros falsírbolt (Hübner-család), Fiumei úti sírkert
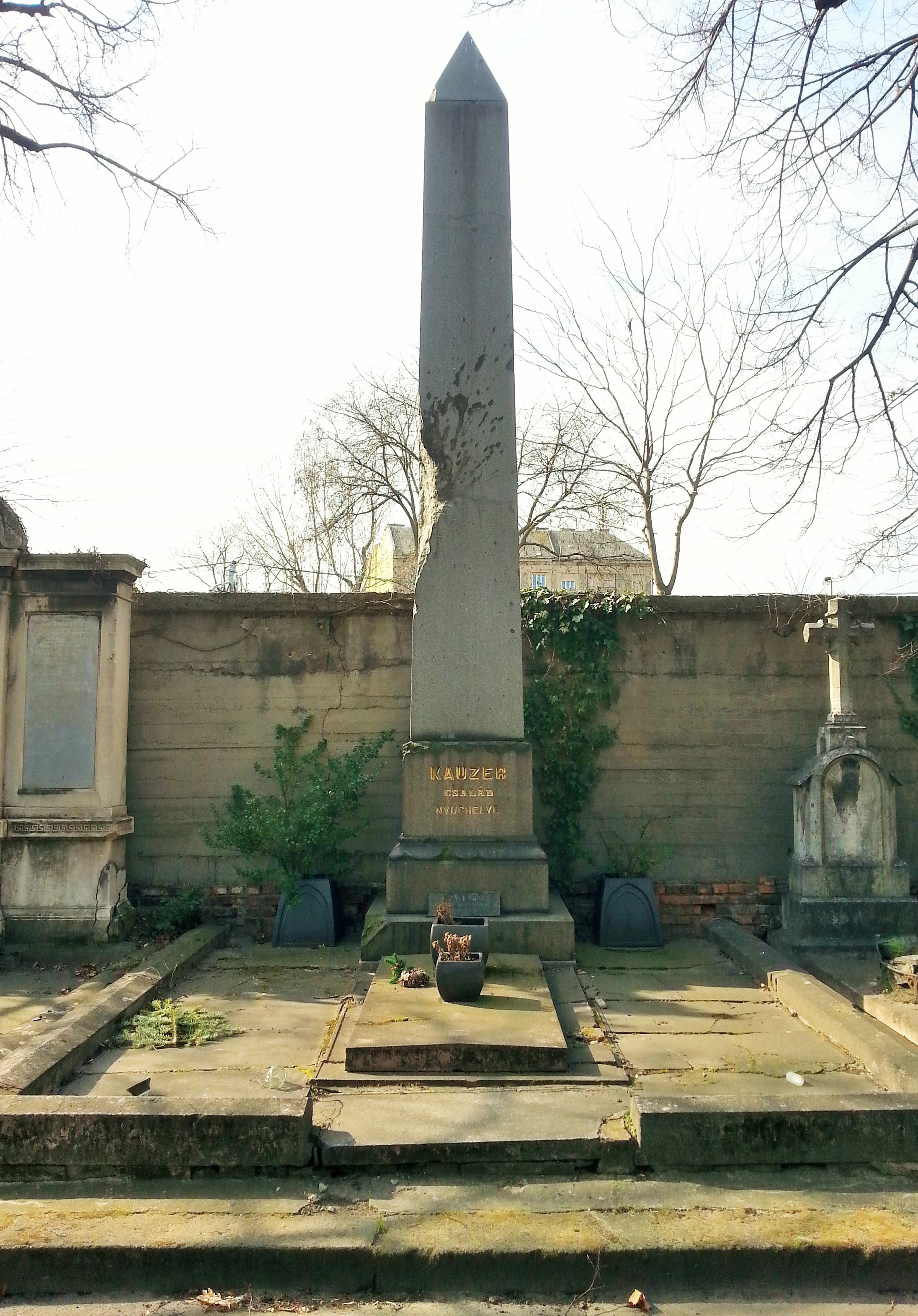
Obeliszkes sír (Kauzer-család), Fiumei úti sírkert
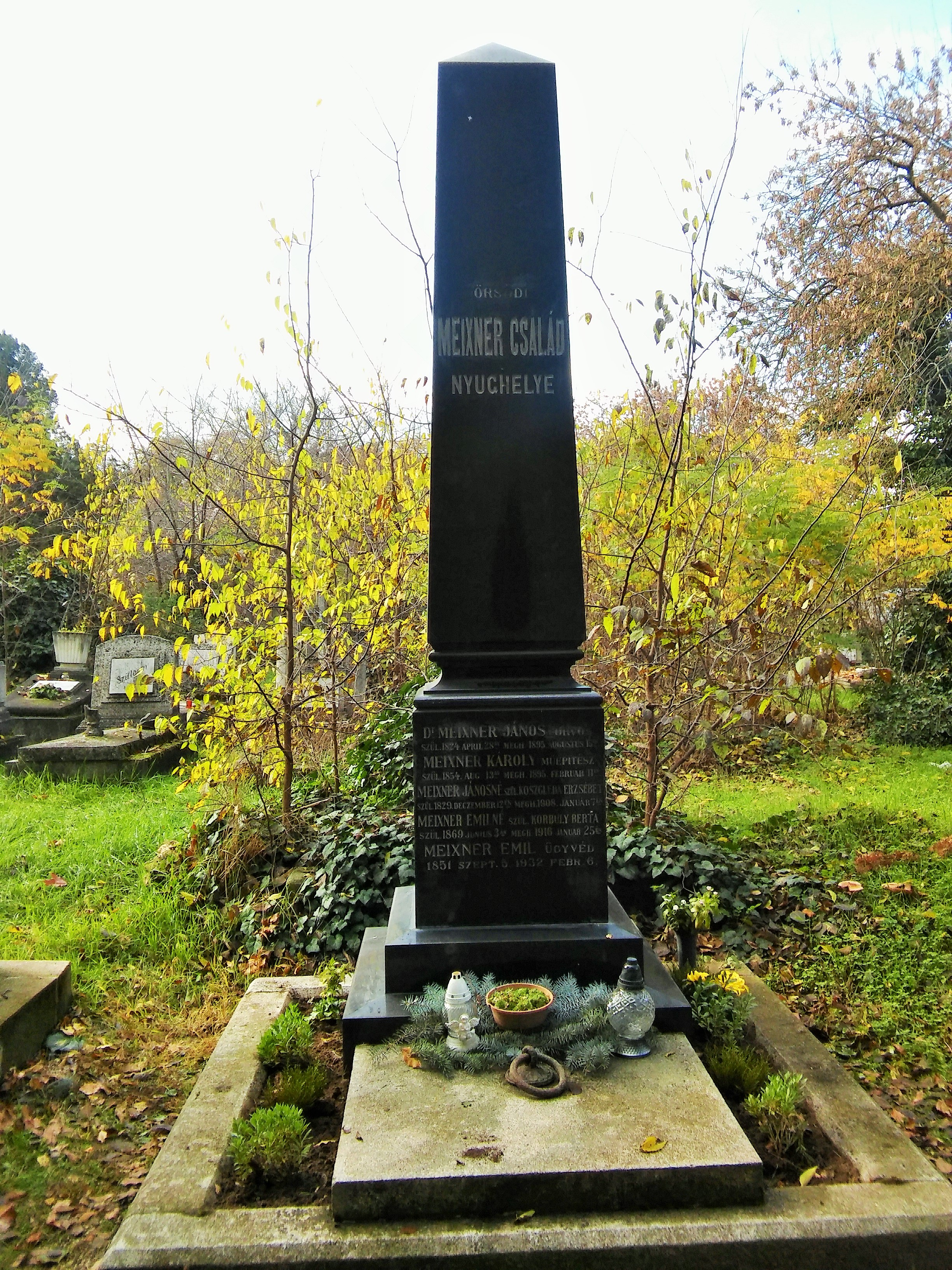
Obeliszkes sír (Meixner-család), Új köztemető
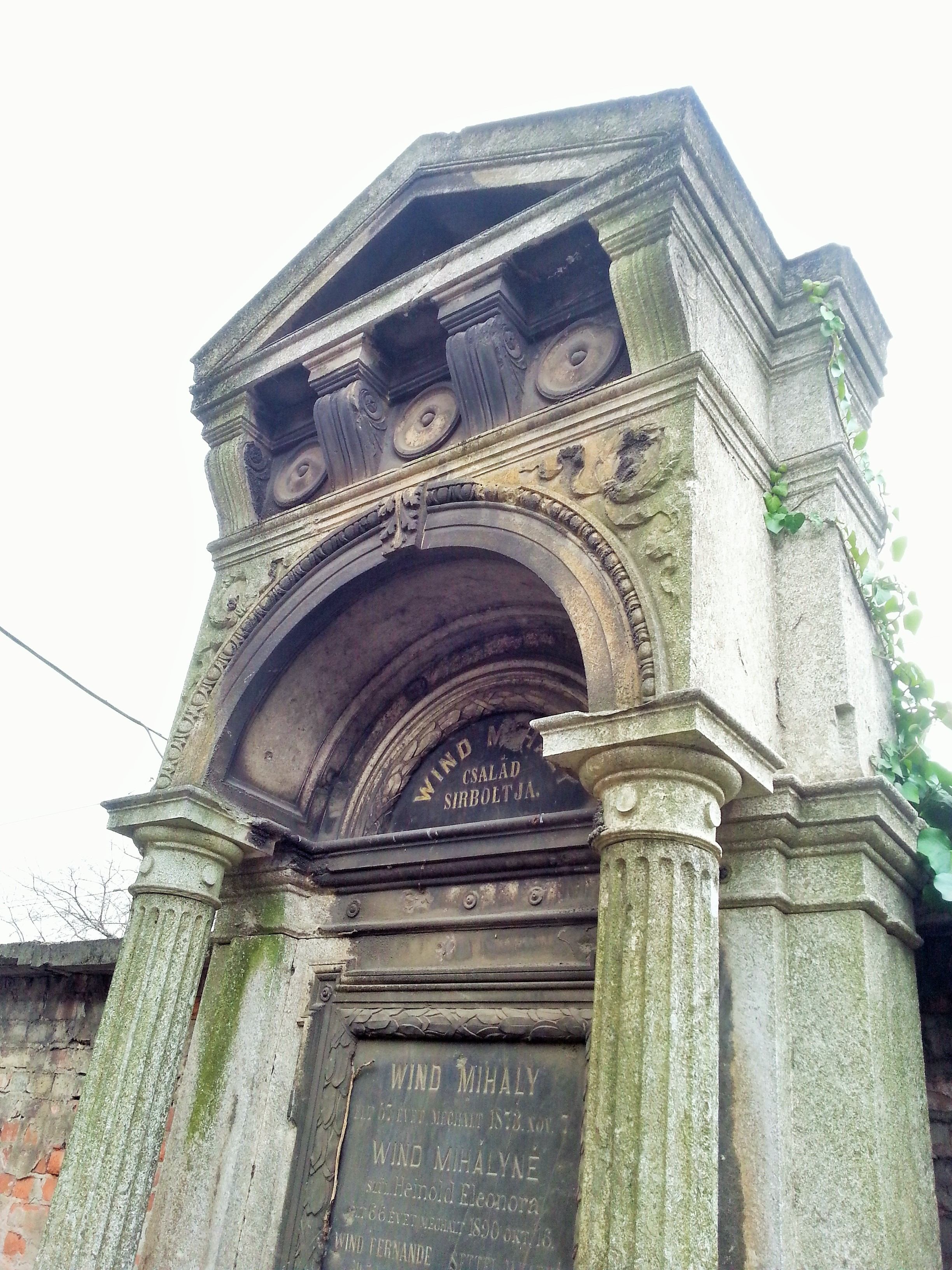
Egyszerűbb sírfelépítmény (Wind-család), Fiumei úti sírkert
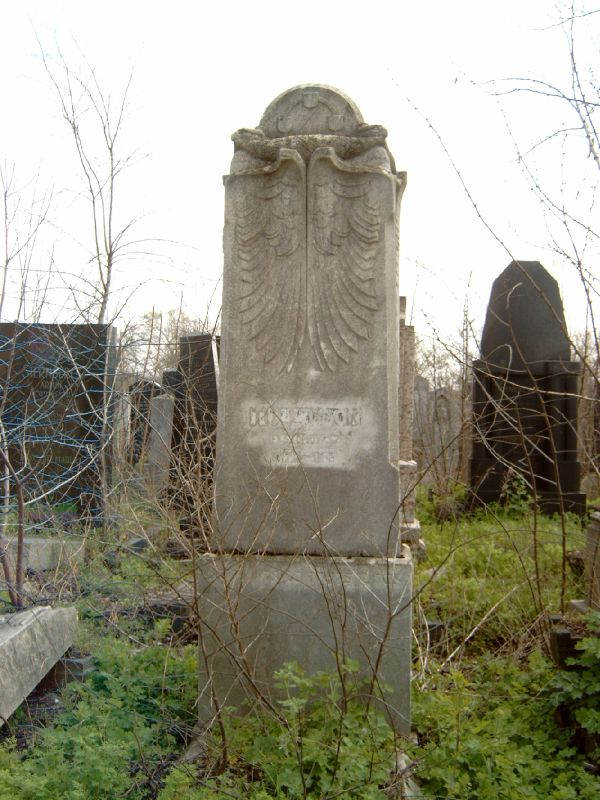
Sztélé-szerű síremlék (Tull Ödön), Kozma utcai izraelita temető
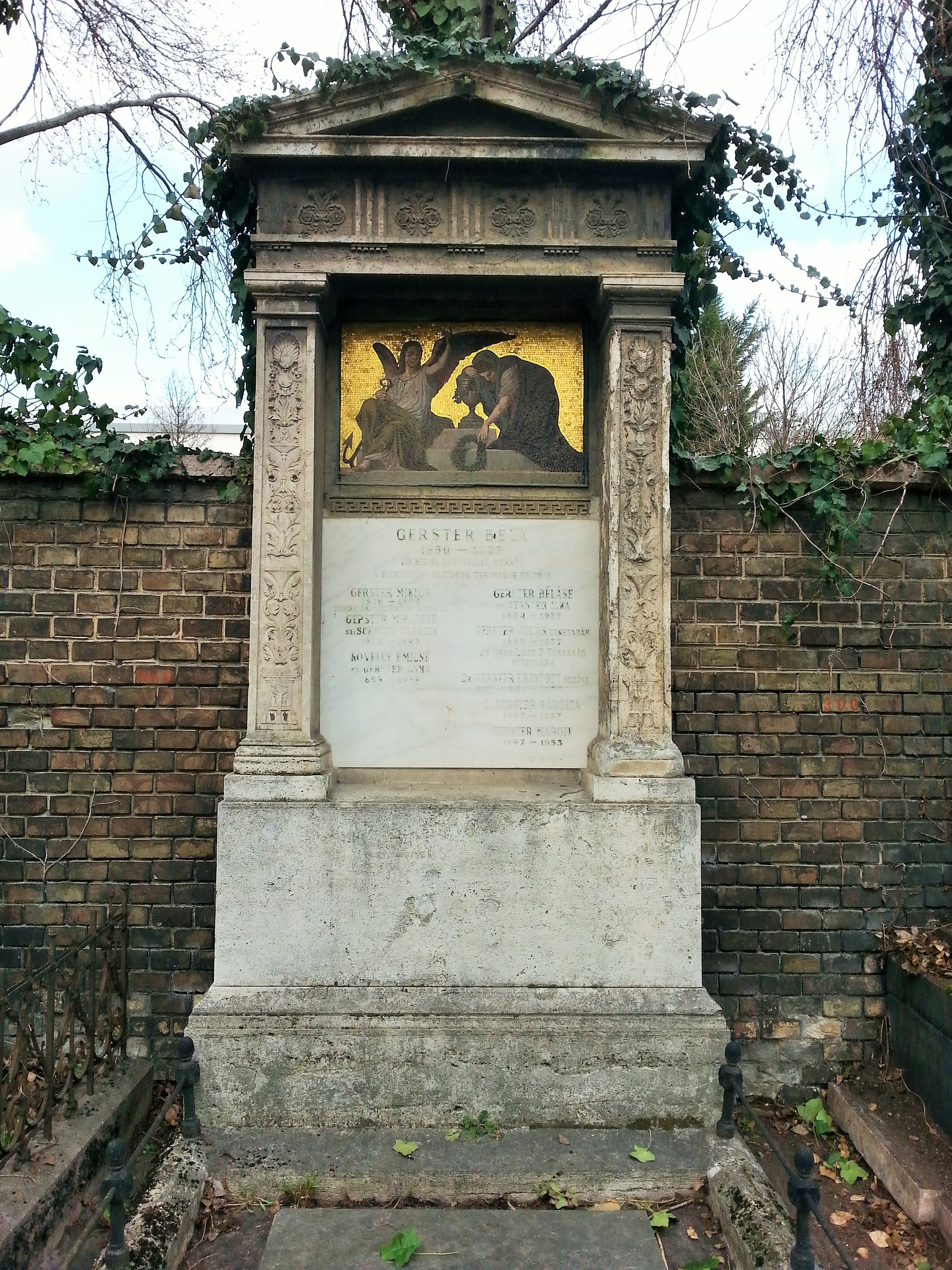
Sztélé-szerű, mozaikdíszes sírfelépítmény (Gerster-család), Fiumei úti sírkert
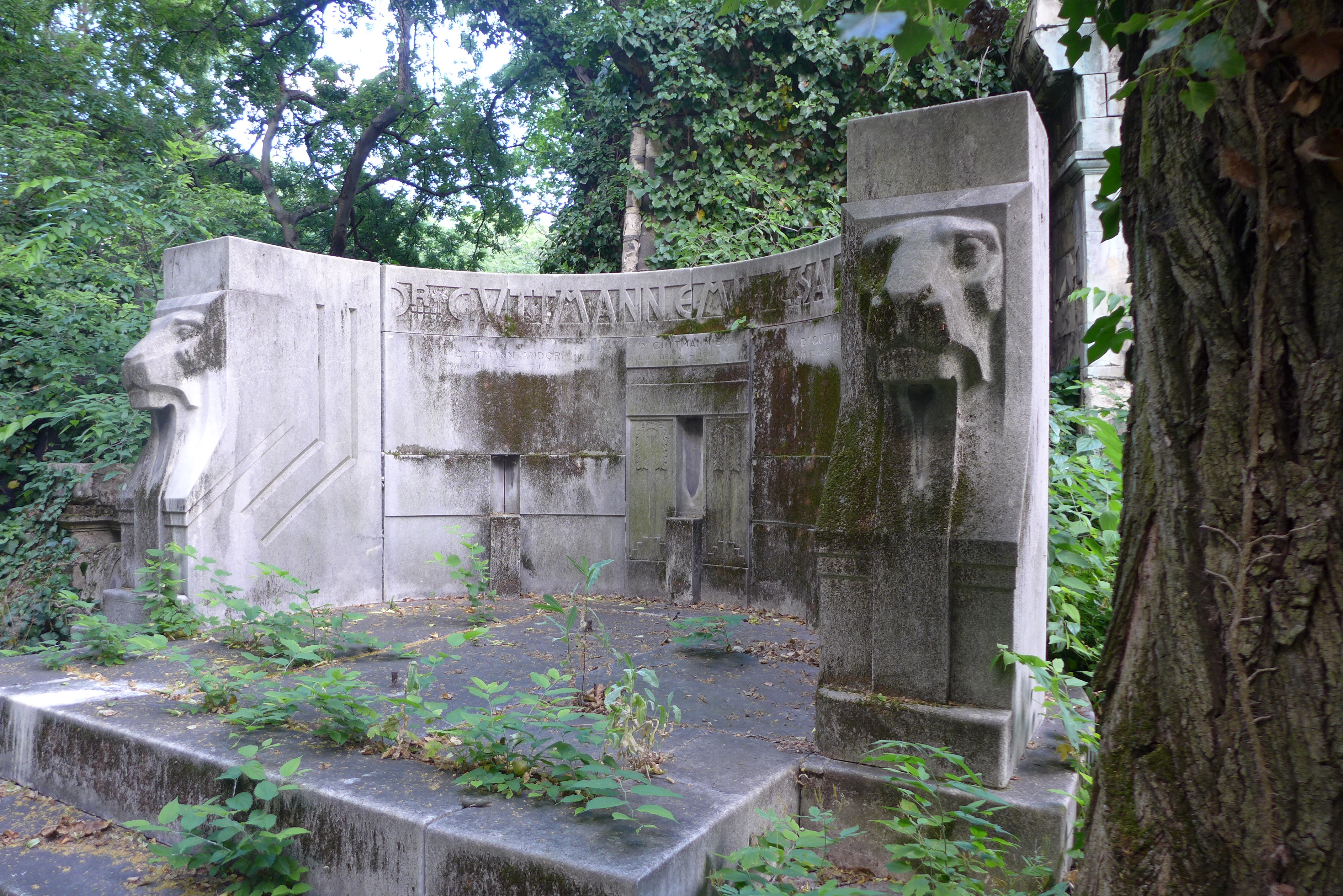
Egyszerűbb sírfelépítmény (Guttmann Emil), Salgótarjáni utcai zsidó temető
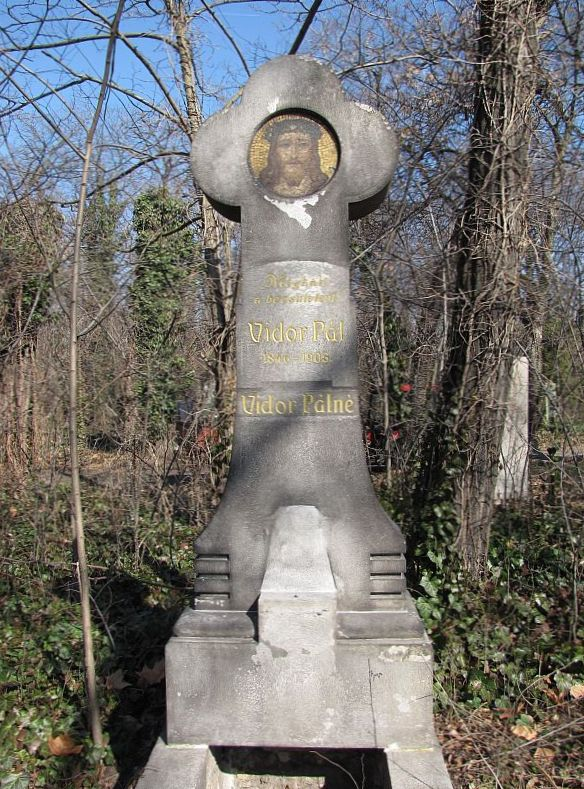
Sztélé-szerű síremlék (Vidor Pál), Fiumei úti sírkert
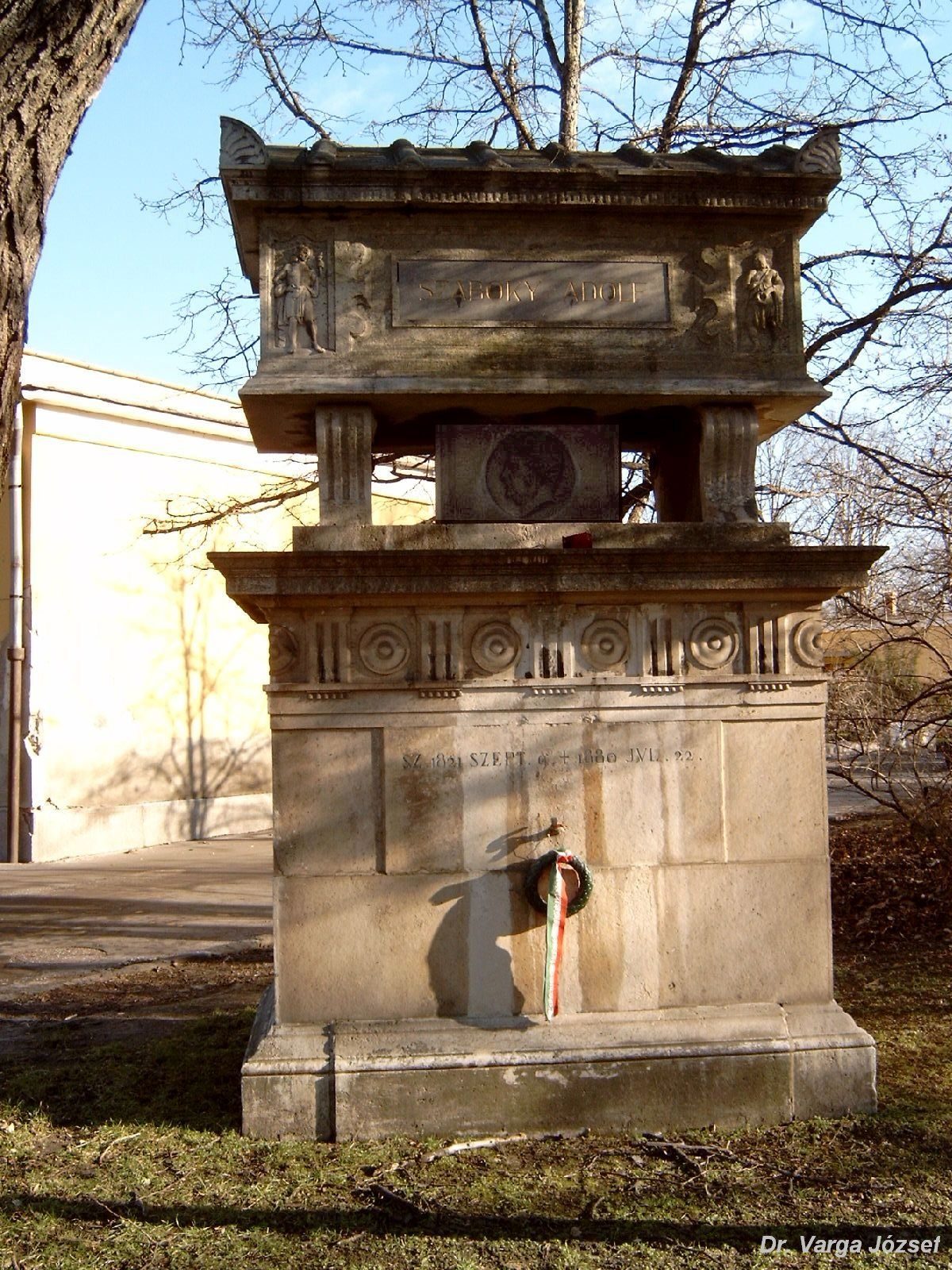
Emelt szarkofágos sír (Szabóky Adolf), Fiumei úti sírkert
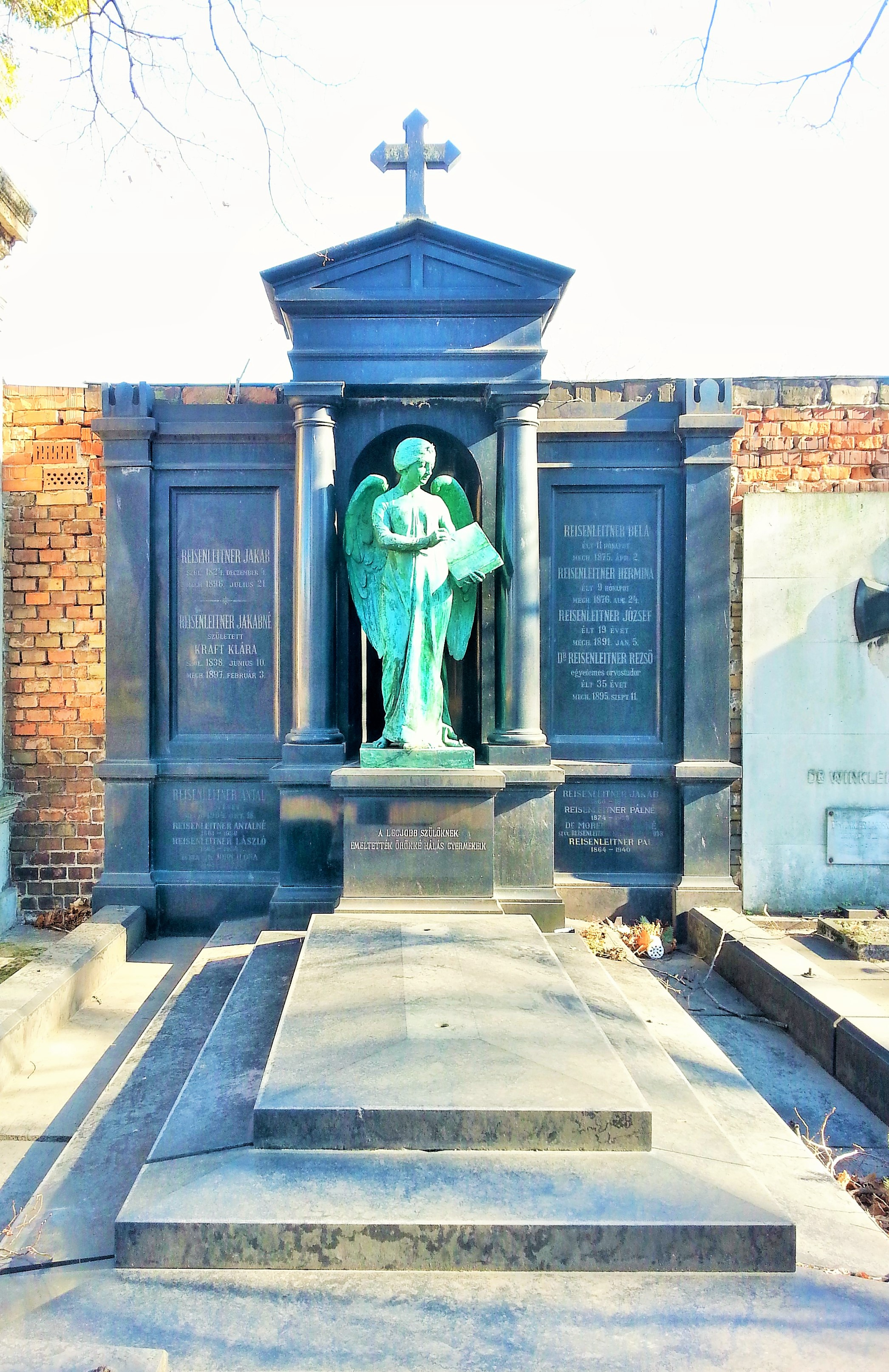
Nagyobb méretű, szobordíszes síremlék (Reisenleitner), Fiumei úti sírkert

### Mauzóleumok
A síremlék-építészet koronázatlan királyai minden bizonnyal a hatalmas mauzóleumok. Két fajtájuk a tényleges, fedett, családi mauzóleumok, illetve a nyitott, mauzóleumszerű építmények (pl. Weiss Manfréd-sírja). Ezekkel elsősorban a Fiumei úti sírkertben, a Salgótarjáni úti zsidó temetőben, és a Kozma utcai zsidó temetőben lehet találkozni. Itt már jelentős építészeti (és gyakran szobrászati) munkákról van szó, a mauzóleumok tulajdonképpen kisebb kétszintes épületek, amelynek felső (föld feletti) részén gyakran kápolna, alsó (föld alatti) részén a tulajdonképpeni sír, a kripta található. A mauzóleumok sorában áll a legnagyobb magyarországi családi síremlék, ez a Kossuth Lajos maradványait is tartalmazó Kossuth-mauzóleum. Az ugyancsak nagy méretű Saxlehner-mauzóleum a második világháború során elpusztult.
Érdekesség, hogy a Thalmayer-mauzóleumot idővel csontházzá alakították át.
(A mauzóleumok belső kialakításához hasonlít a templomi kripták kinézete is. Leghíresebb közülük talán a budai várban található Nádori kripta. Másik ismerte példa Zichy Manó feleségének díszes síremléke a Kálvin téri református templomban. A kripta kialakítását Feszl Frigyes, a Pesti Vigadó építésze tervezte.)

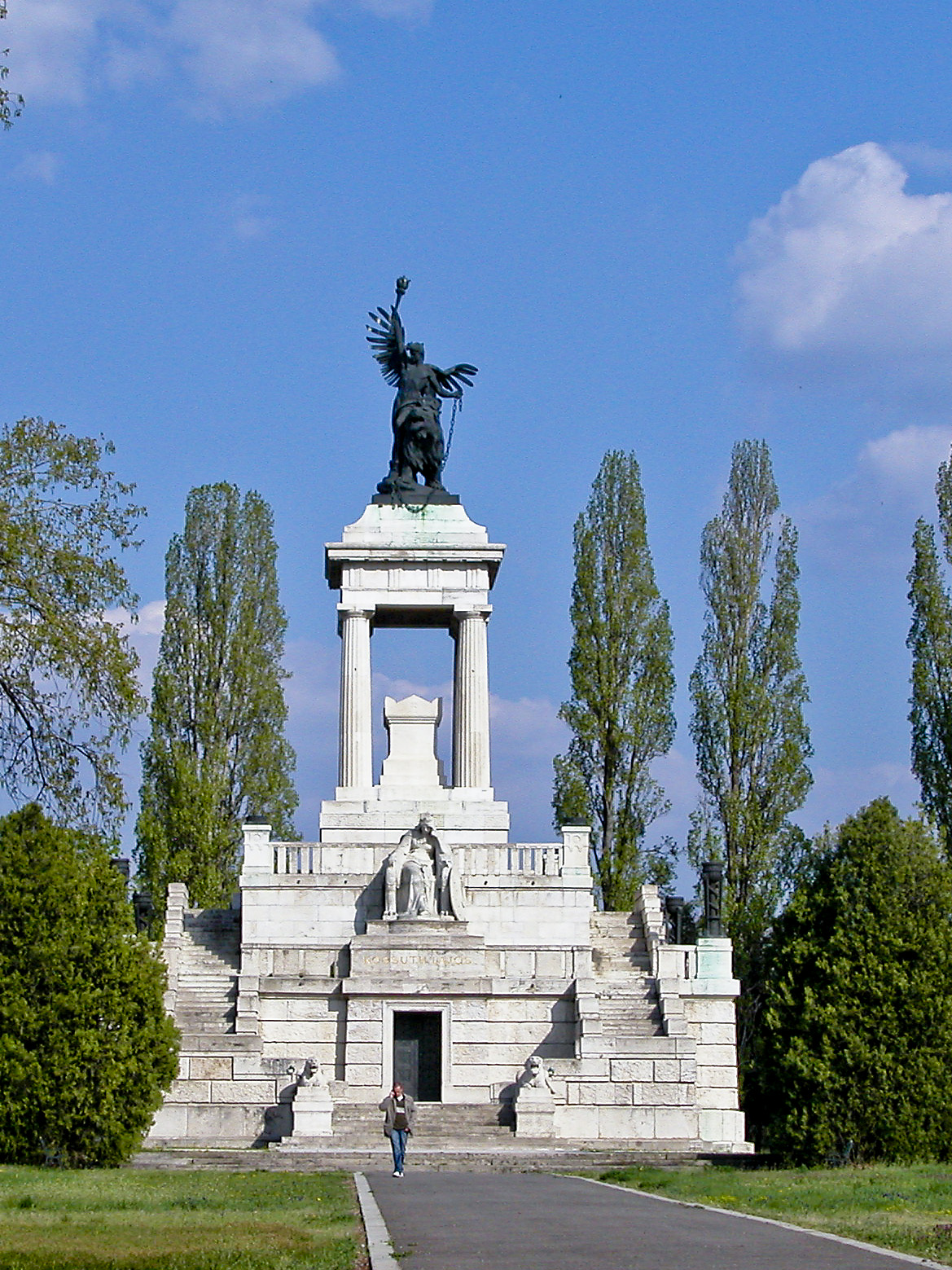
Kossuth-mauzóleum, Fiumei úti sírkert
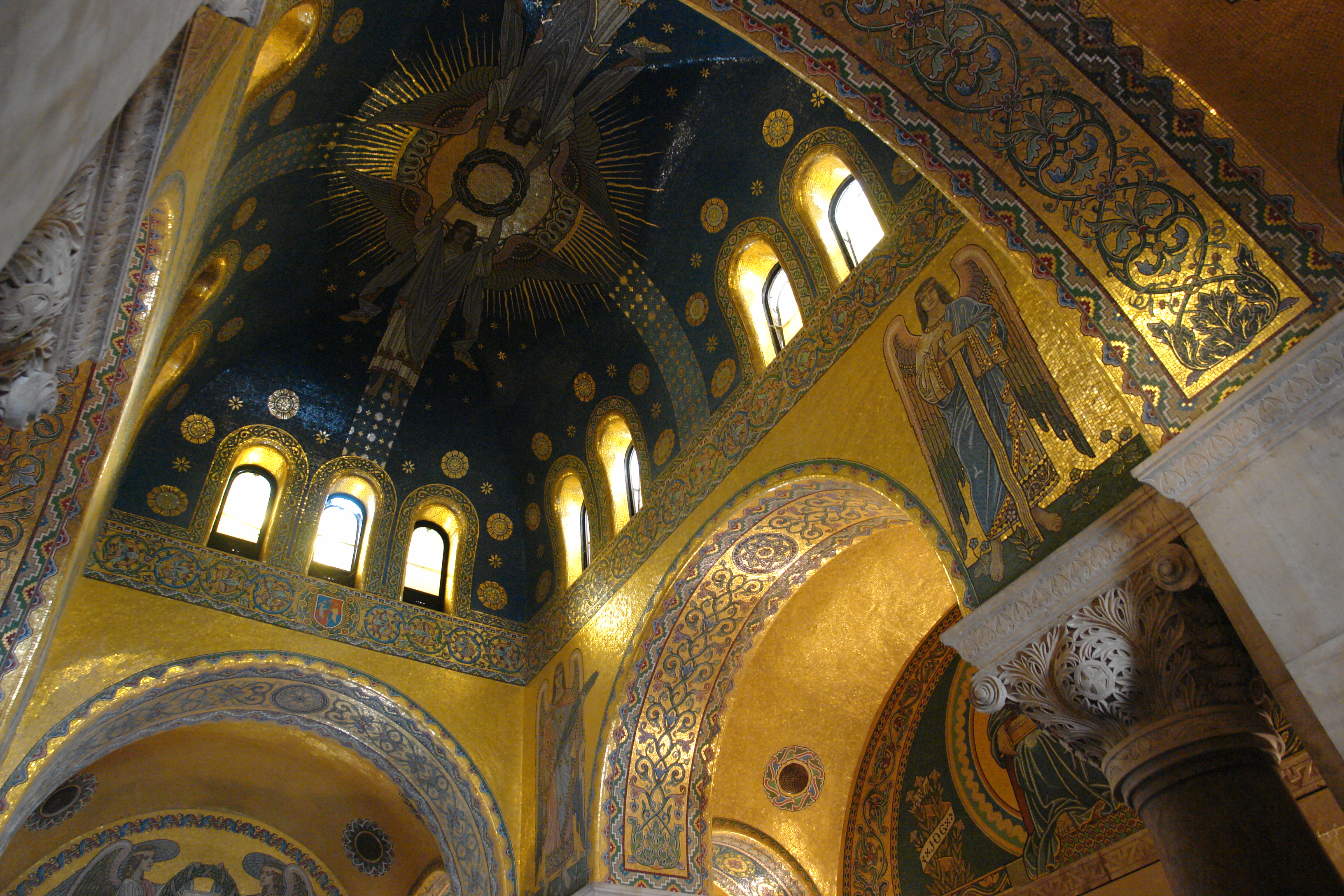
Kossuth-mauzóleum, Fiumei úti sírkert (belső)
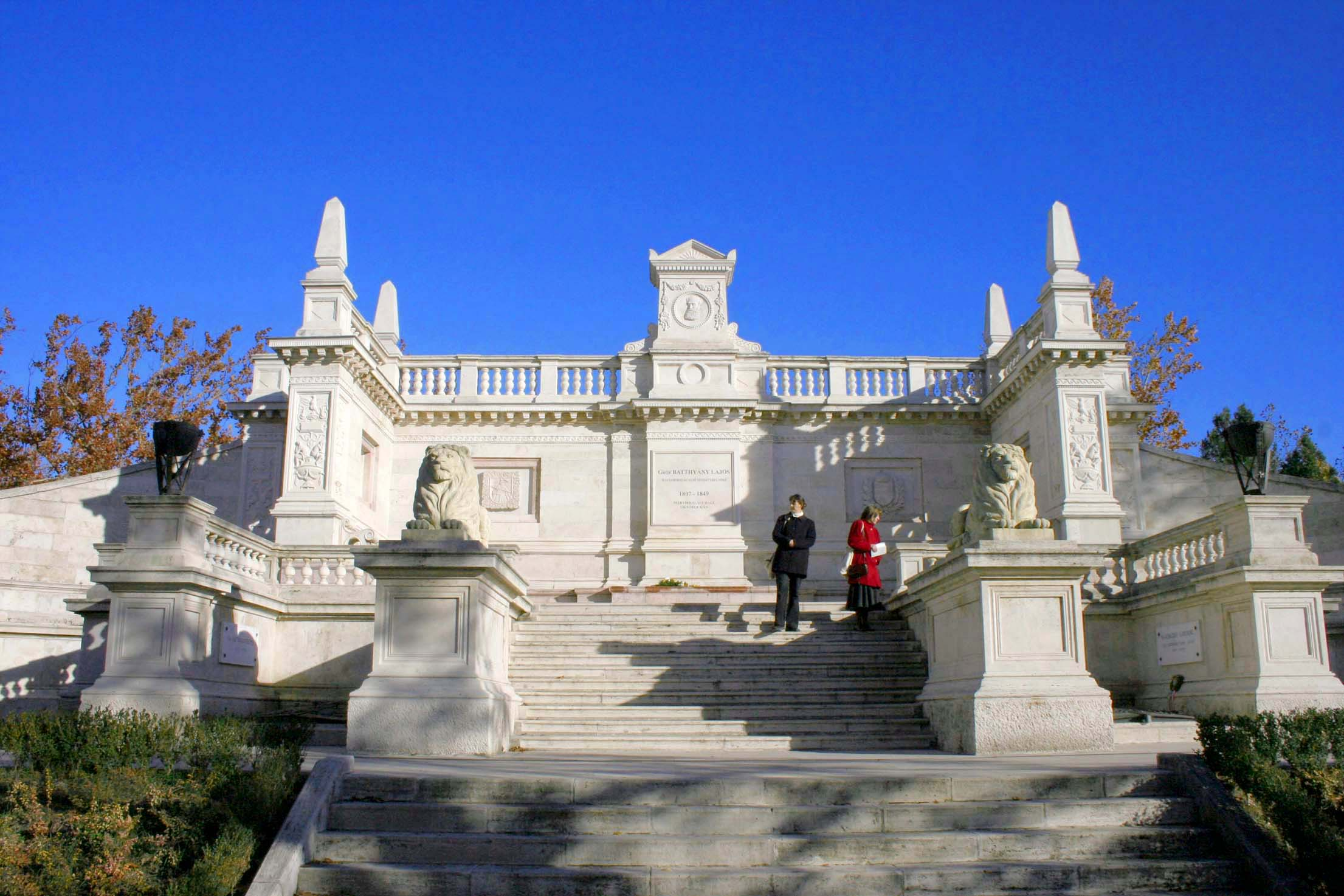
Batthyány-mauzóleum, Fiumei úti sírkert
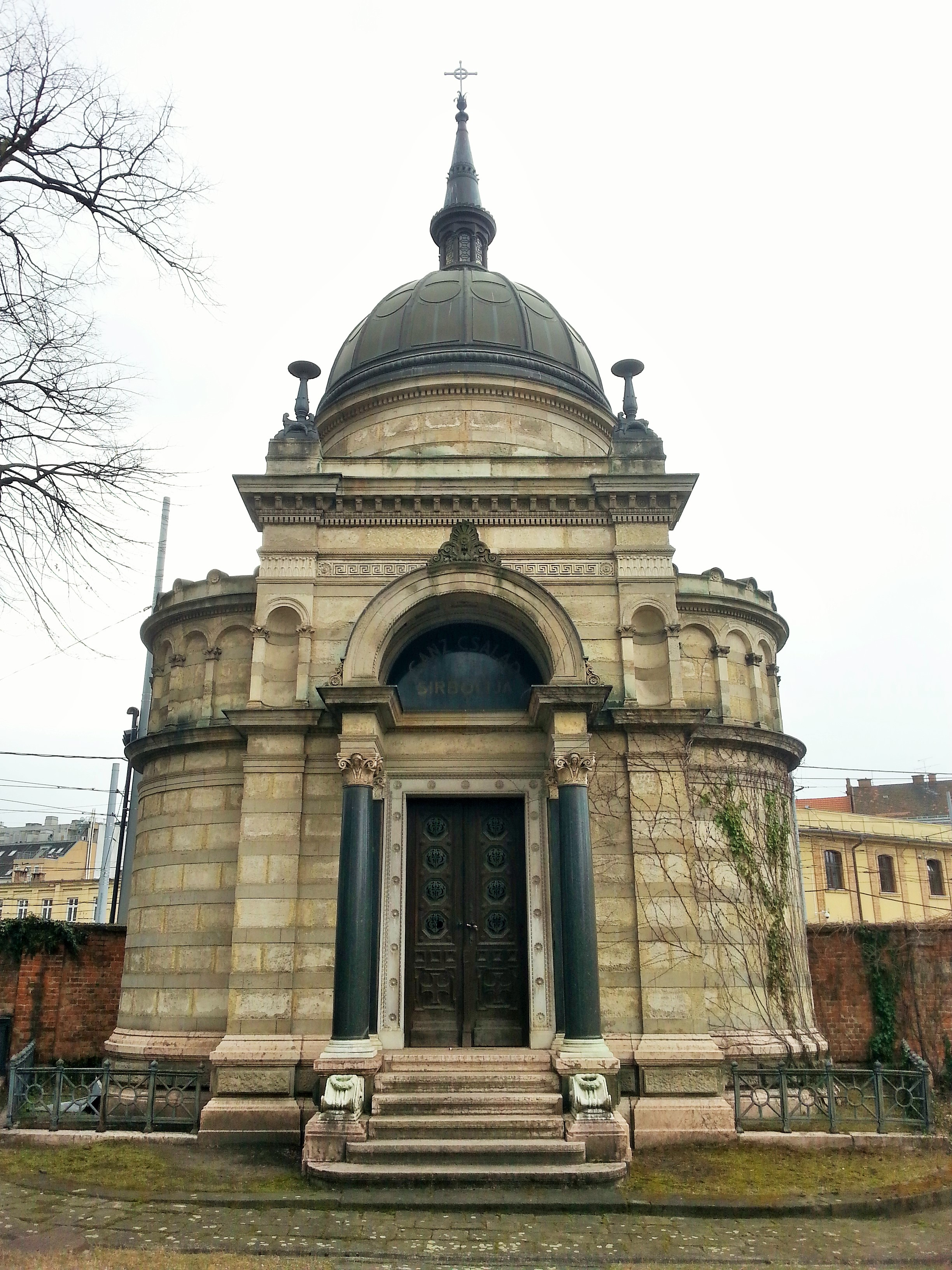
Ganz-mauzóleum, Fiumei úti sírkert
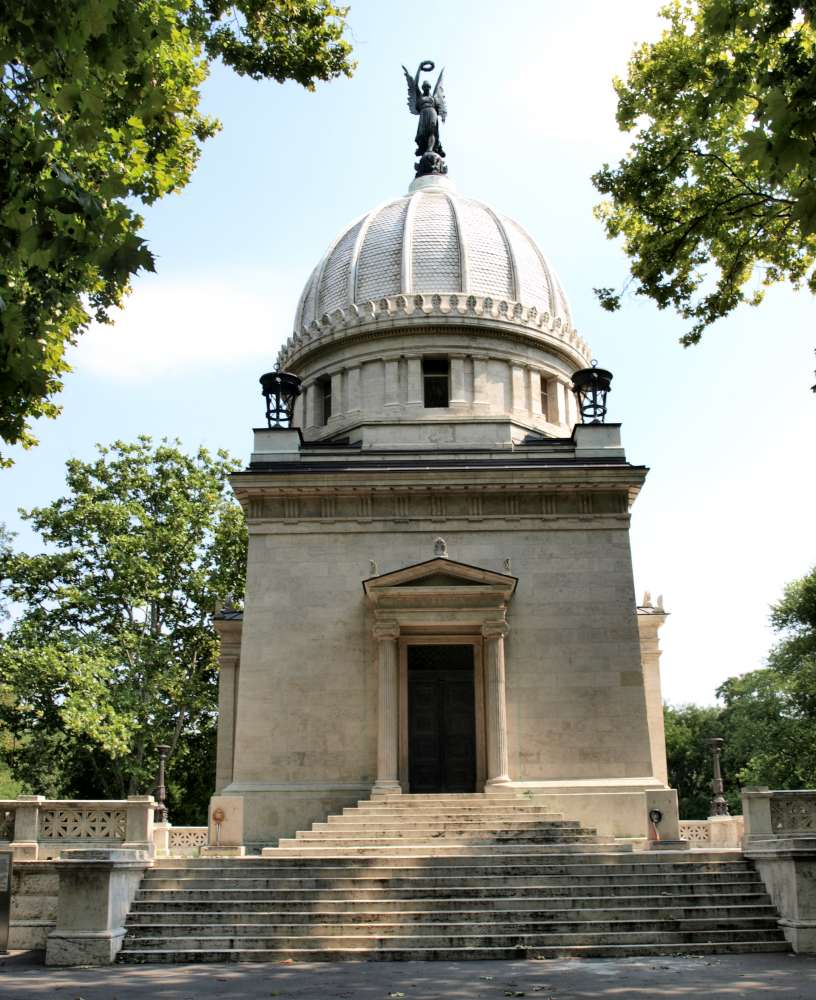
Deák-mauzóleum, Fiumei úti sírkert
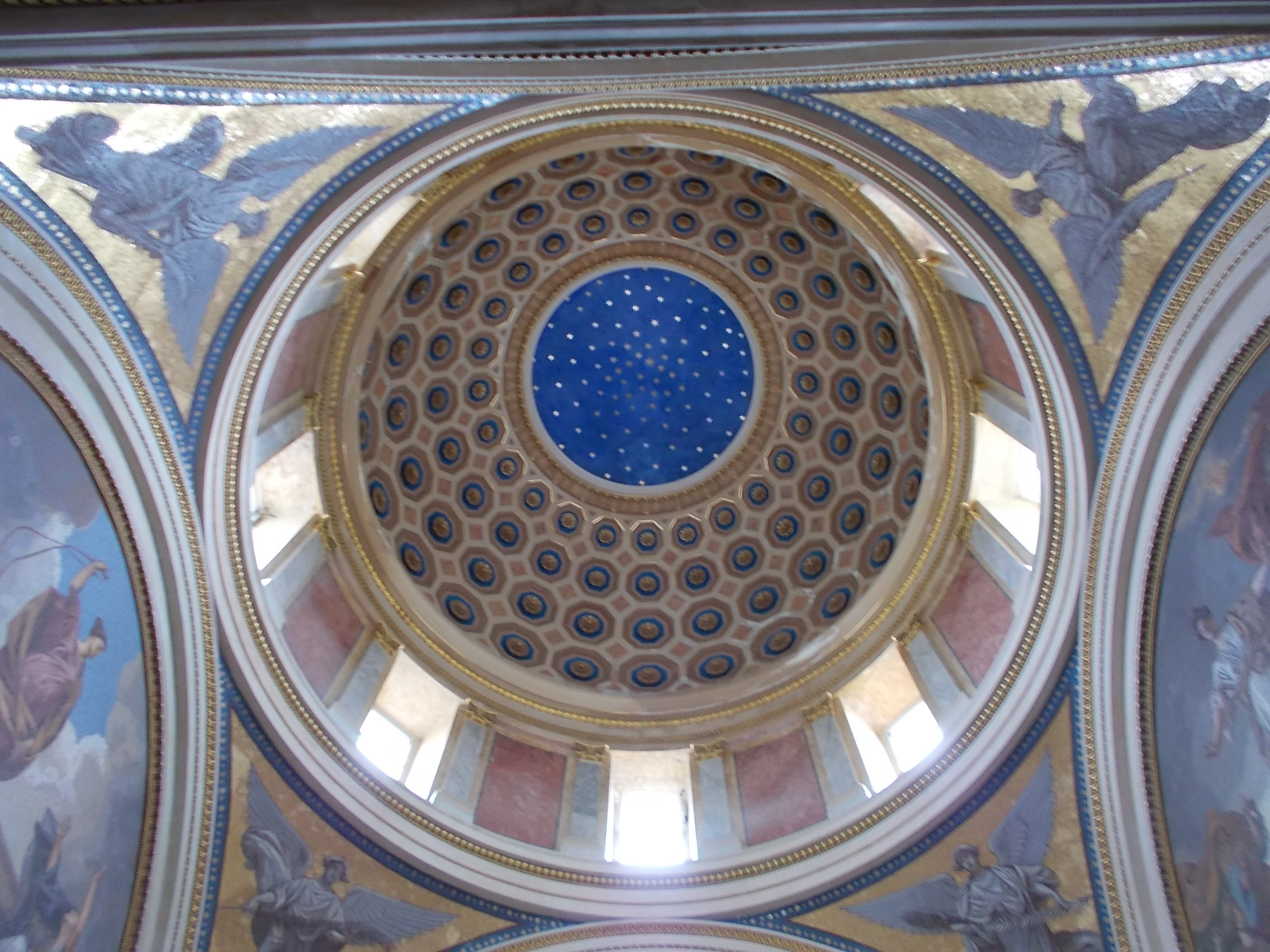
Deák-mauzóleum, Fiumei úti sírkert (belső)
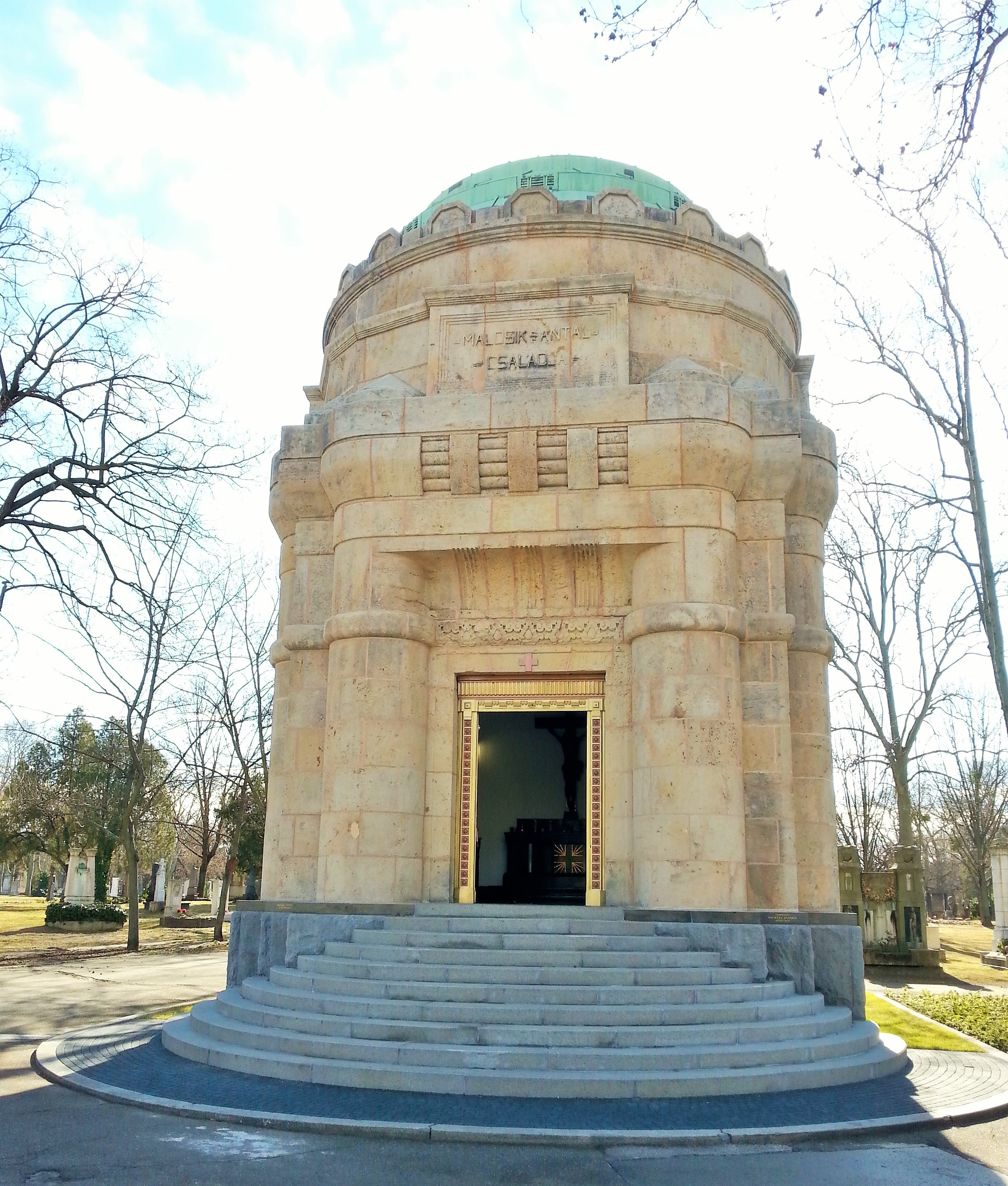
Malosik-mauzóleum, Fiumei úti sírkert
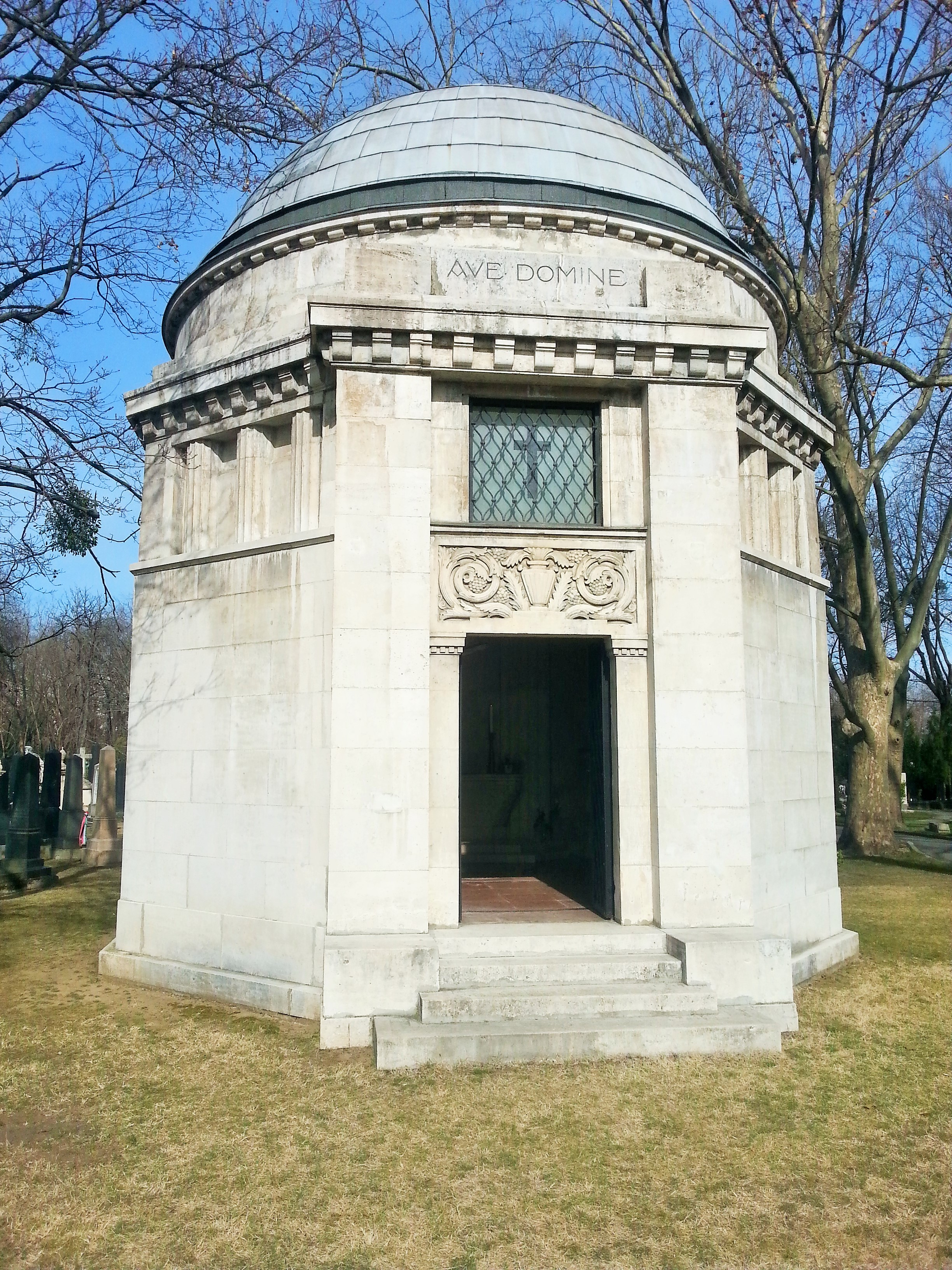
Ave Domine mauzóleum, Fiumei úti sírkert
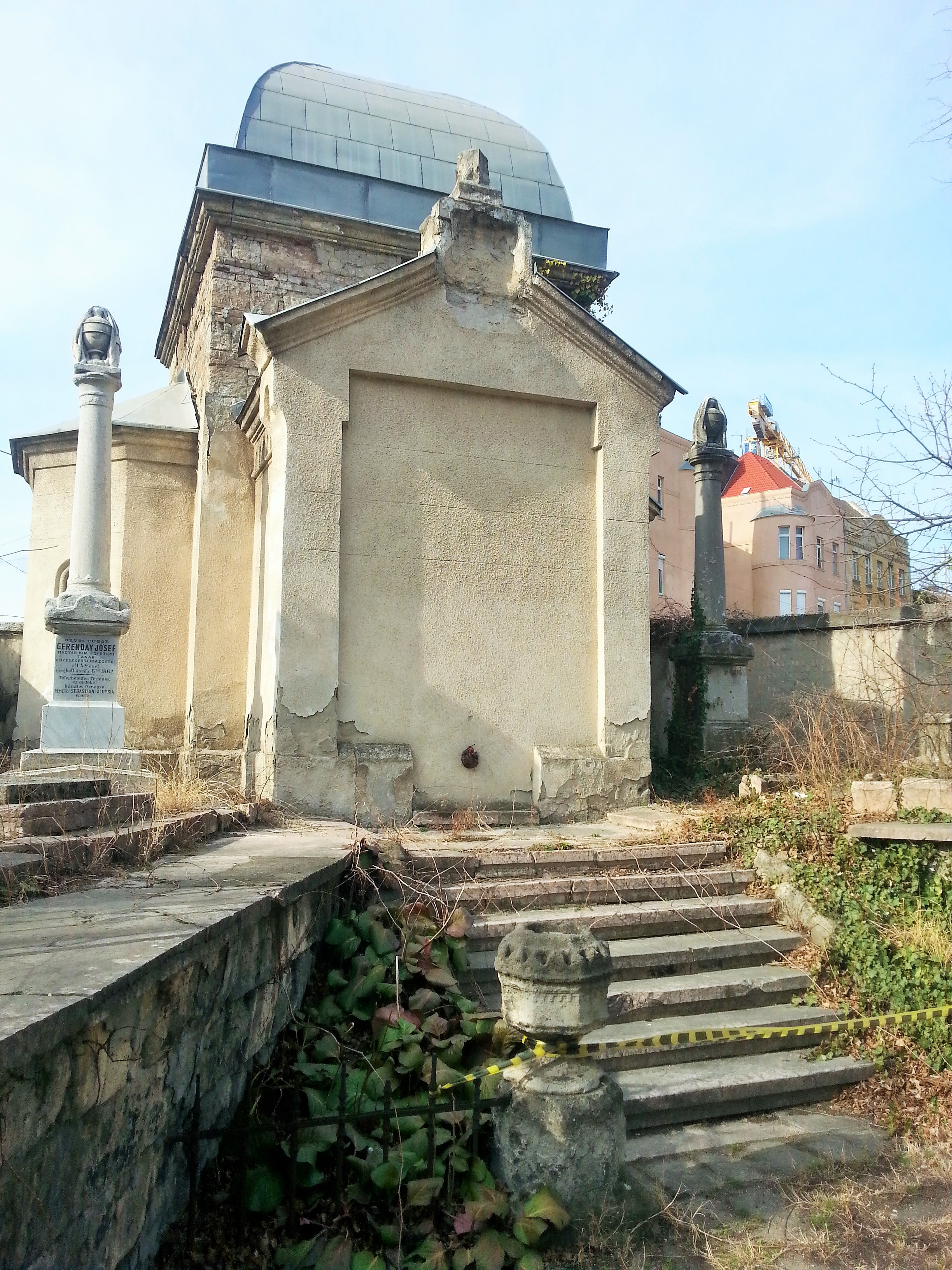
Sebastiani-mauzóleum, Fiumei úti sírkert
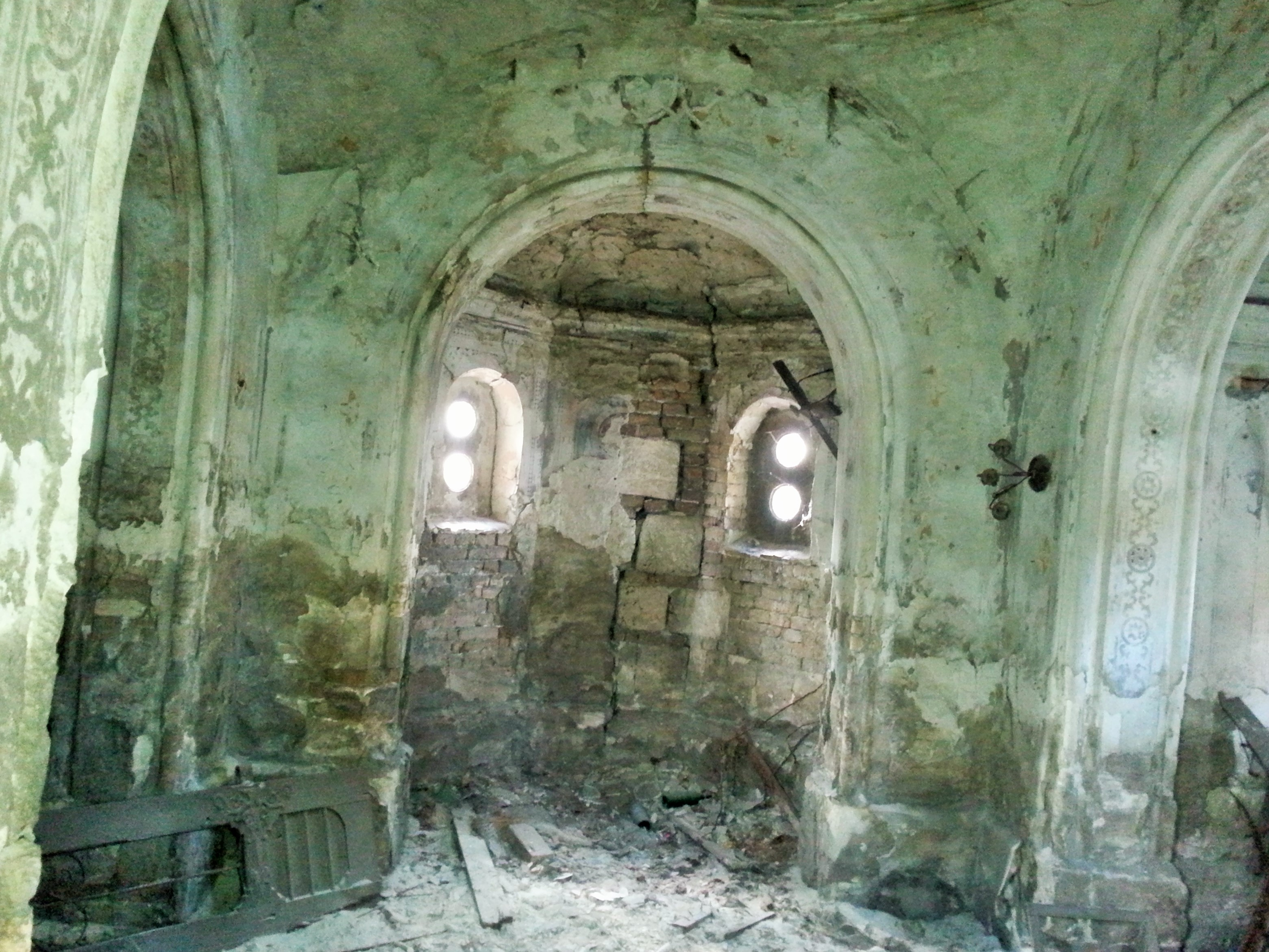
Sebastiani-mauzóleum, Fiumei úti sírkert (belülről)
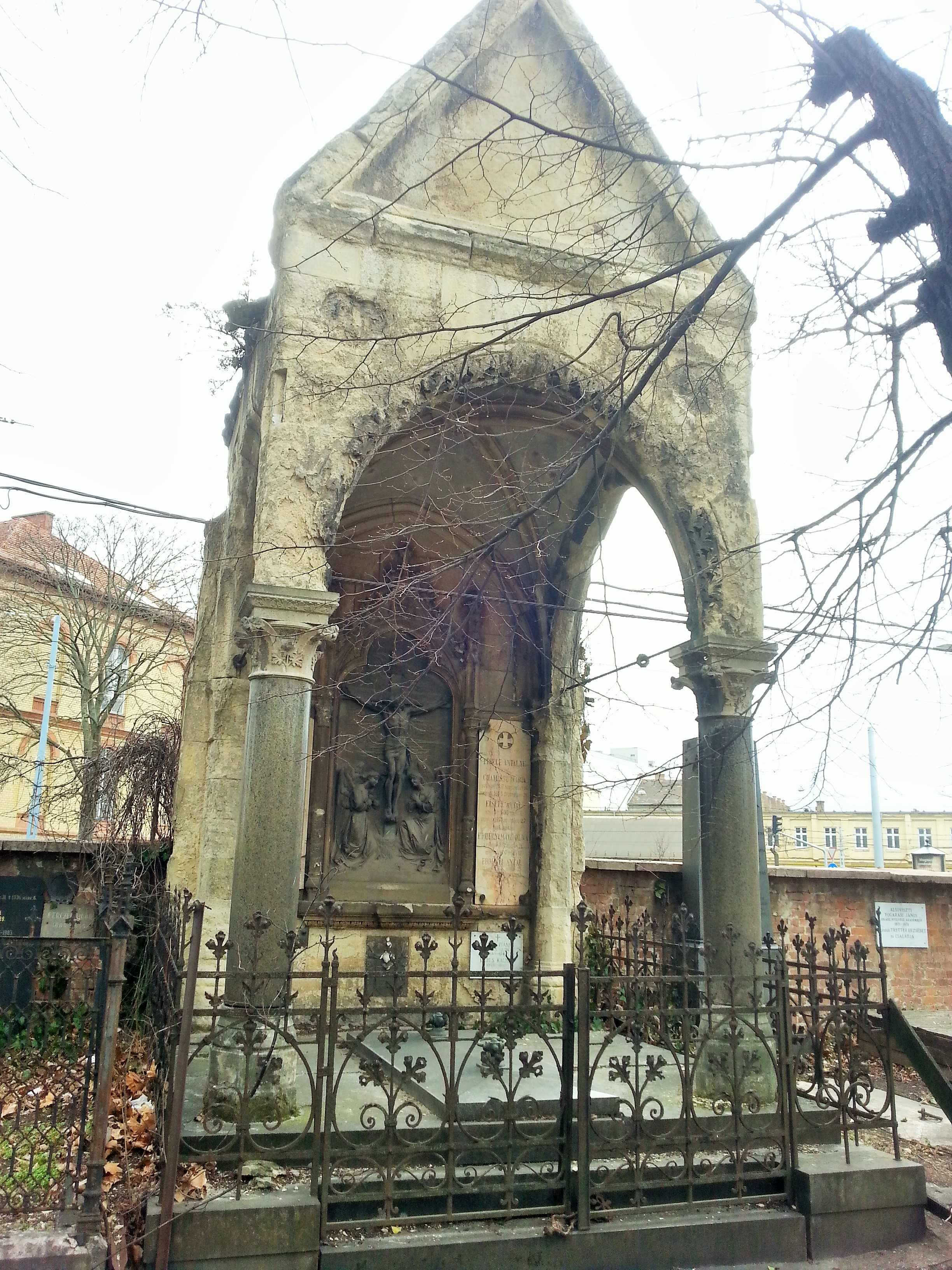
Eisele–Jálics mauzóleum, Fiumei úti sírkert
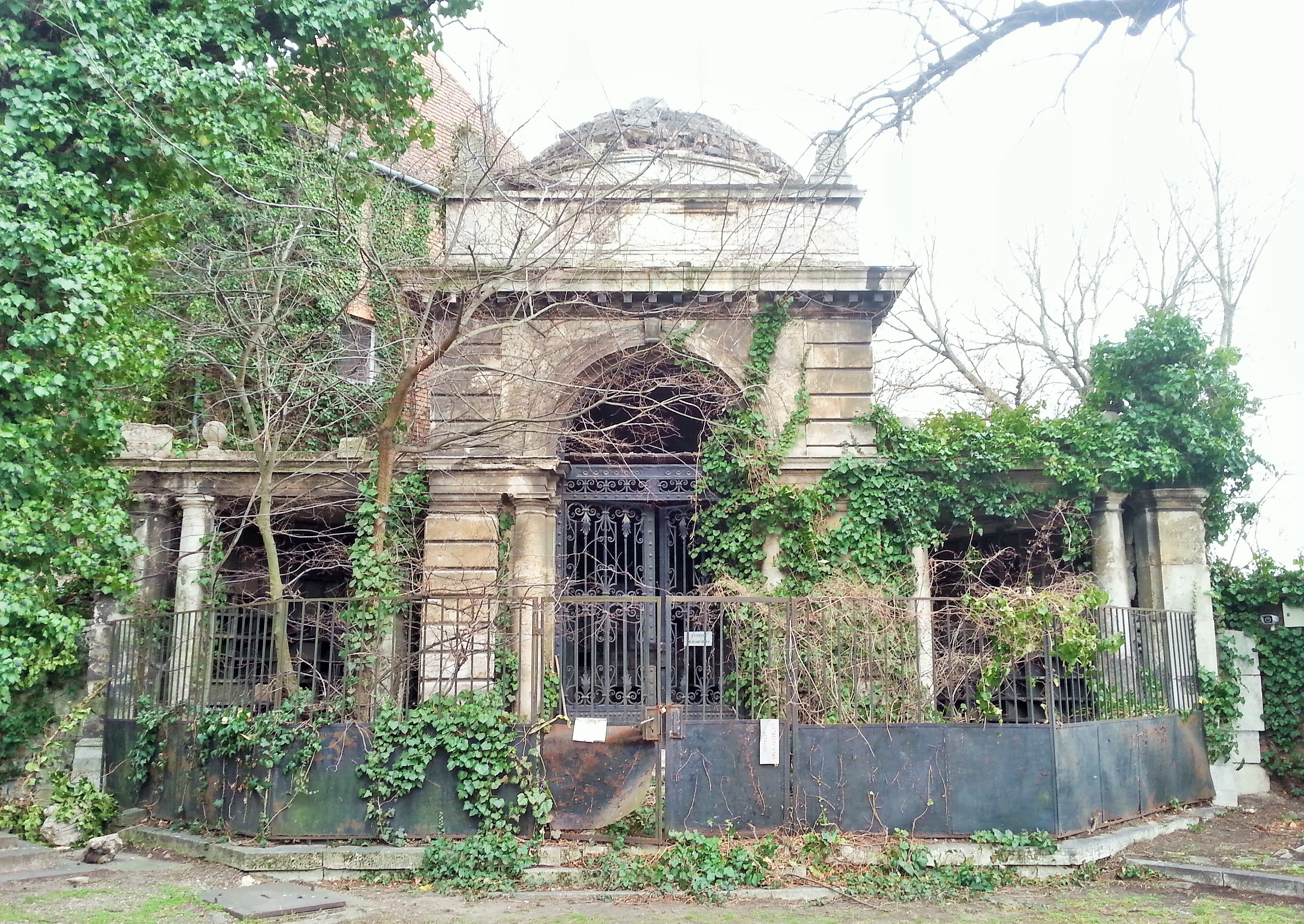
Thalmayer-mauzóleum, Fiumei úti sírkert
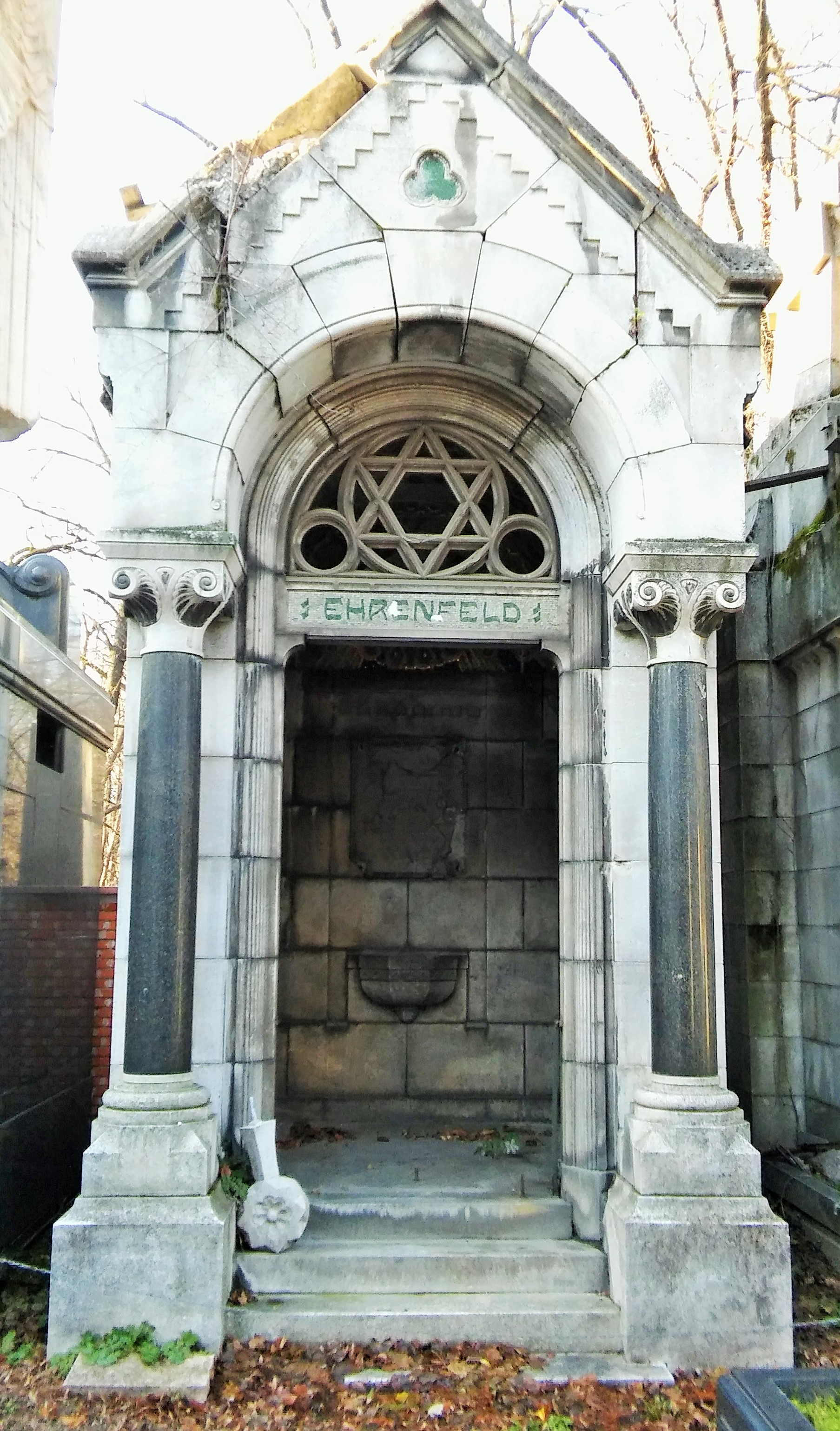
Ehrenfeld-mauzóleum, Salgótarjáni utcai zsidó temető
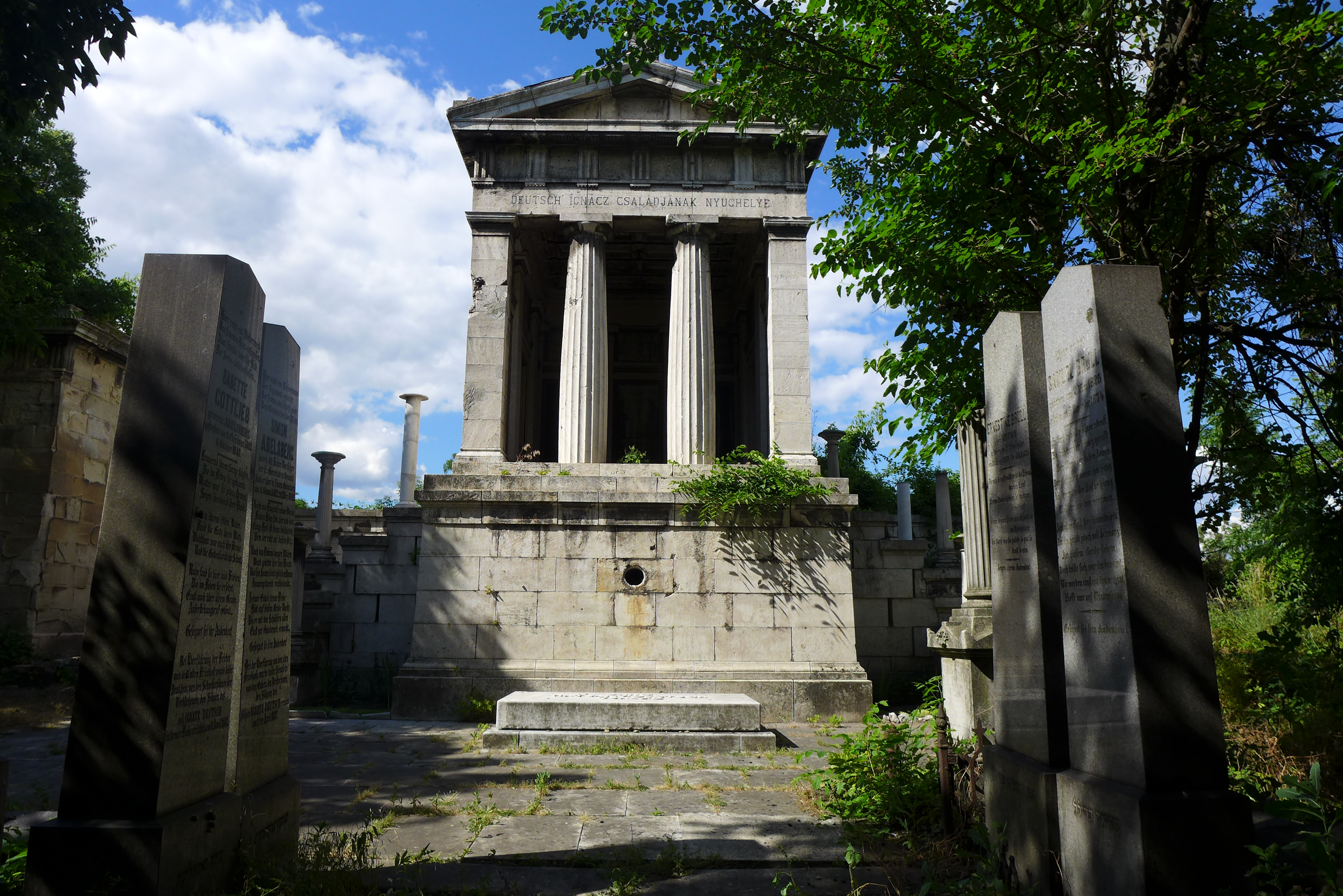
Deutsch-mauzóleum, Salgótarjáni utcai zsidó temető
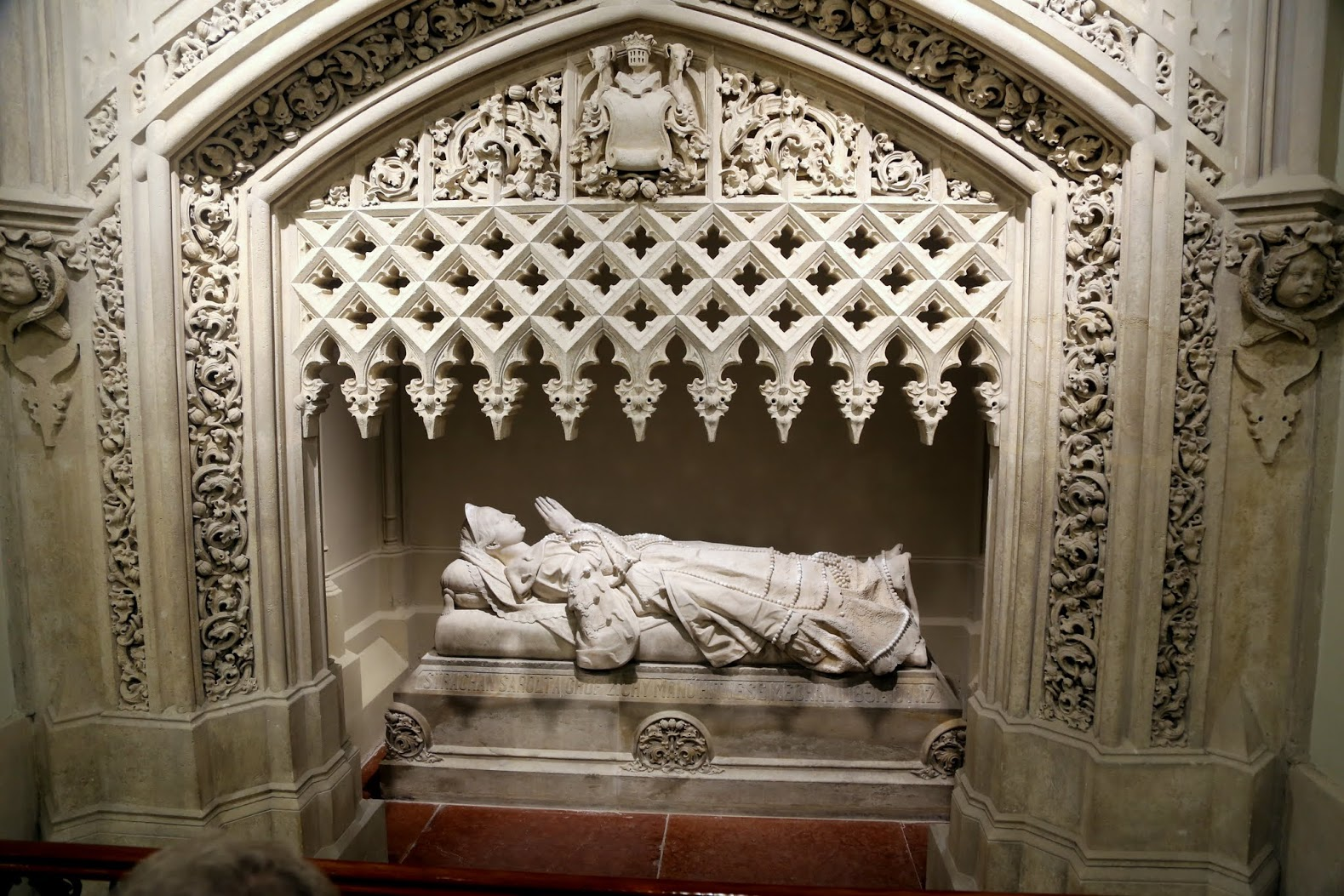
Gróf Zichy Manó feleségének síremléke

### Árkádok, urnatartók
A mauzóleumokhoz hasonló, nagy méretű síremlékek az árkádos sírok. Ezekből Budapesten nem sok található. A Fiumei úti sírkertben két monumentális árkádsor kriptákkal, az Új köztemető és a Farkasréti temető urnatartókkal lett kivitelezve. Modern, 20. század közepi urnatartó épület a Fiumei úti sírkert Munkásmozgalmi Panteonja.
A Farkasréti temető árkádsorát, az Érdi úti oldalon Böhm Henrik és Hegedűs Ármin 1899–1900-ban tervezte meg. 1938-ban, a temetőkápolna és a ravatalozó megépültekor Krassói Virgil és Módos Ferenc tervei alapján egy újabb árkádsort is kialakítottak.
A Kozma utcai zsidó temetőbe a 20. század elején felmerült árkádok tervezésének gondolata, ez azonban később nem valósult meg.
Urnatartók (kriptákhoz hasonlóan) templomok altemplomi részében is elhelyezést nyertek, pl. az Ávilai Nagy Szent Teréz-plébániatemplomban, a Józsefvárosi Jézus Szíve-templomban, a Fasori református templomban. A Kelenföldi Szent Gellért-plébánia templomának altemploma mellett a templom földfelszíni, külső környezetében is kialakítottak urnatartókat.

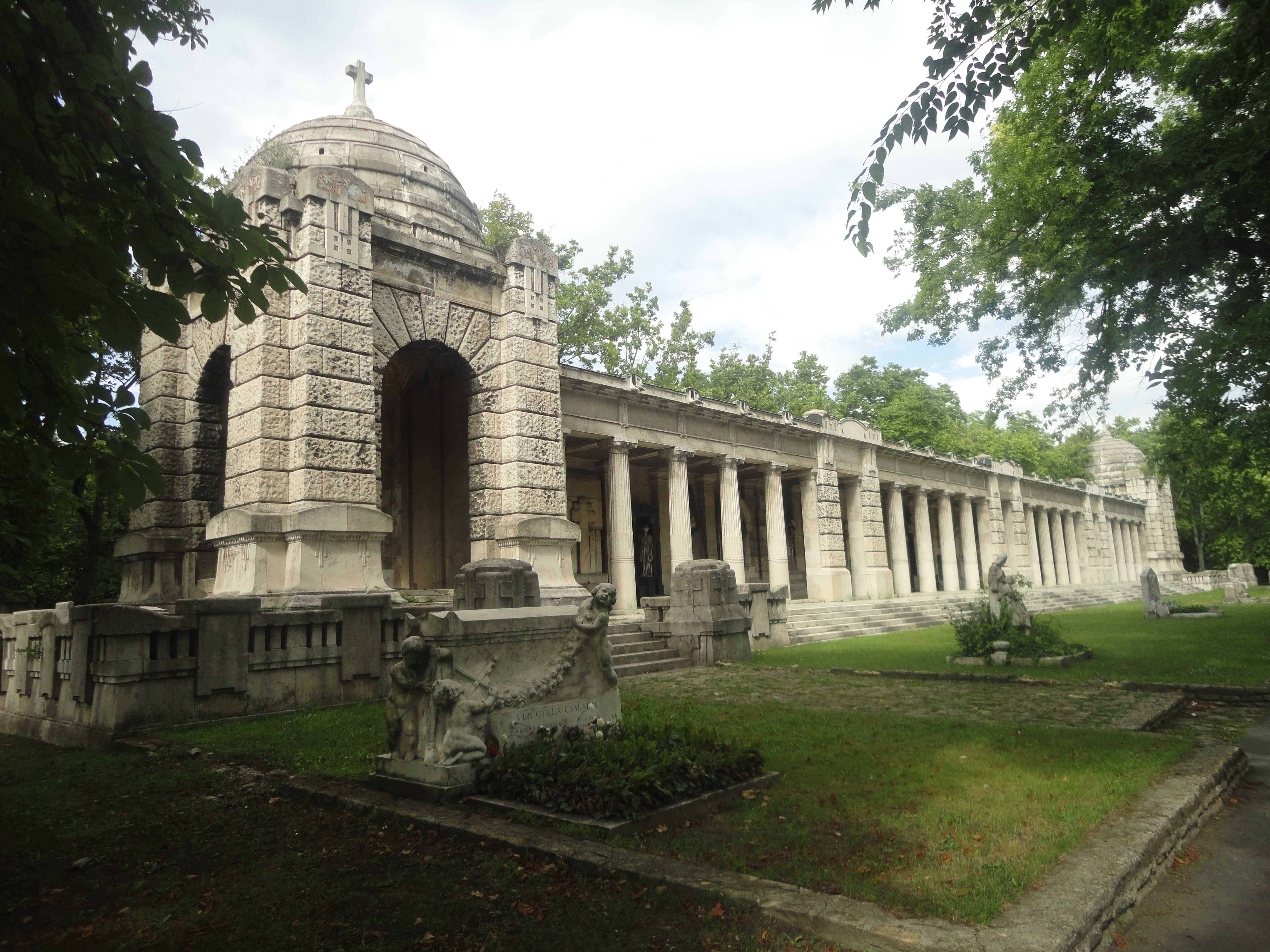
Árkádsor, Fiumei úti sírkert
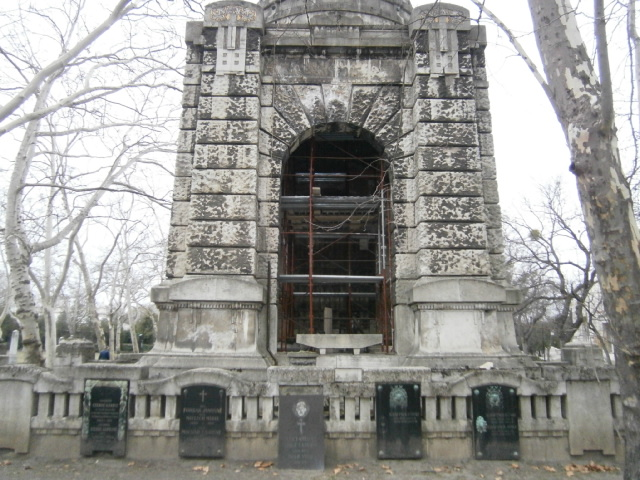
Árkádsor, Fiumei úti sírkert
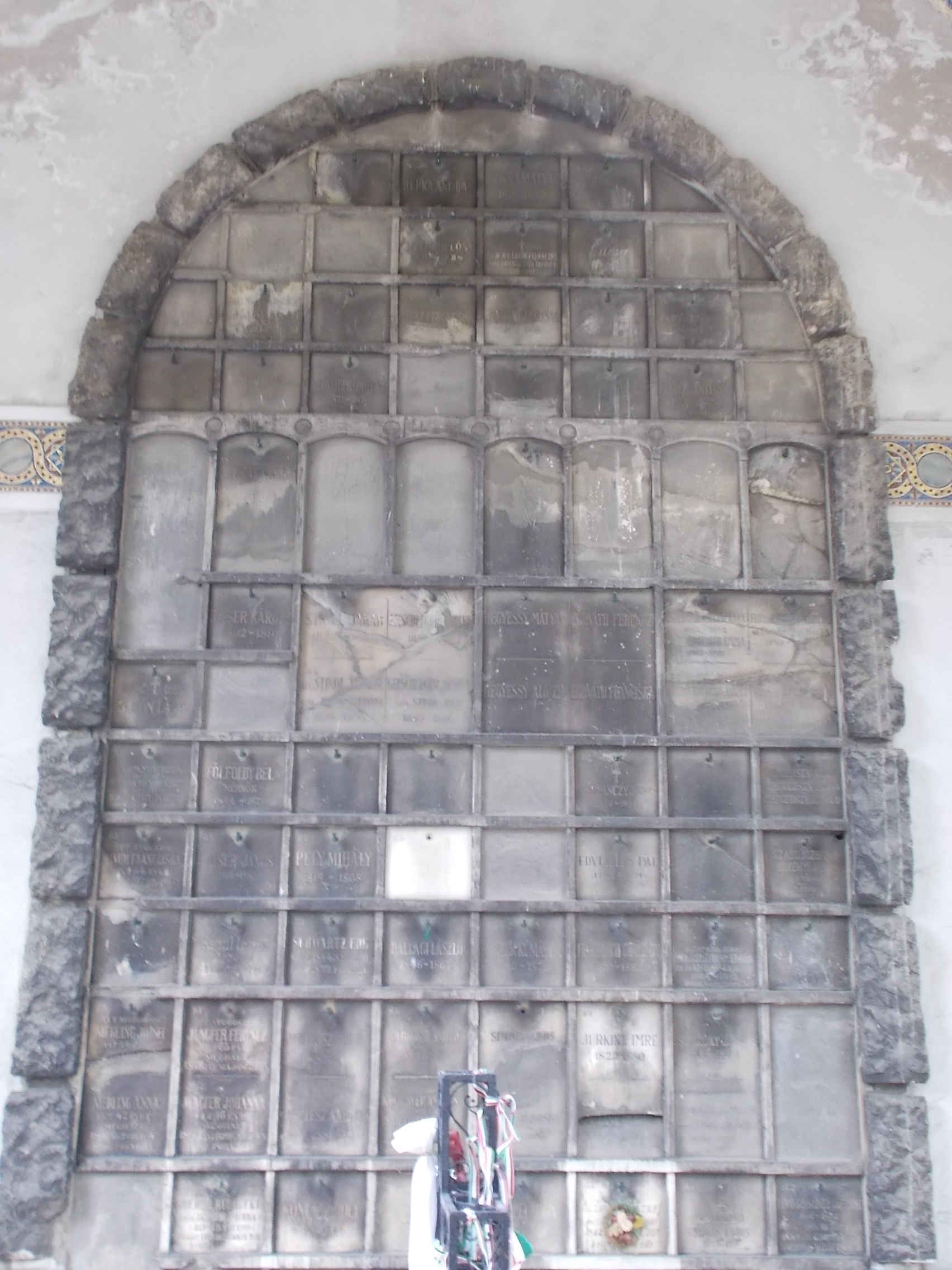
Árkádsor, Fiumei úti sírkert (urnatartók)
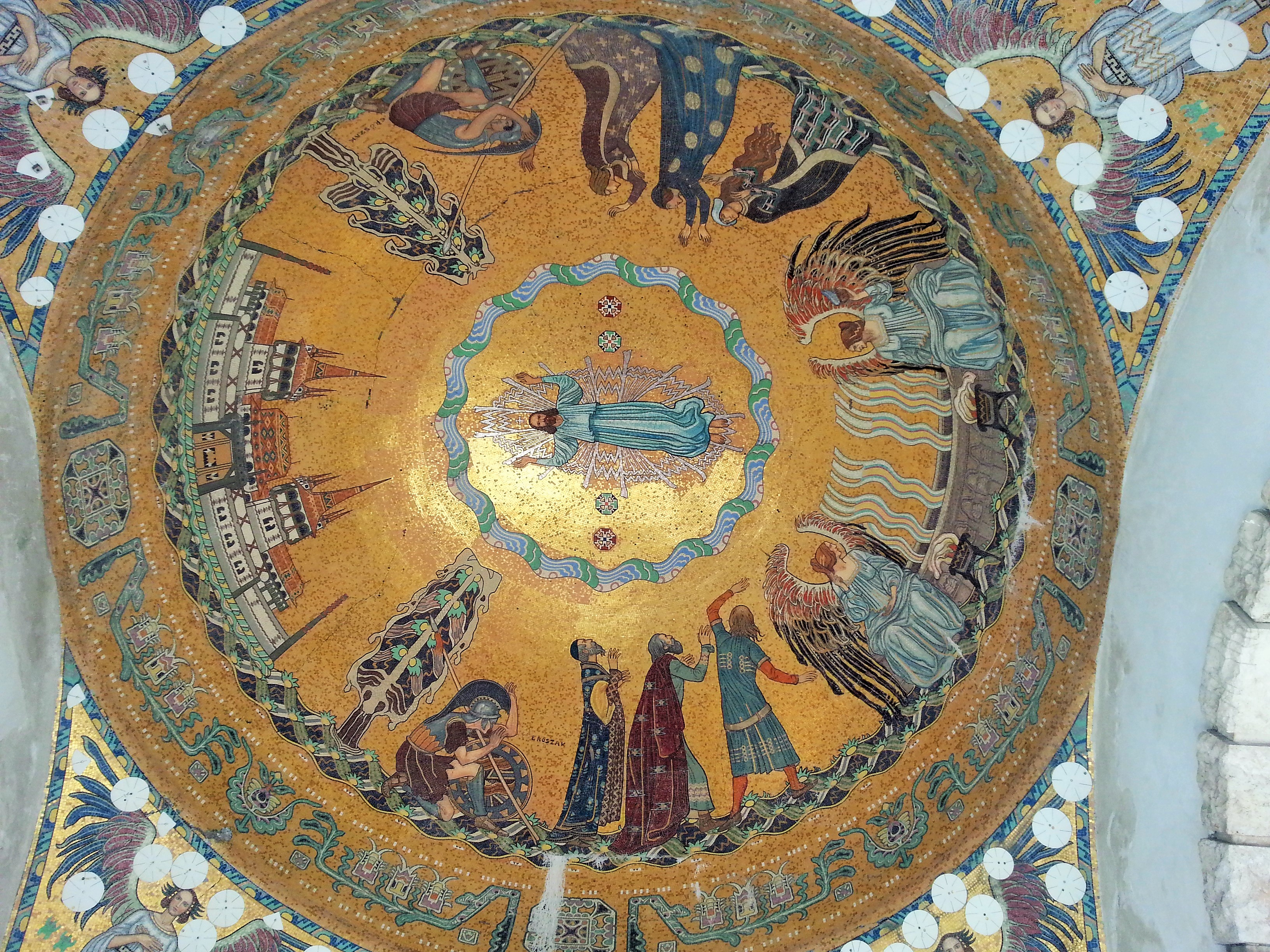
Árkádsor, Fiumei úti sírkert (kupola mozaik)
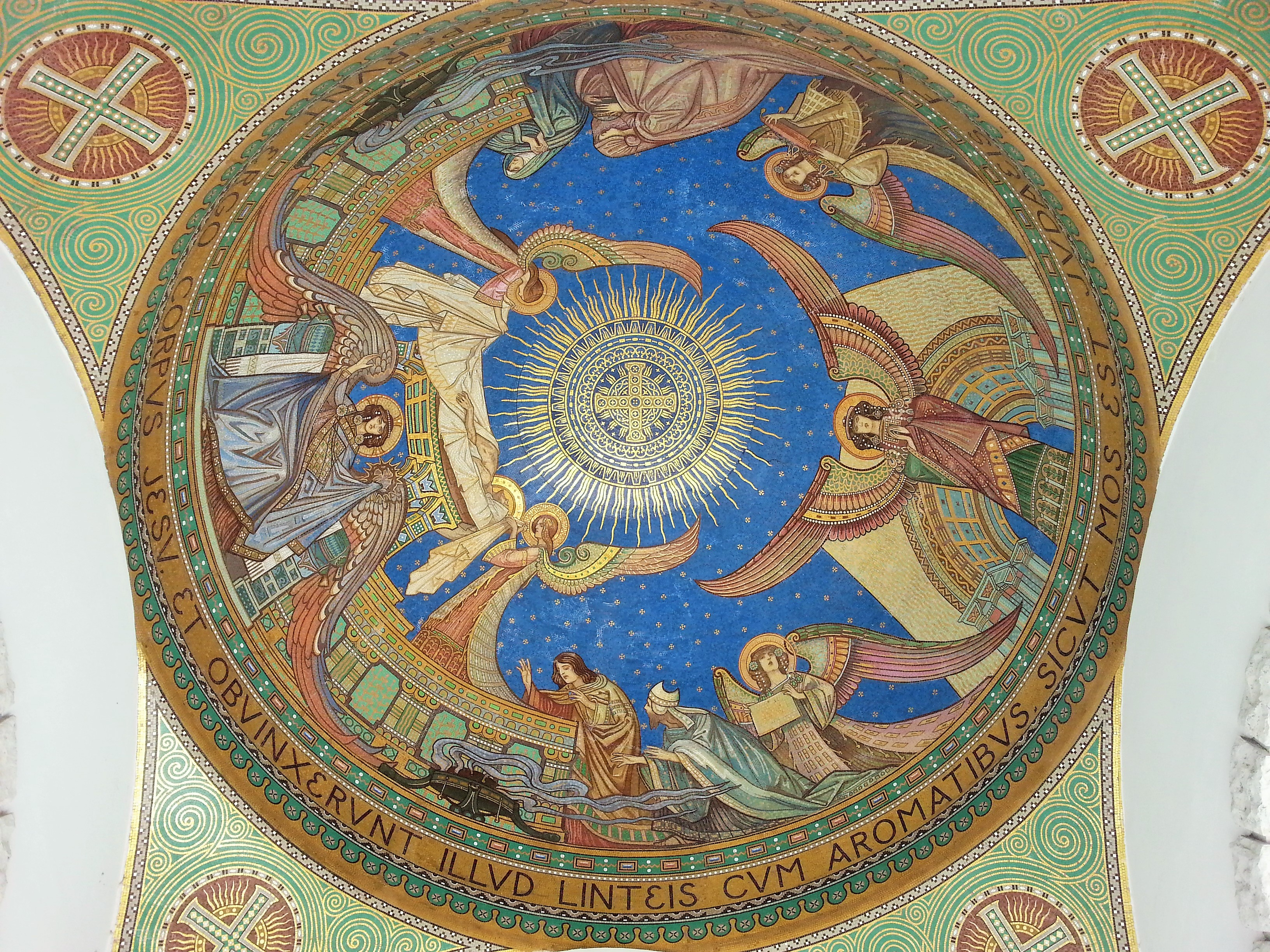
Árkádsor, Fiumei úti sírkert (kupola mozaik)
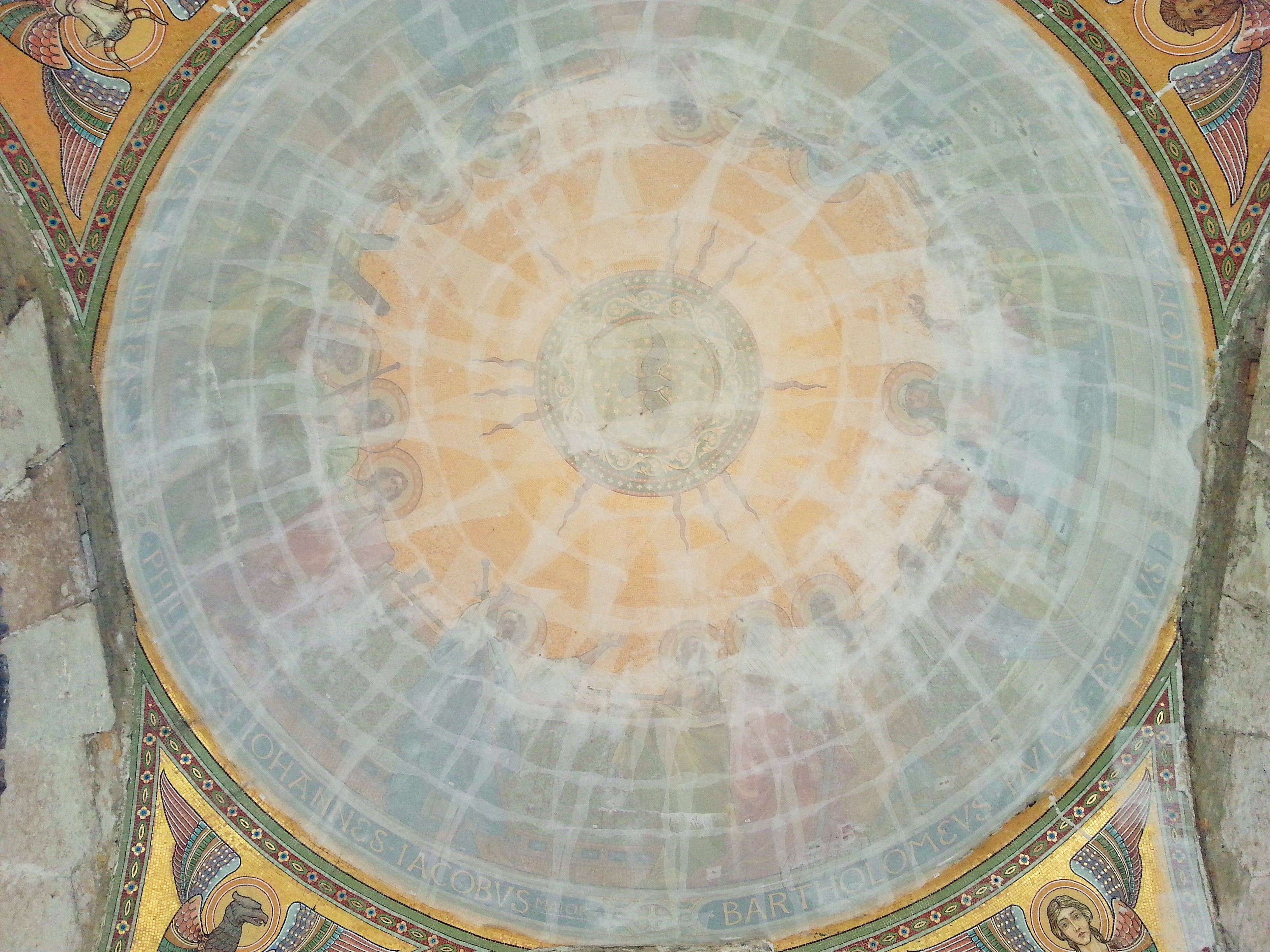
Árkádsor, Fiumei úti sírkert (kupola mozaik)
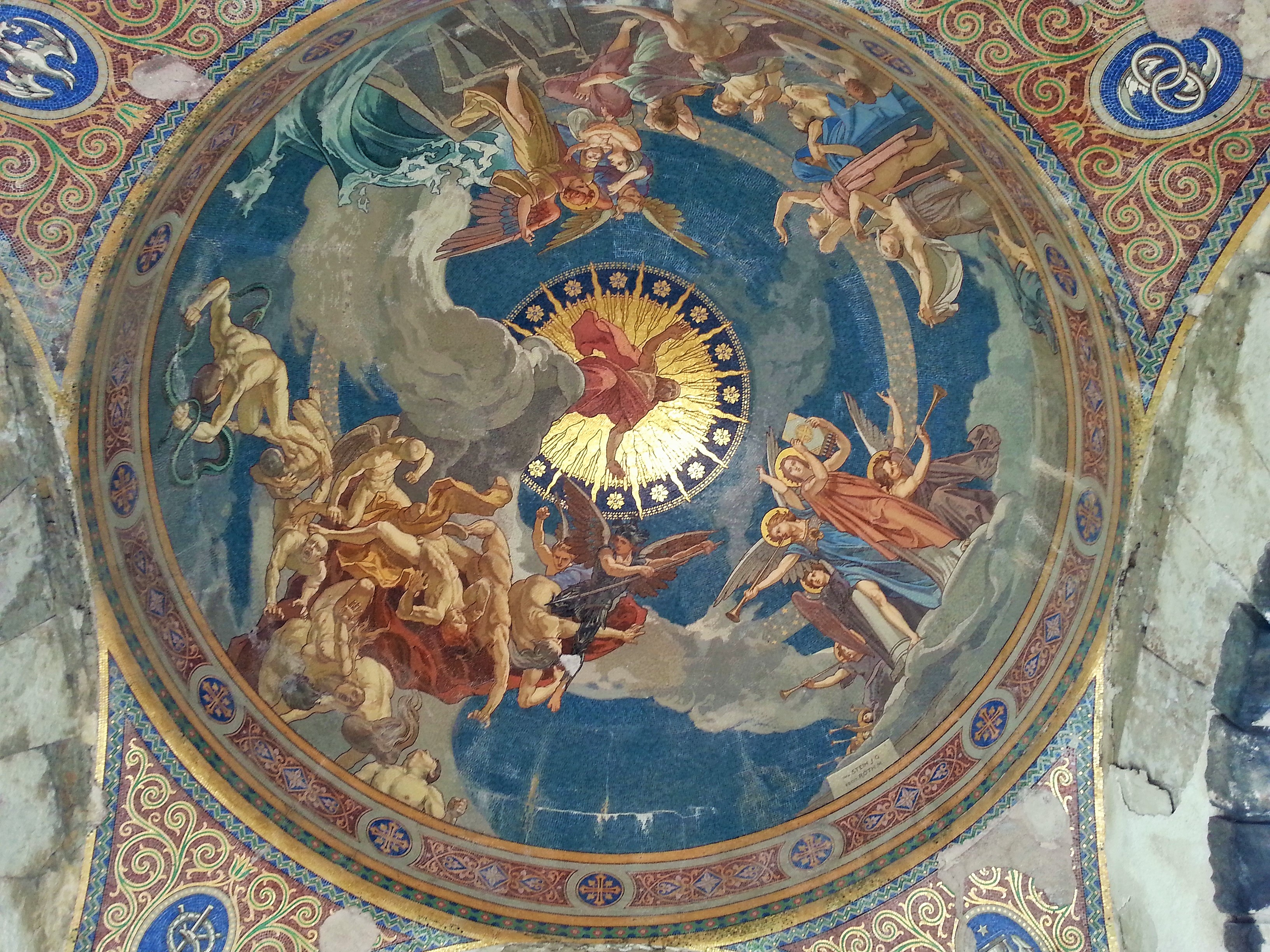
Árkádsor, Fiumei úti sírkert (kupola mozaik)
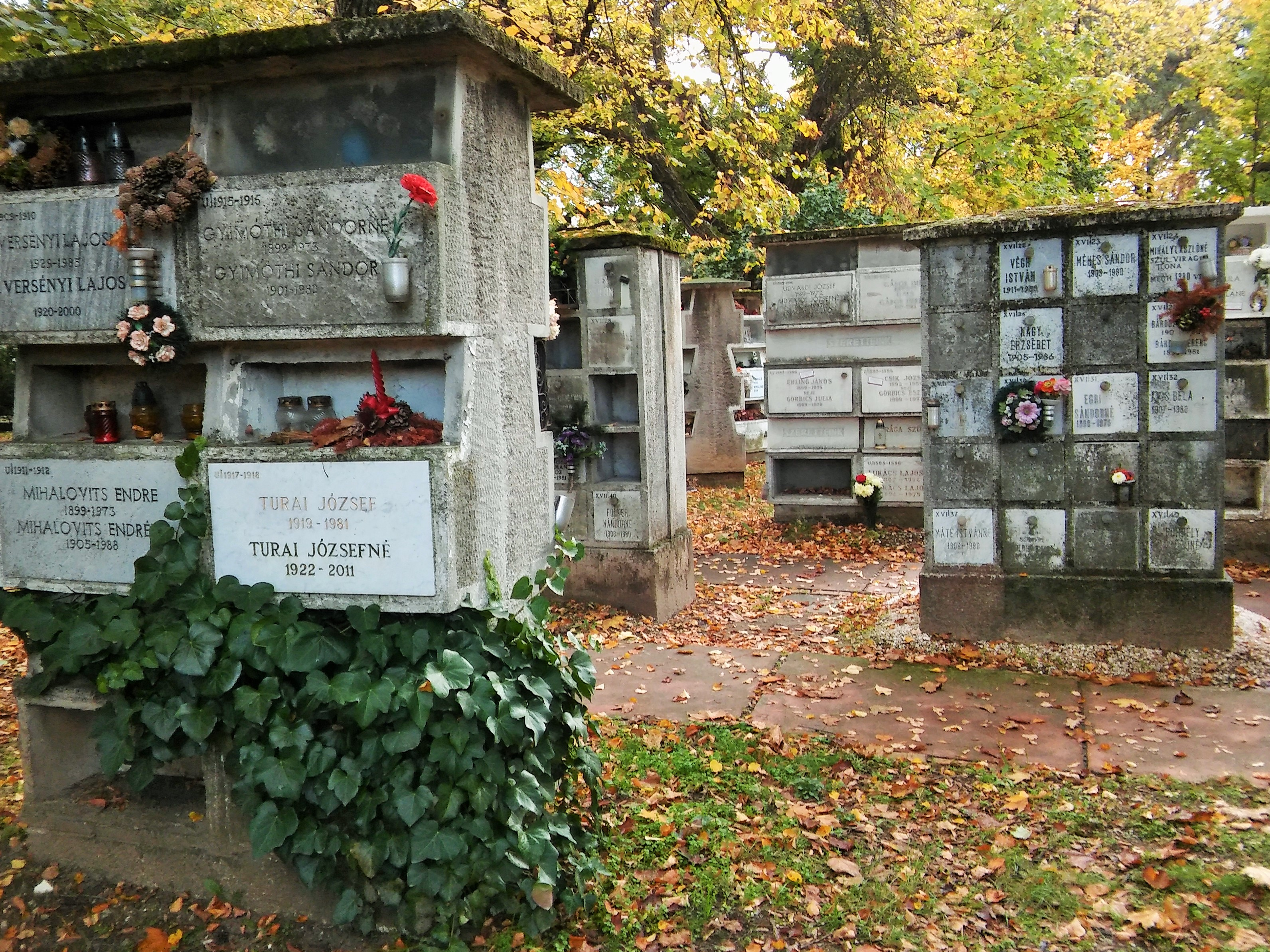
Urnatartók, Új köztemető
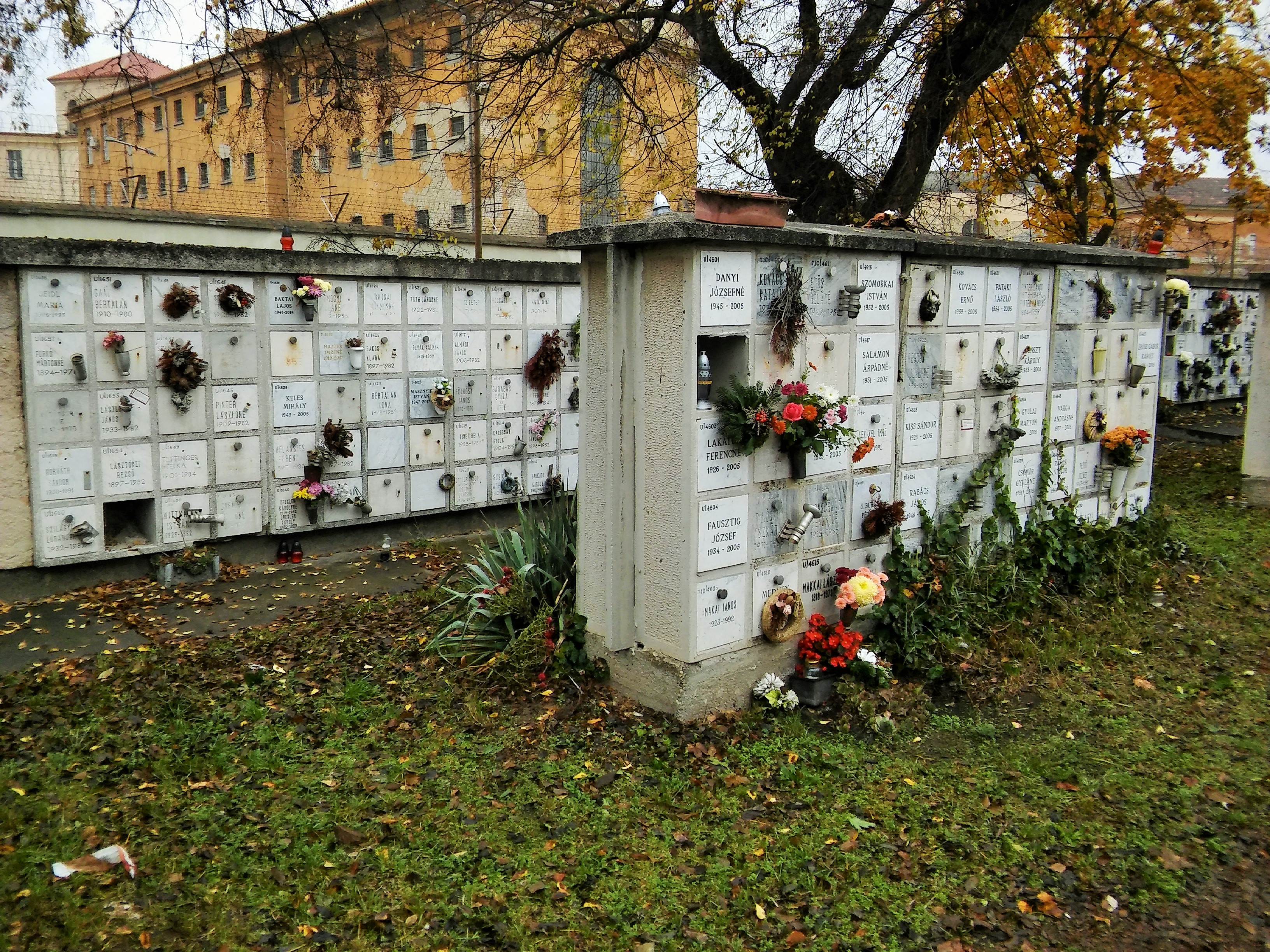
Urnatartók, Új köztemető
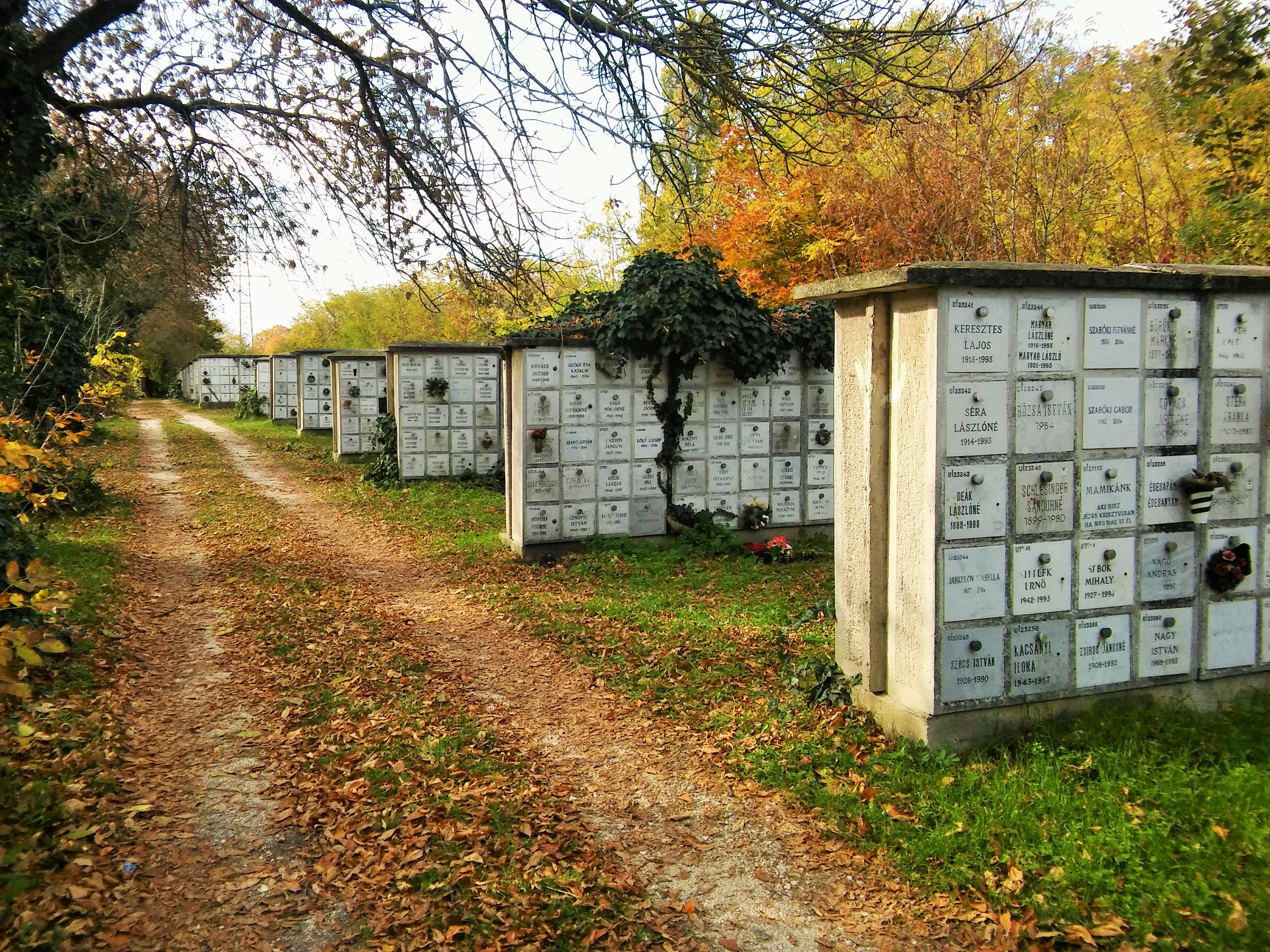
Urnatartók, Új köztemető
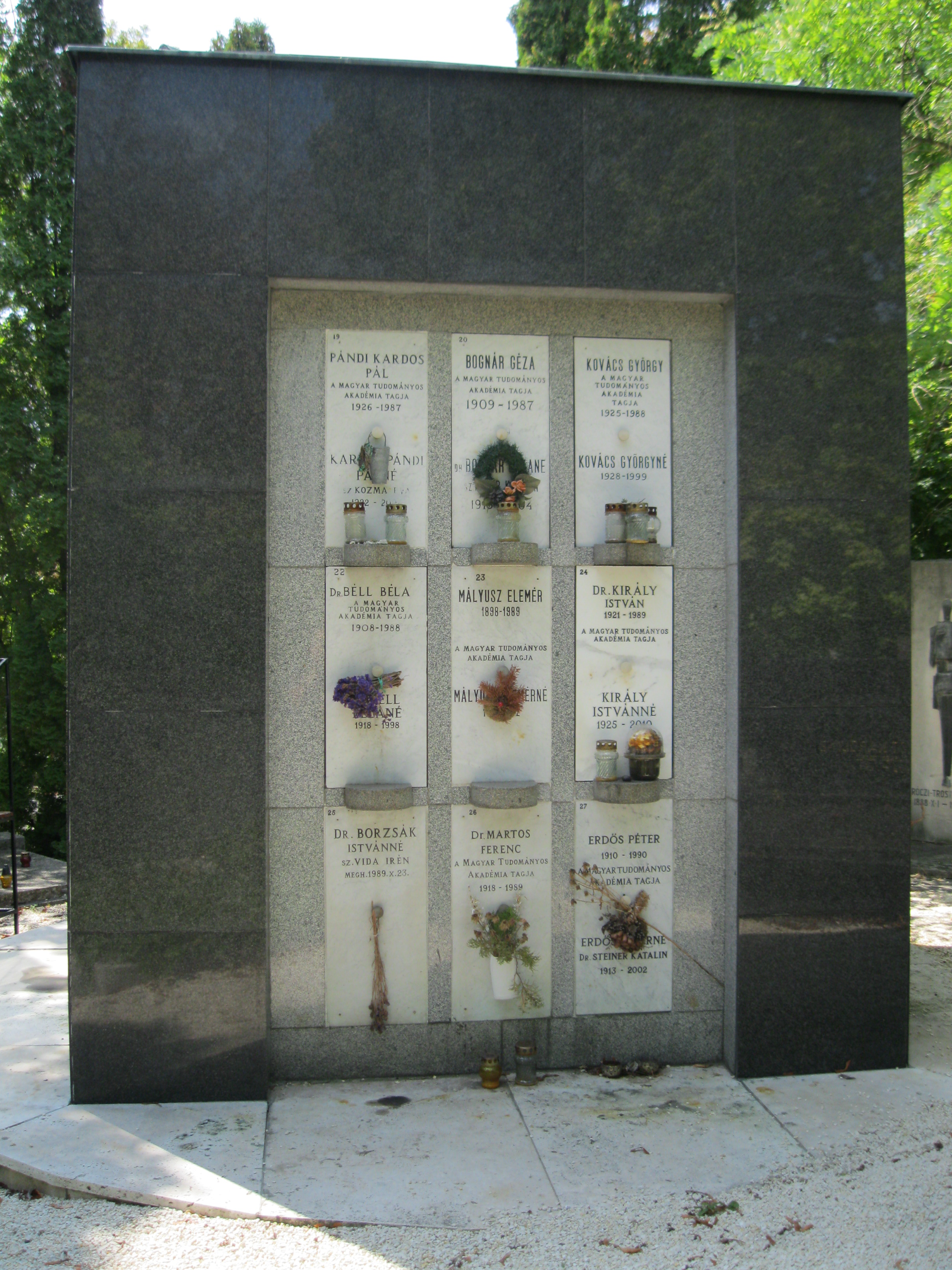
Urnatartók, Farkasréti temető
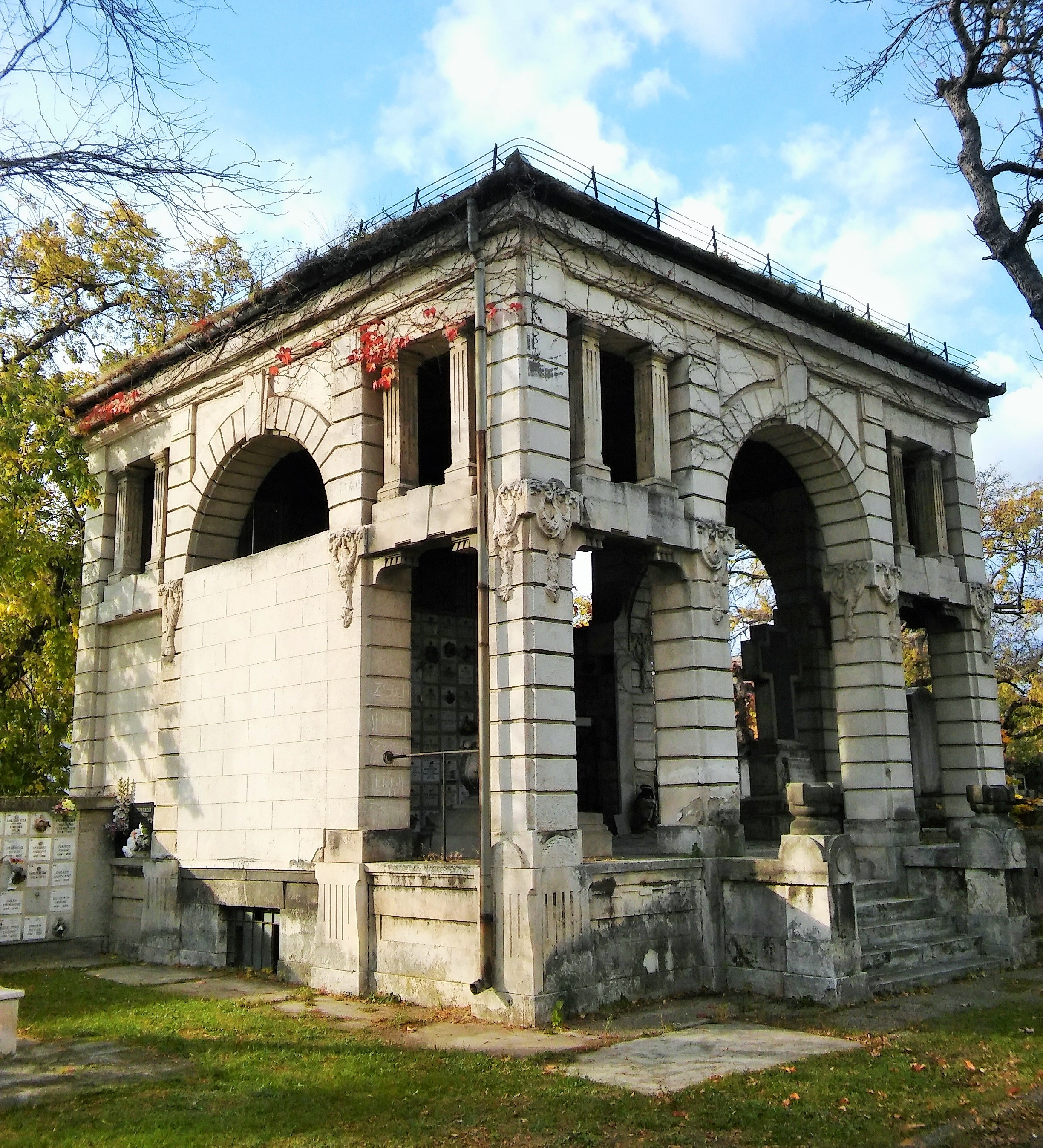
Urnatartó árkádok, Új köztemető
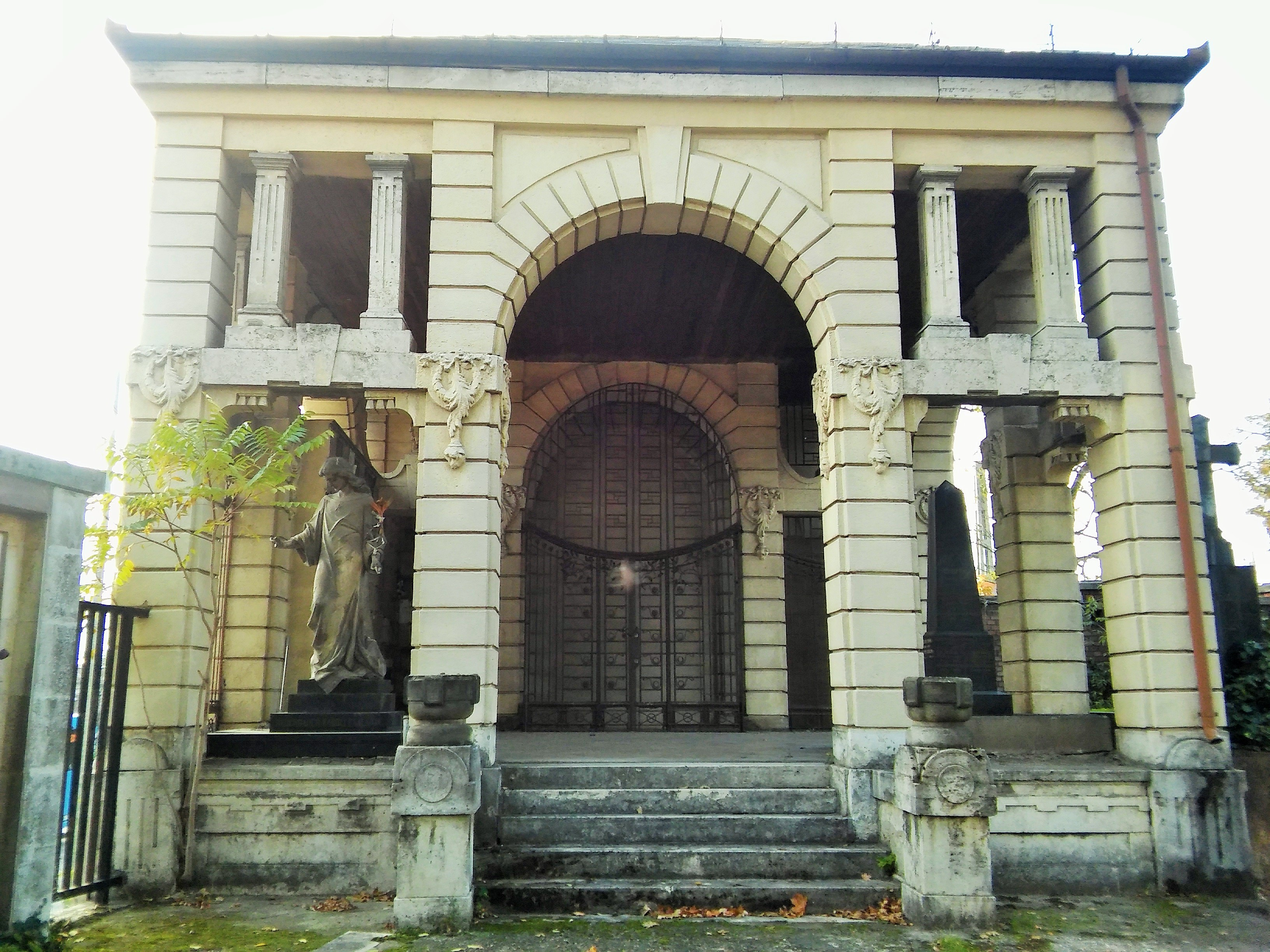
Urnatartó árkádok, Új köztemető
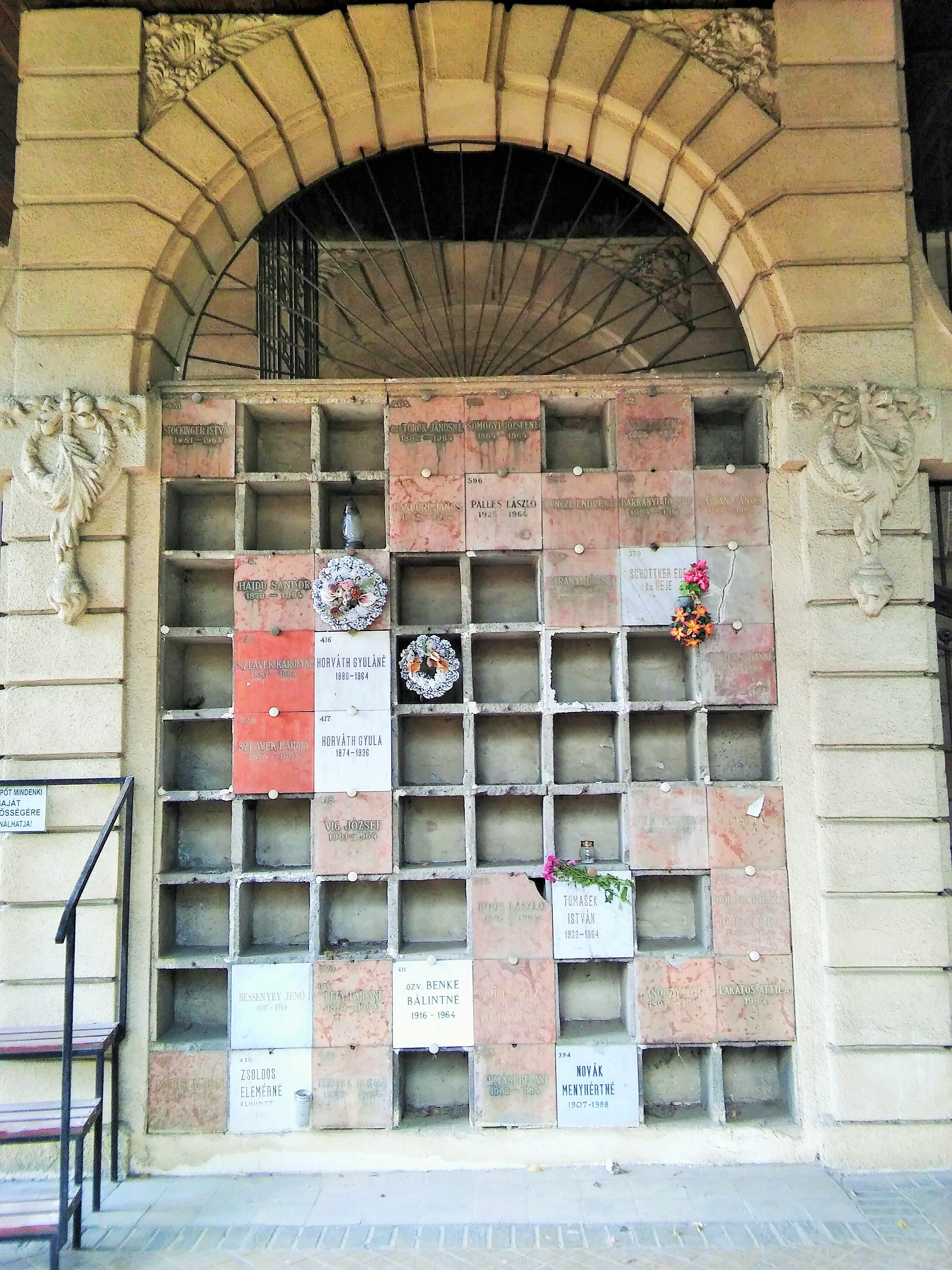
Urnatartó árkádok, Új köztemető (belül)
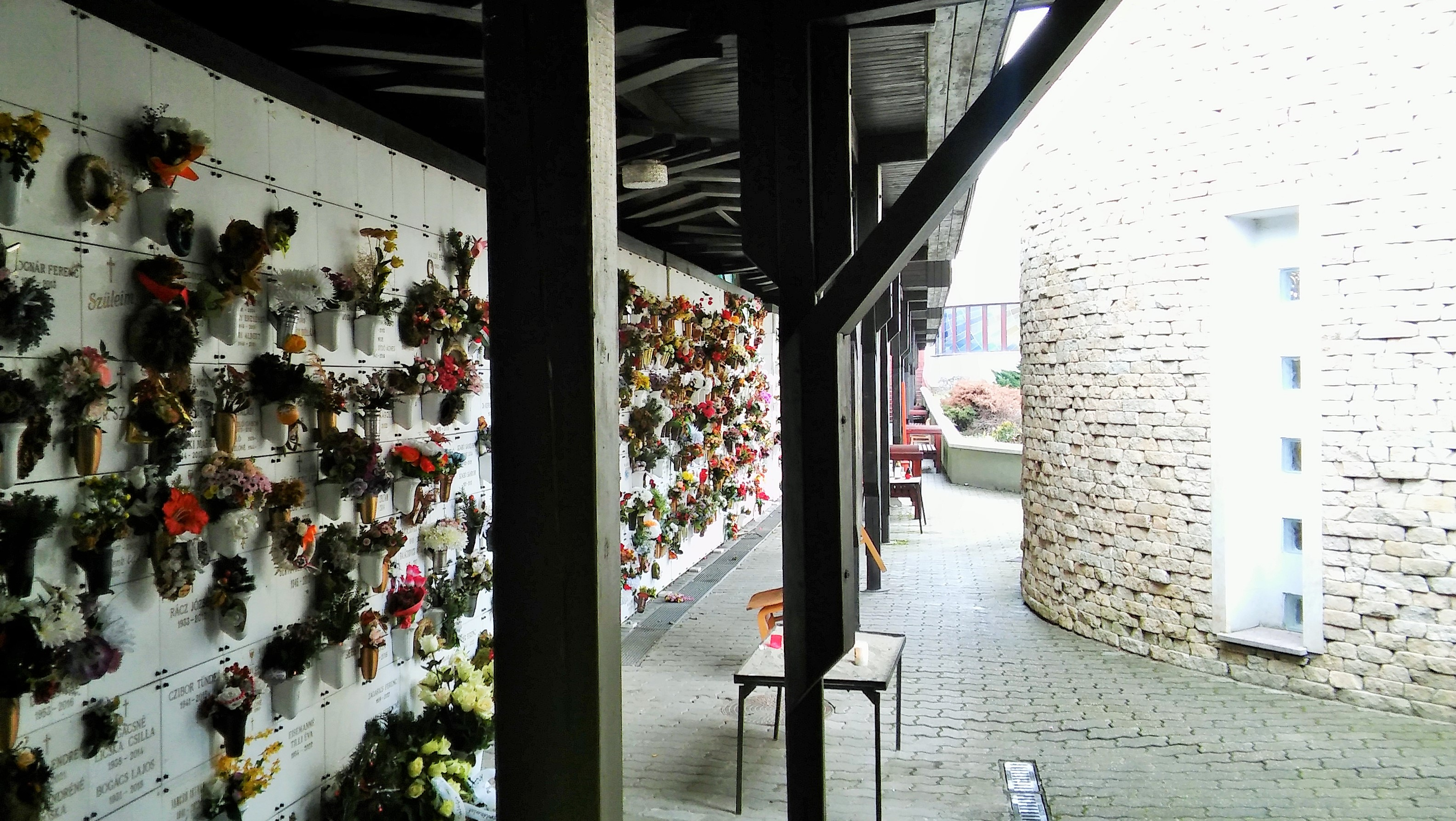
A Kelenföldi Szent Gellért-plébánia urnatemetője

## Bejárati épületek
Nagyobb bejárati épület két budapesti temetőben épült. A Salgótarjáni utcai zsidó temető középkori várra hasonlító bejárati épületét Lajta Béla tervezte, és 1908-ban épült fel. Az Új köztemető bejárati épületegyüttese 3 épületből áll: egy torony szerű központi részből, amely elején Isten szobra látható az „Én vagyok az út, az igazság és az élet” felirat latin nyelvű változatával. A torony két oldalán autó- és gyalog út, azokon túl szimmetrikus elrendezésben két nagyobb irodaépület látható homlokzatuk felső részén bibliai témakörű festményekkel. Az épületeket Hegedűs Ármin tervezte (1903). Nagyobb bejárati kőkapu épült őrszobával a Farkasréti temetőben.

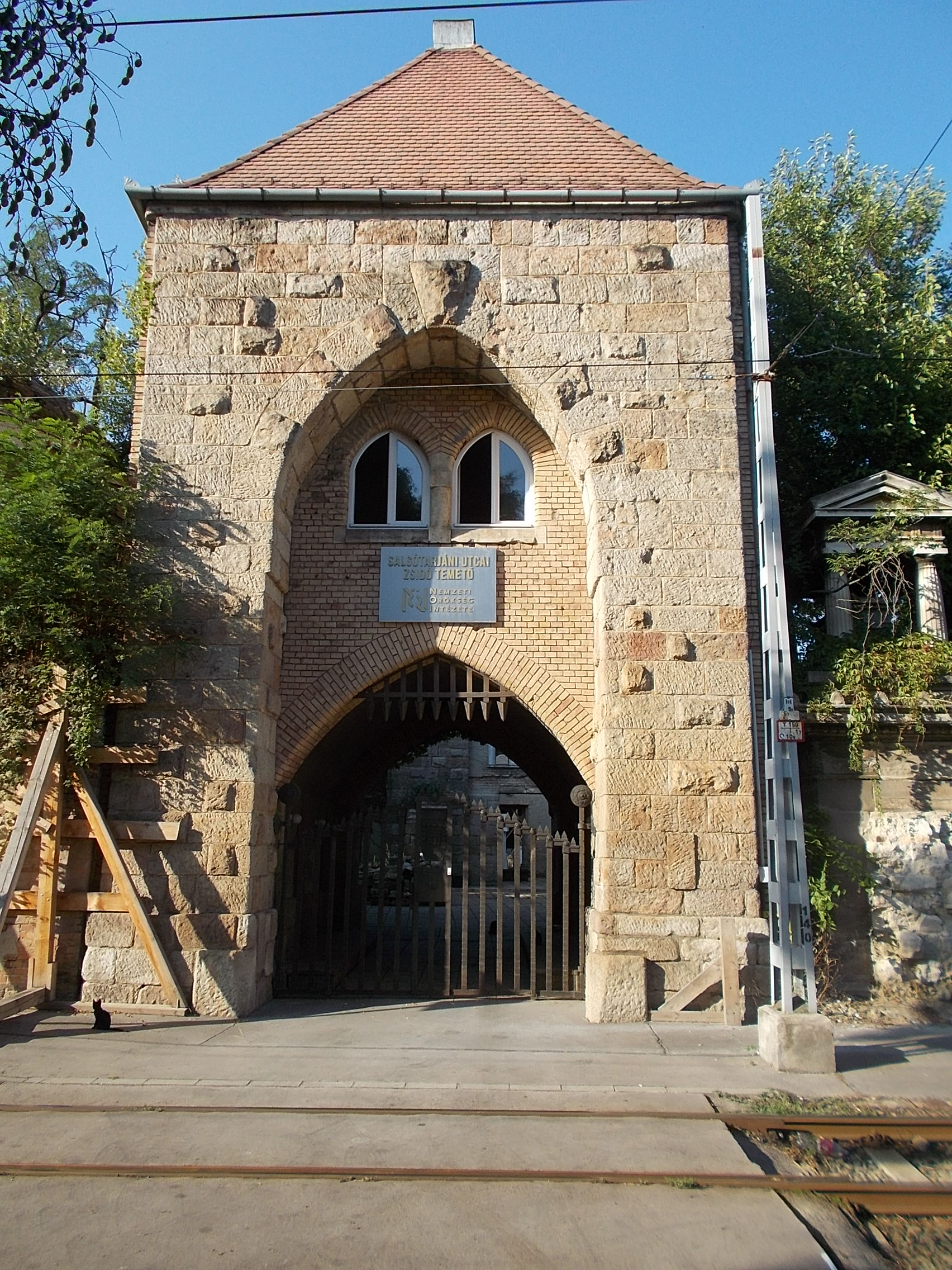
A Salgótarjáni utcai zsidó temető bejárati épülete
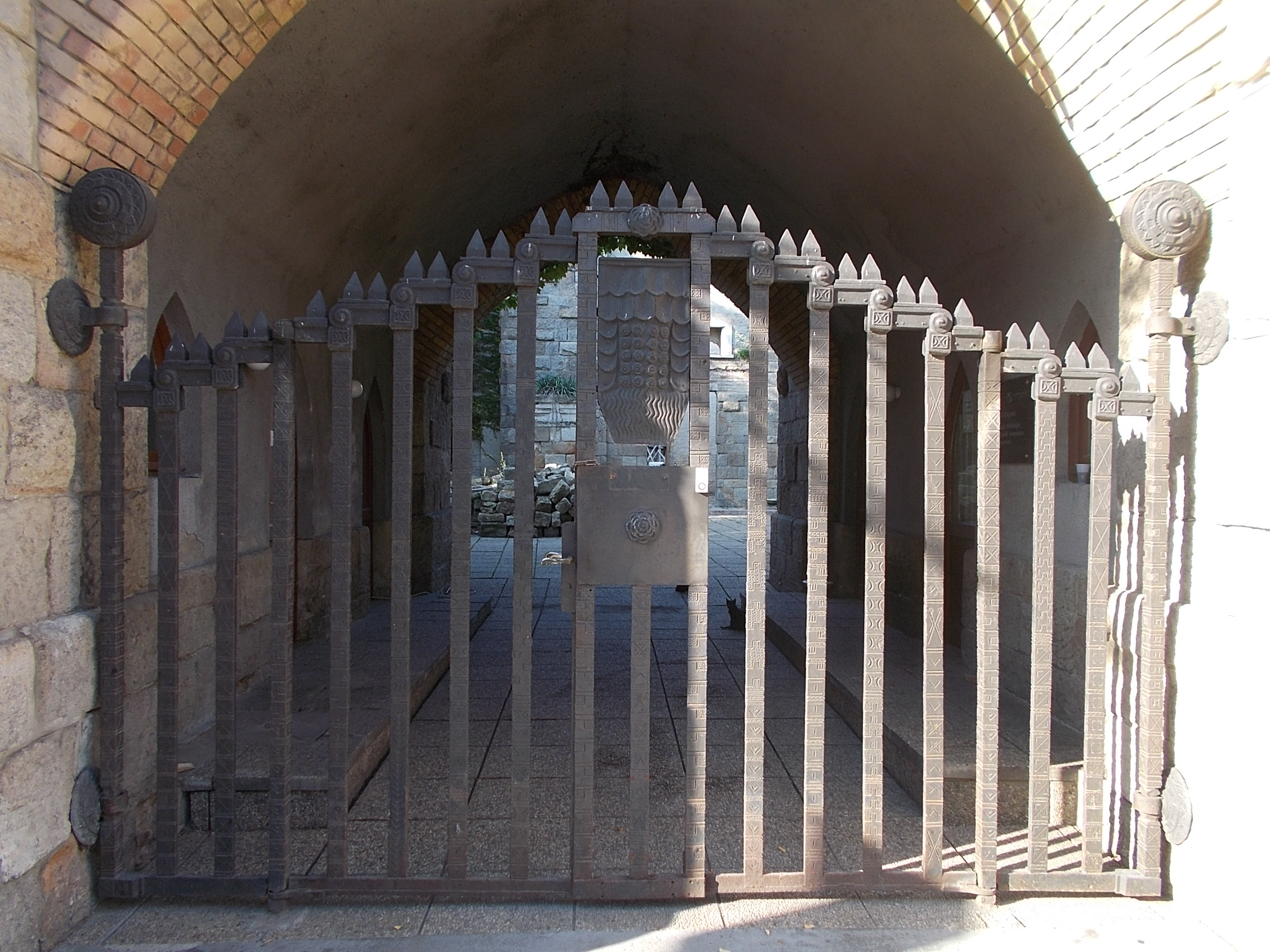
A Salgótarjáni utcai zsidó temető bejárati épülete (míves kapuzat)
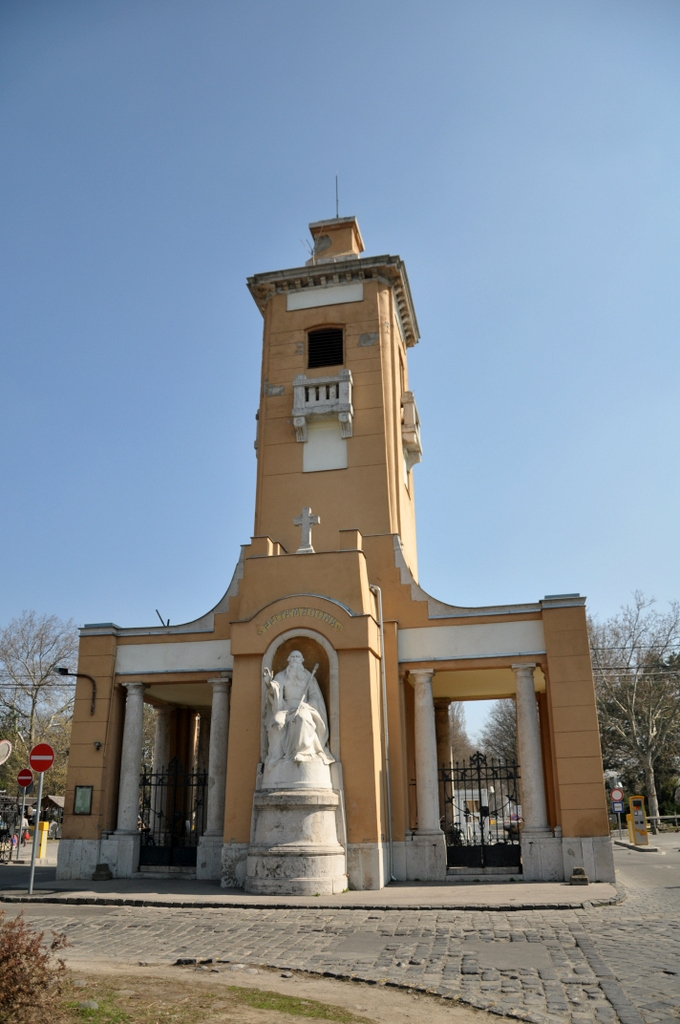
Az Új köztemető bejárati épületegyüttese (főépület)
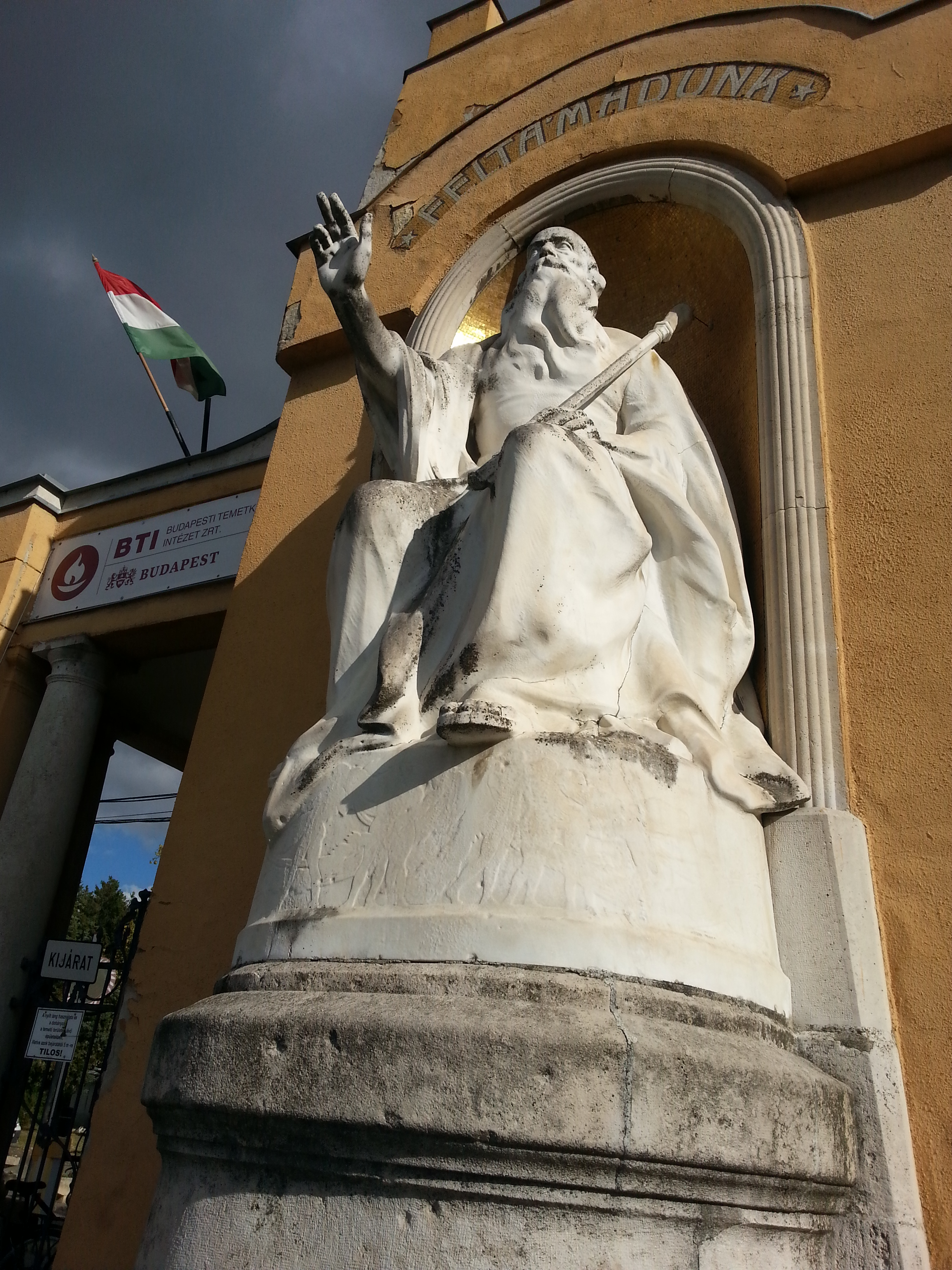
Az Új köztemető bejárati épületegyüttese (Isten szobra közelről)
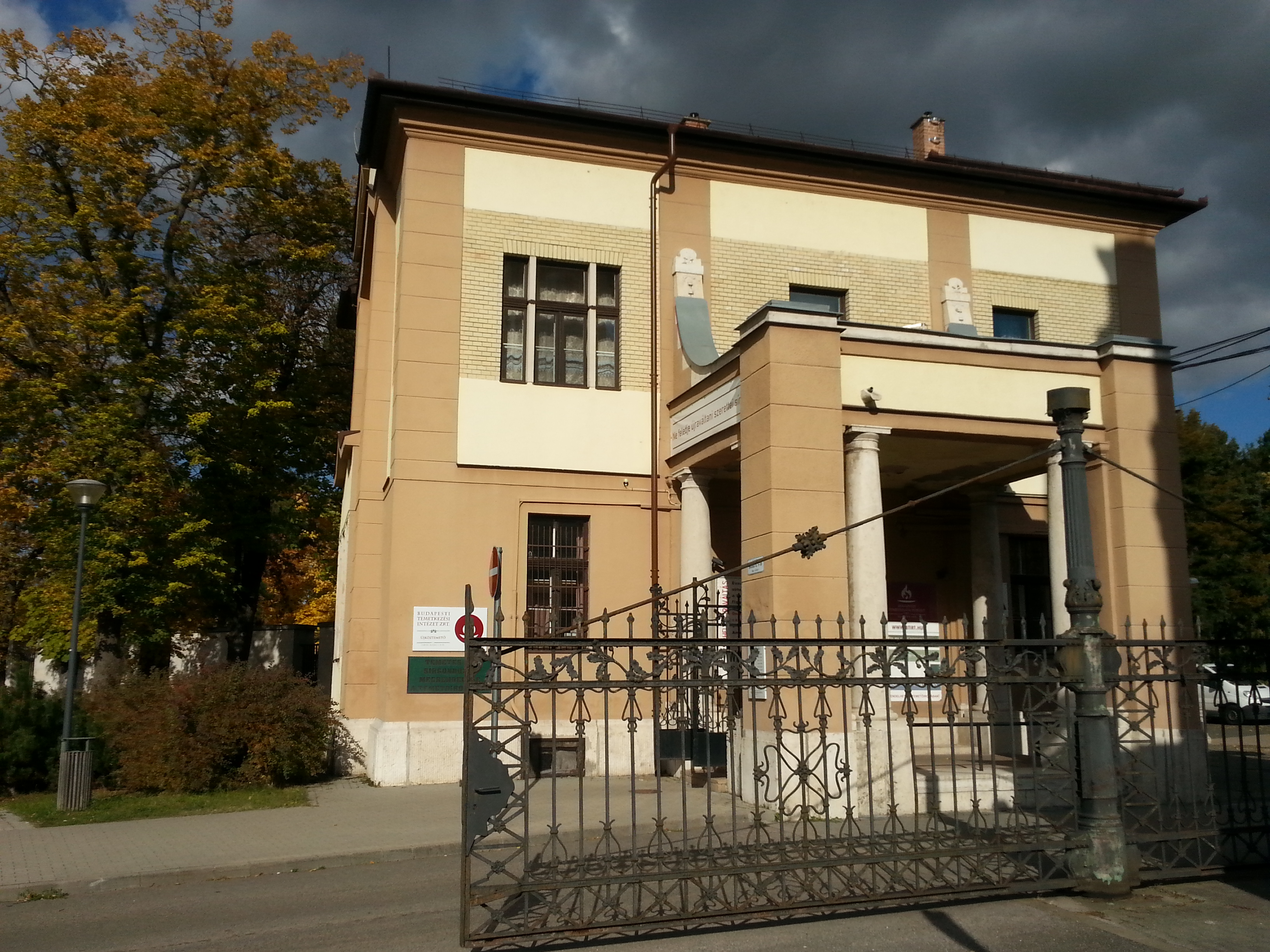
Az Új köztemető bejárati épületegyüttese (melléképület)
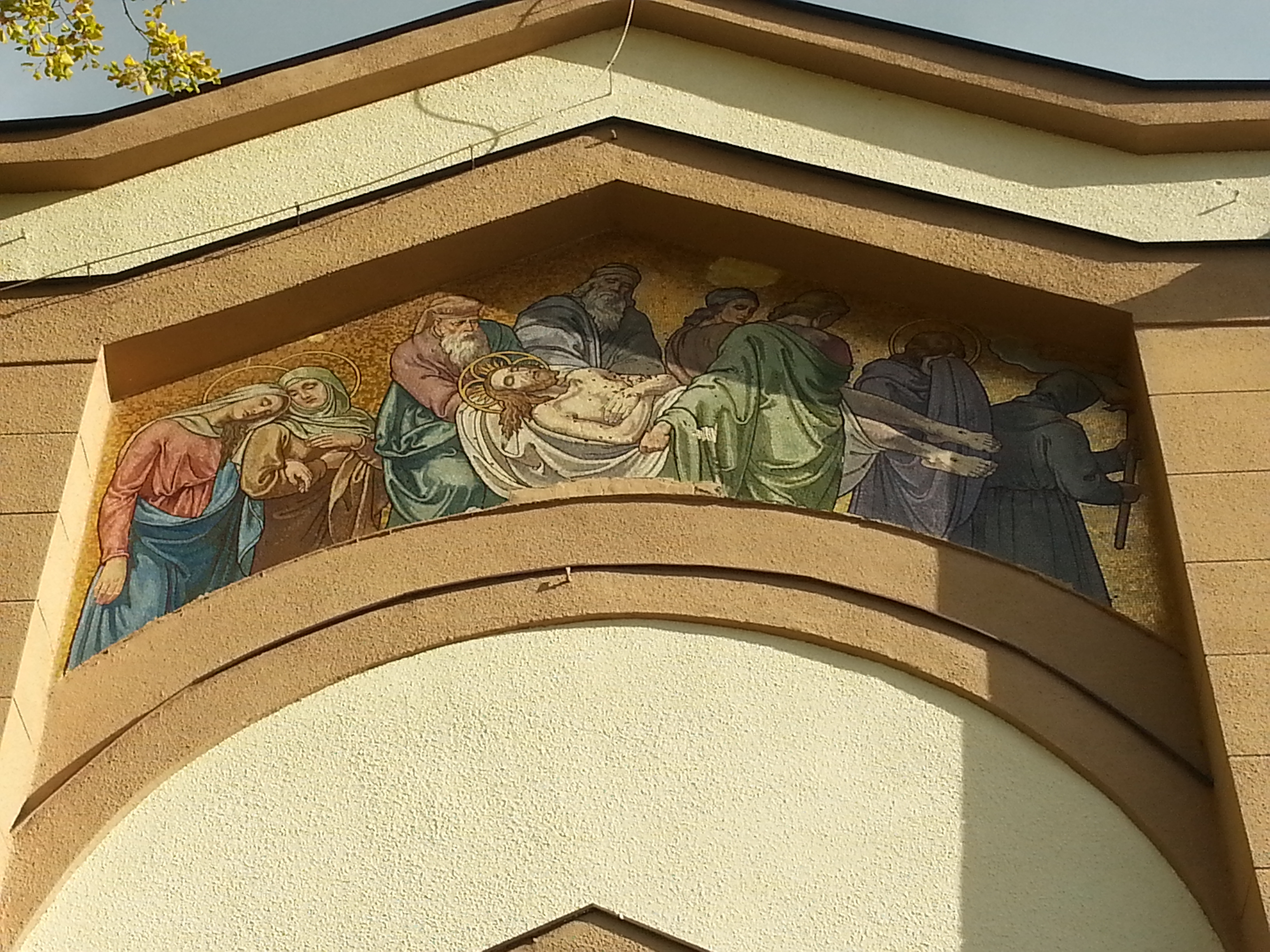
Az Új köztemető bejárati épületegyüttese (festményrészlet)
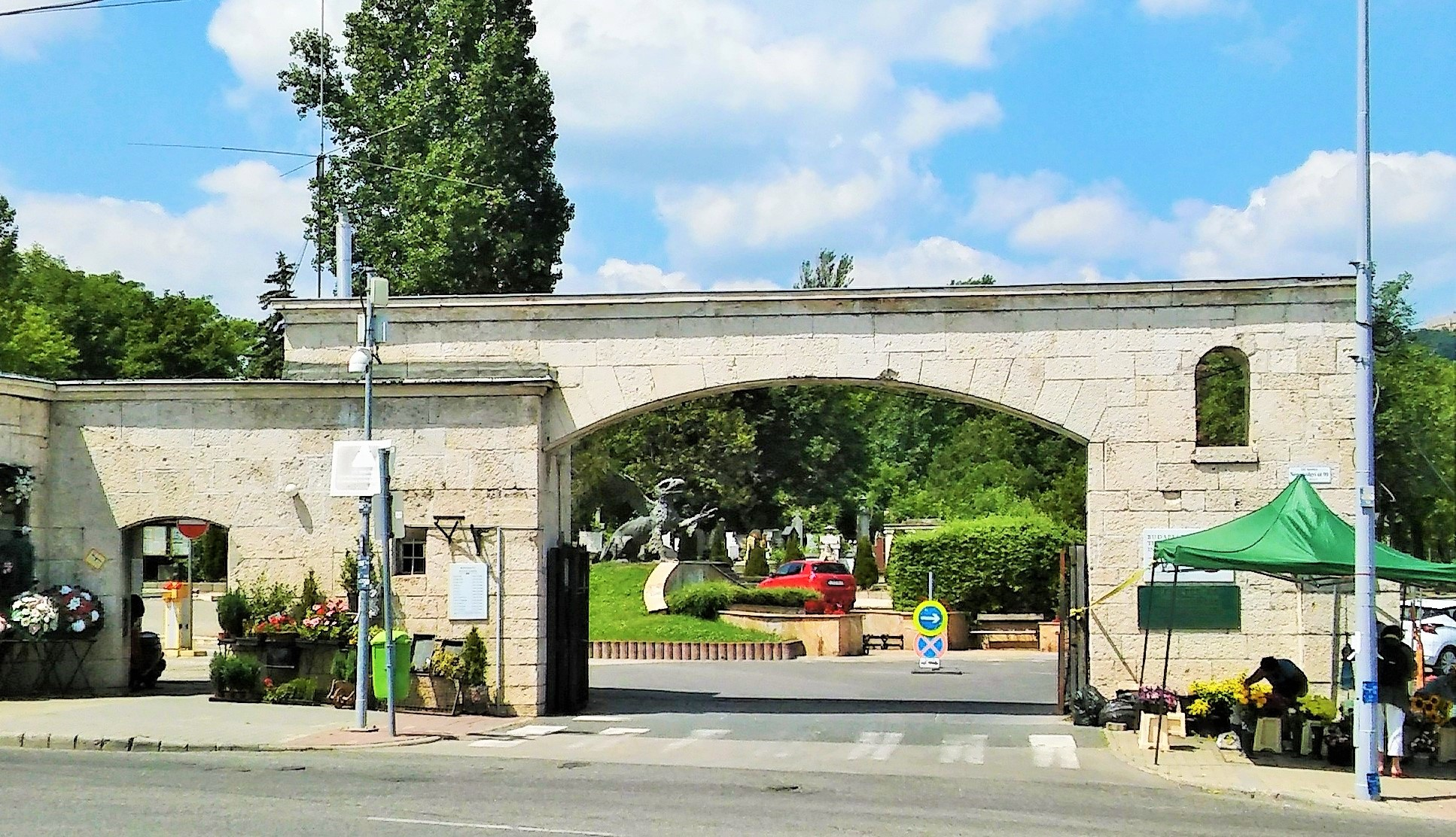
Farkasréti temető kőkapu

## Ravatalozók
Valamennyi budapesti temető rendelkezik ravatalozóépülettel/halottasházzal. Ezek némelyike meglehetősen nagy méretben, és komoly művészi kiképzéssel épült fel. A Fiumei úti sírkert ravatalozója és boncterme (Máltás Hugó, 1880) neoreneszánsz, a Kozma utcai izraelita temető ravatalozója (Freund Vilmos, 1891) neomór, a Salgótarjáni utcai zsidó temető ravatalozója (Lajta Béla, 1908) art-décos-neomezopotámiai, az Új köztemető ravatalozója és halottasháza (Wossala Sándor, 1920–1925) neoklasszicista stílusban épült fel. Nagyon hasonlít egymásra a puritán díszítésű Gránátos utcai izraelita temető ravatalozója (tervező nem ismert, 1927 k.) és a Farkasréti izraelita temető ravatalozója (tervező nem ismert, 1895 k.), előbbi vakolt, utóbbi nyerstégla homlokzattal. Az előző kettőhöz hasonló, de náluk jóval kisebb a mára már felszámolt Táborhegyi zsidó temető halottasháza (tervező nem ismert, 1888 k.) a Bécsi út és a Laborc utca találkozásnál. Az épületet felújították, napjainkban irodaként funkcionál.
Érdekesség, hogy a Salgótarjáni utcai zsidó temetőben állt egy Lajta épületénél korábbi ravatalozó is, amelyet az új létesítmény építésekor bontottak el 1908 körül. A Csepeli temető kápolnáját és ravatalozóját 1970-ben bontották el.
A Farkasréti temető halottasházát Böhm Henrik és Hegedűs Ármin 1899–1900-ban megtervezte, azonban akkor ez a rendkívül nagy méretű, díszes, impozáns létesítmény nem épült meg. 1938-ban készült el a ravatalozó (Krassói Virgil és Módos Ferenc), de ma látható formáját csak 1975–1977-ben alakították ki, ennek tervezője Makovecz Imre volt. Az óbudai temető ravatalozója 1930-ban épült, 1999-ben kibővítették. Közelében található az óbudai zsidó temető 1922 körül épült, klasszicizáló stílusú ravatalozója is.

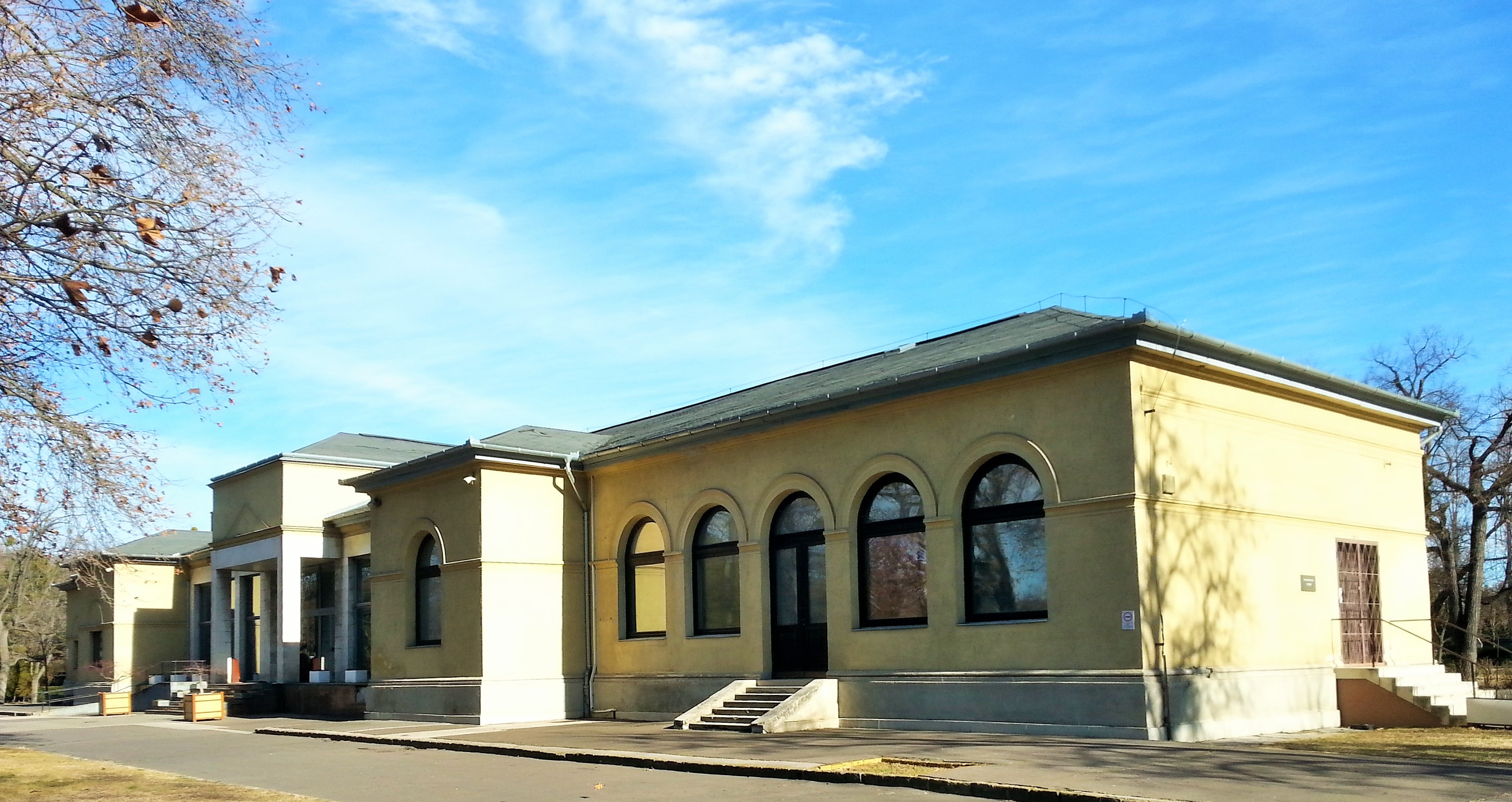
A Fiumei úti sírkert ravatalozója és boncterme
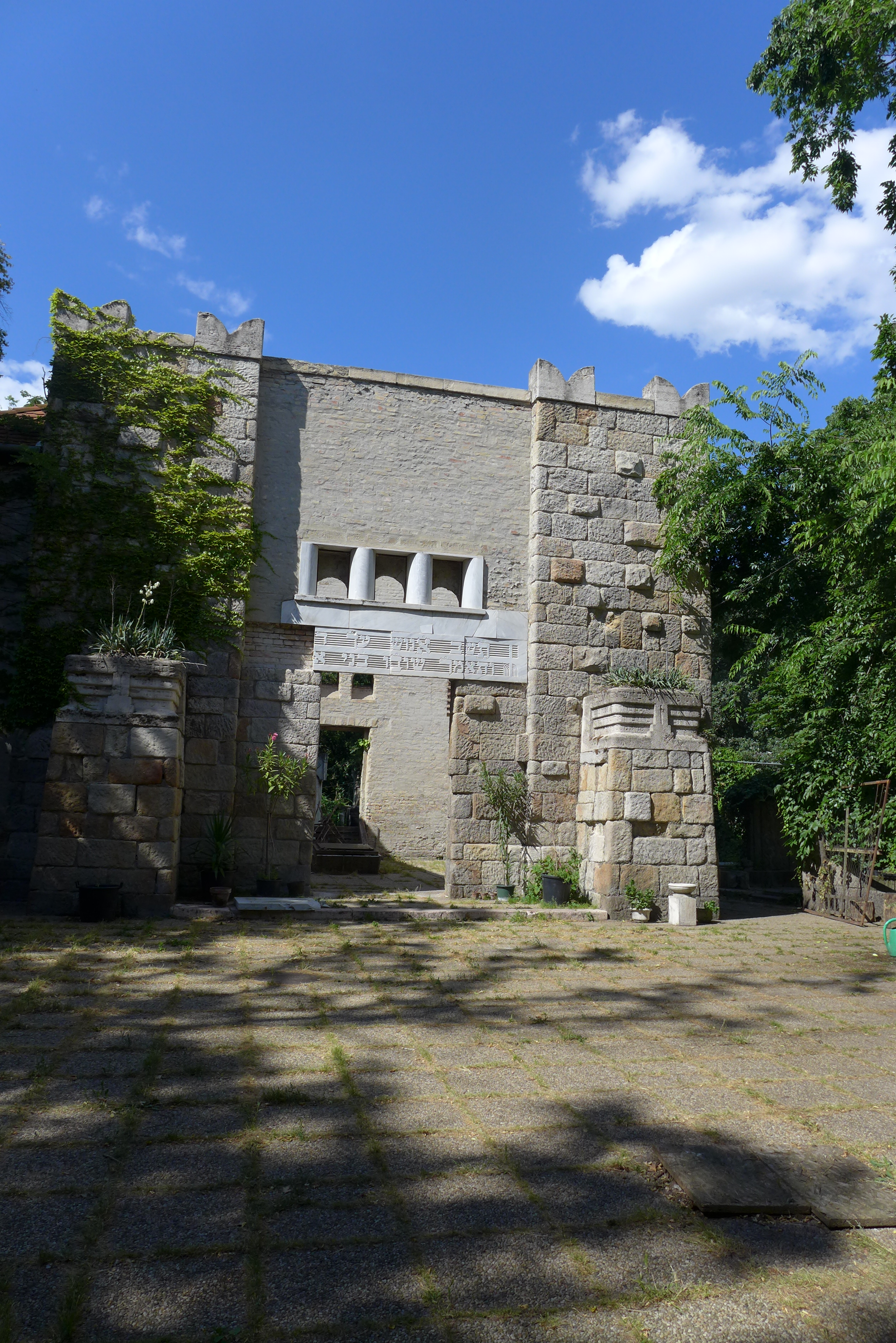
A Salgótarjáni utcai zsidó temető ravatalozója
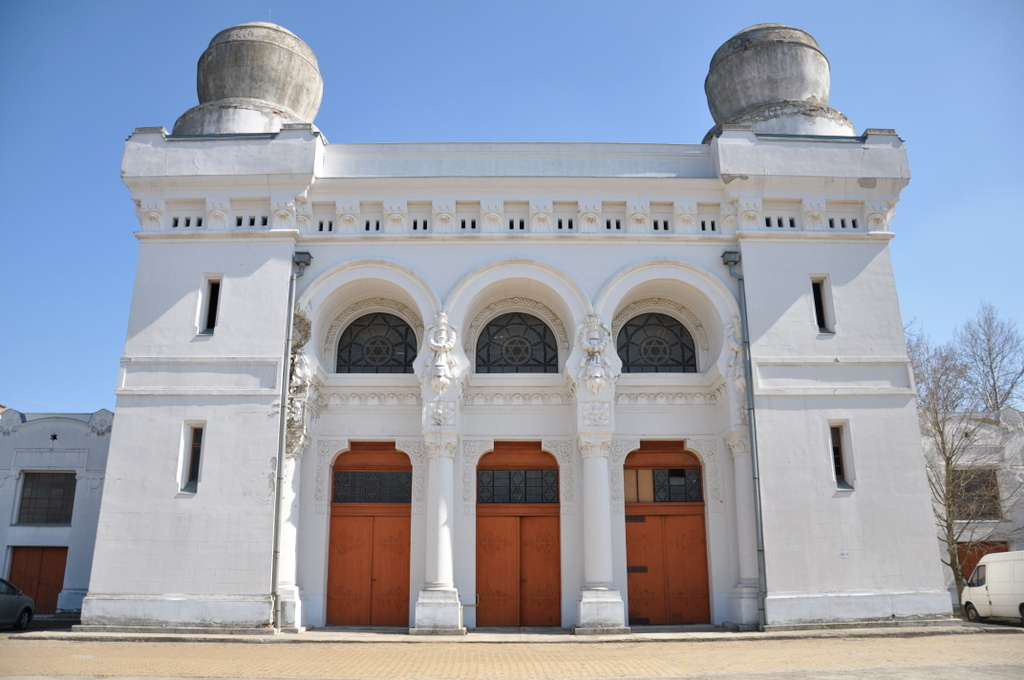
A Kozma utcai izraelita temető ravatalozója
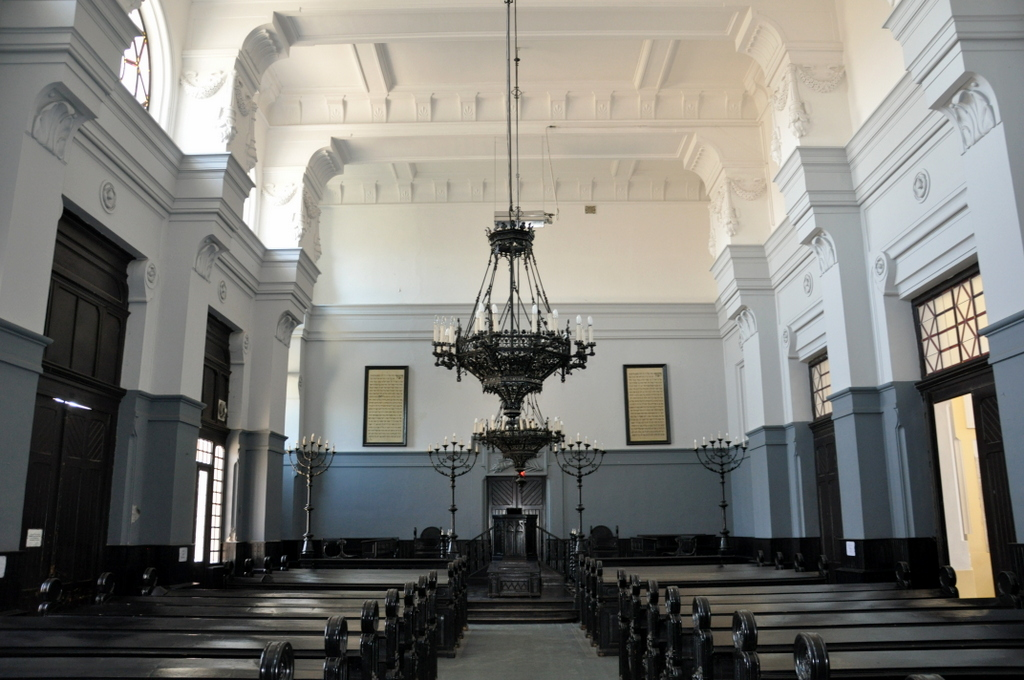
A Kozma utcai izraelita temető ravatalozója (belülről)
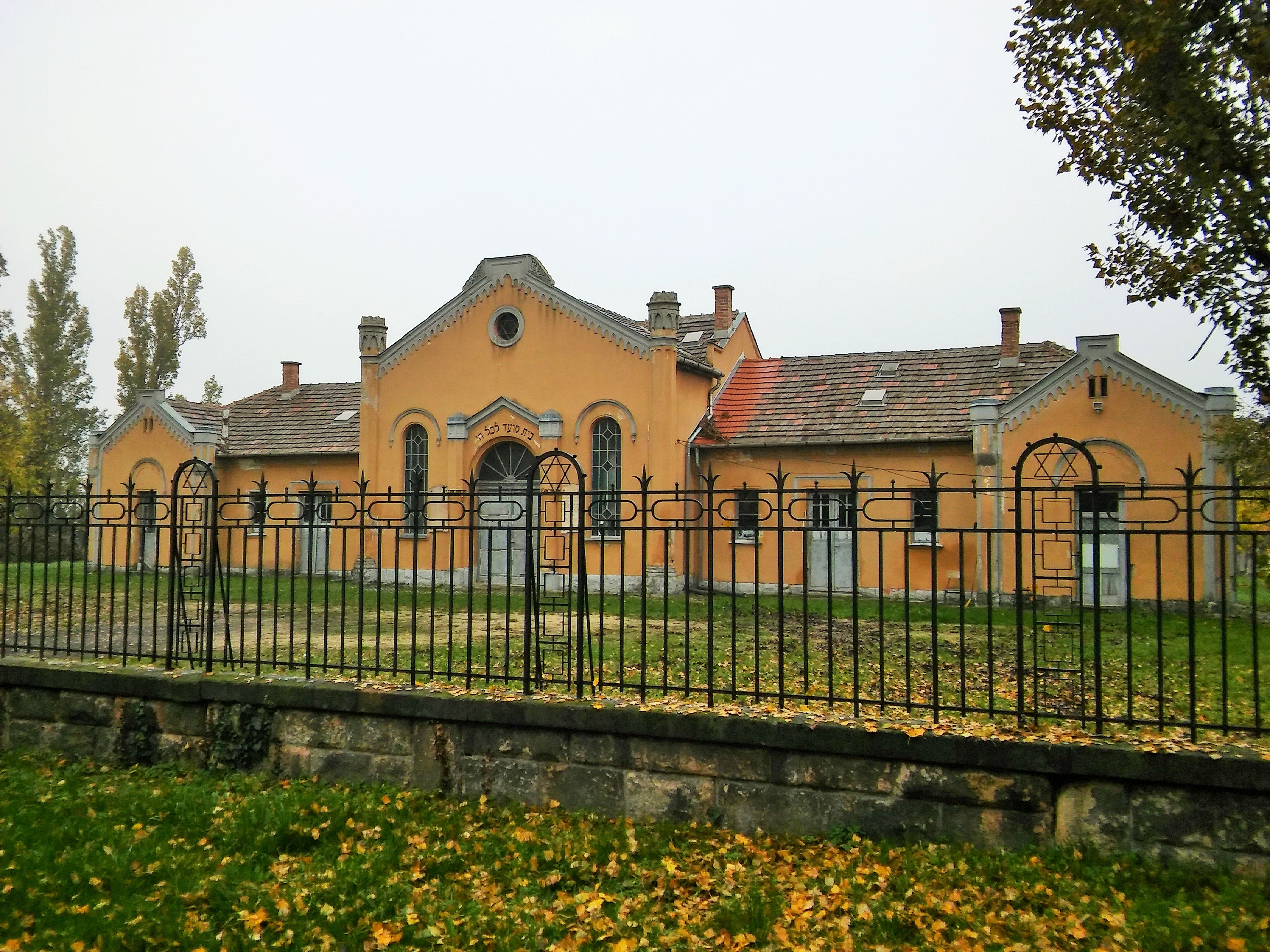
A Gránátos utcai izraelita temető ravatalozója (Csucsor utcai homlokzat)
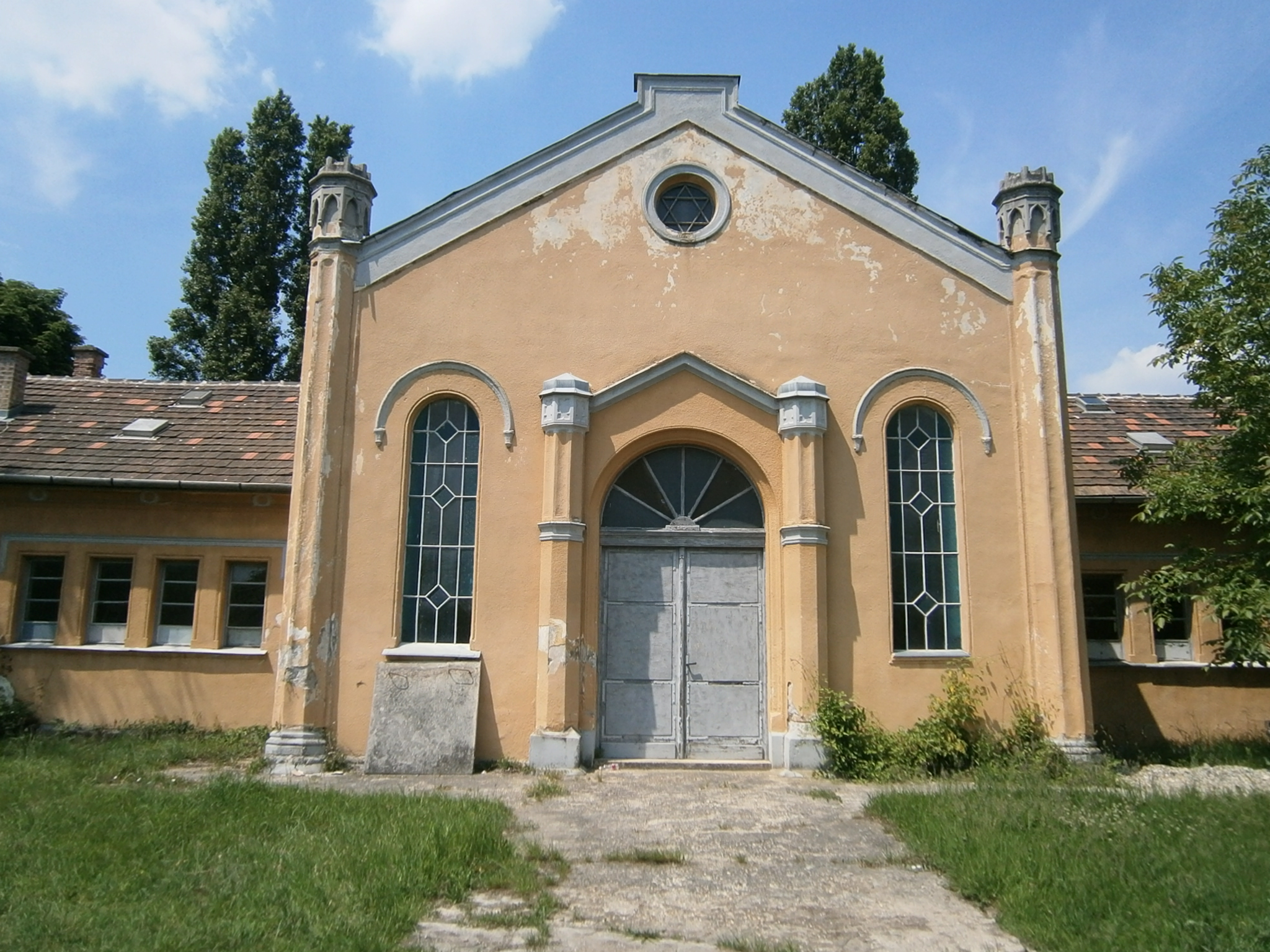
A Gránátos utcai izraelita temető ravatalozója (temető felőli homlokzat)
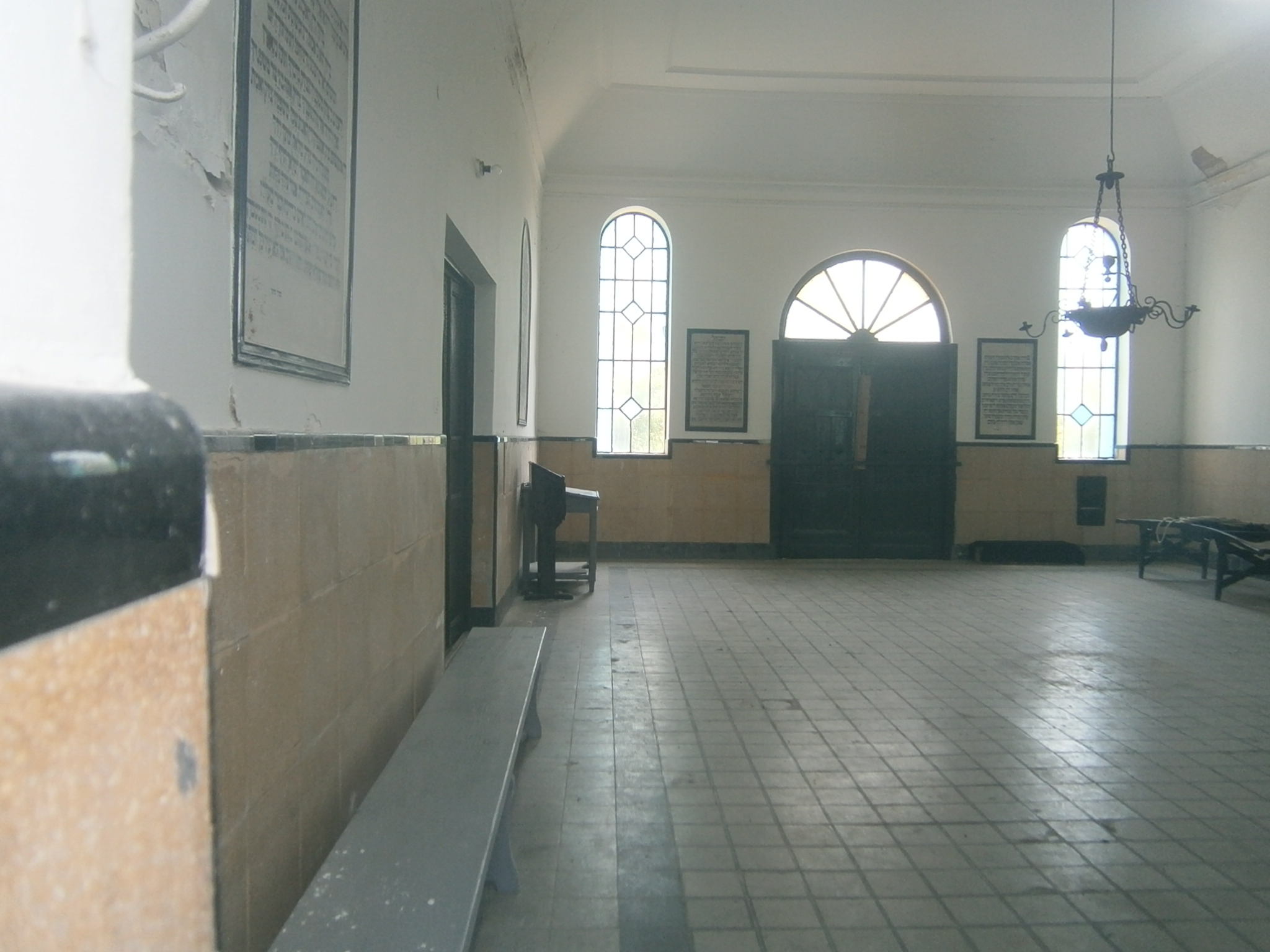
A Gránátos utcai izraelita temető ravatalozója (belülről)
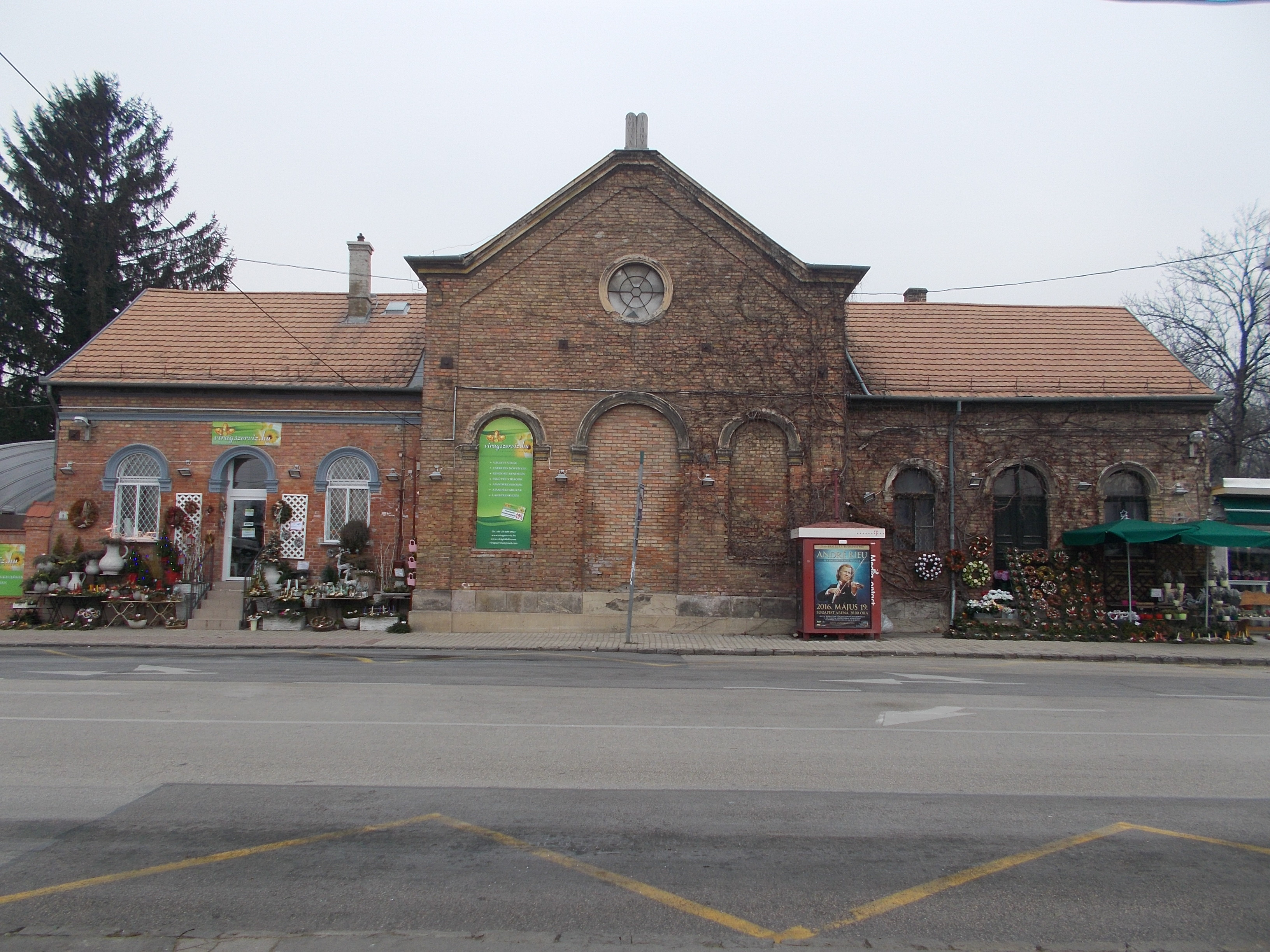
A Farkasréti izraelita temető ravatalozója (Márton Áron tér felőli homlokzat)
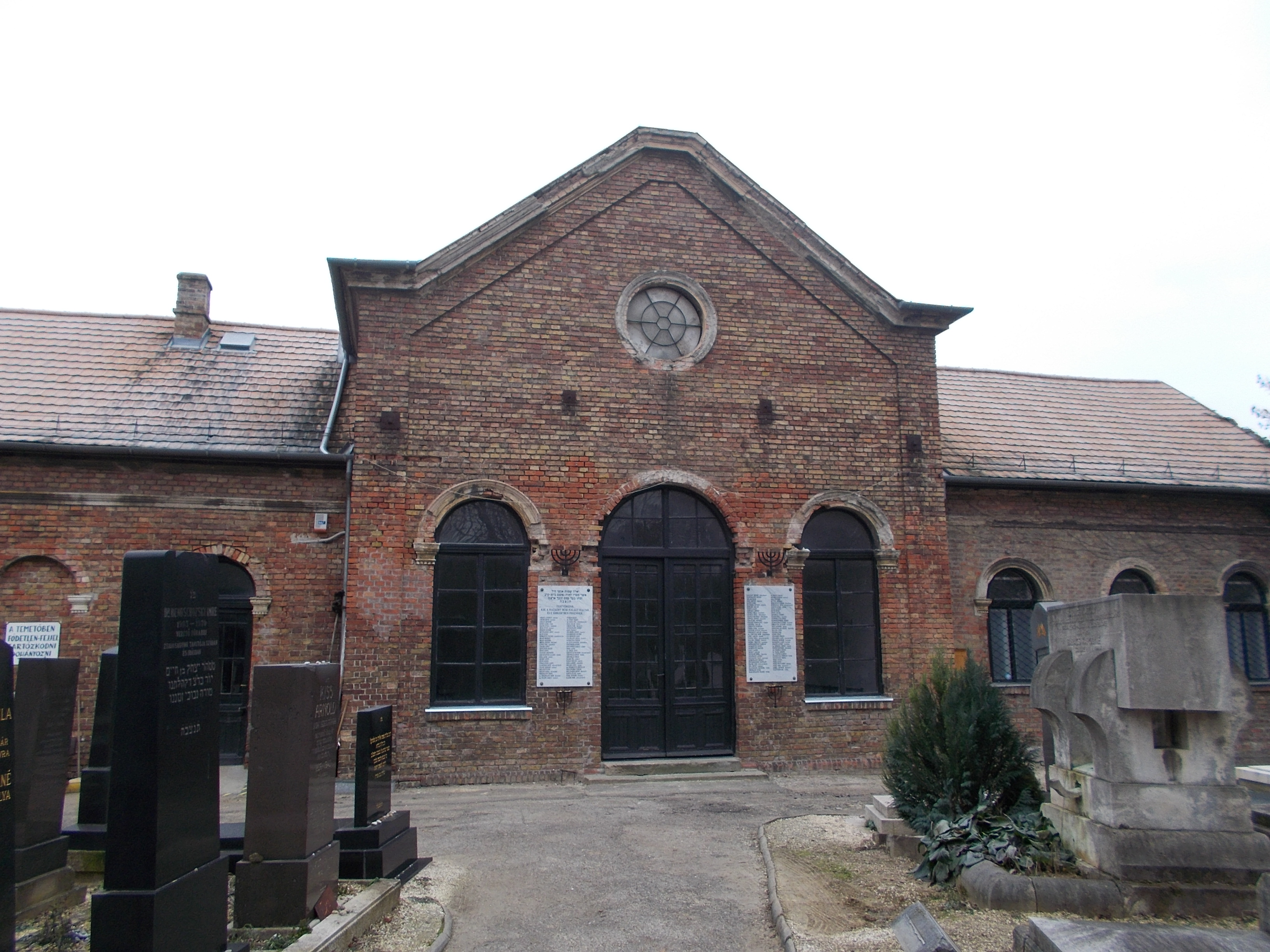
A Farkasréti izraelita temető ravatalozója (temető felőli homlokzat)
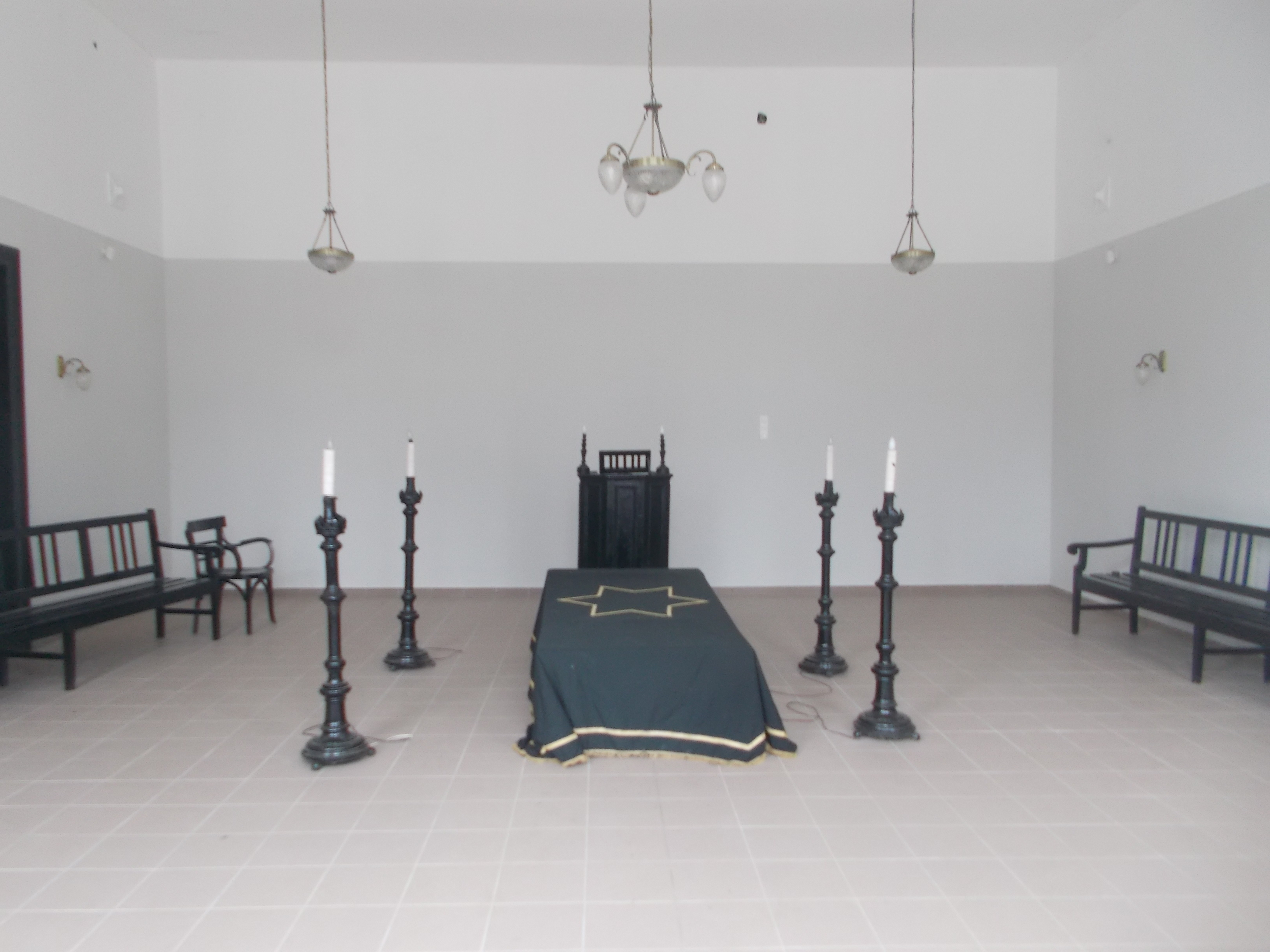
A Farkasréti izraelita temető ravatalozója (belülről)
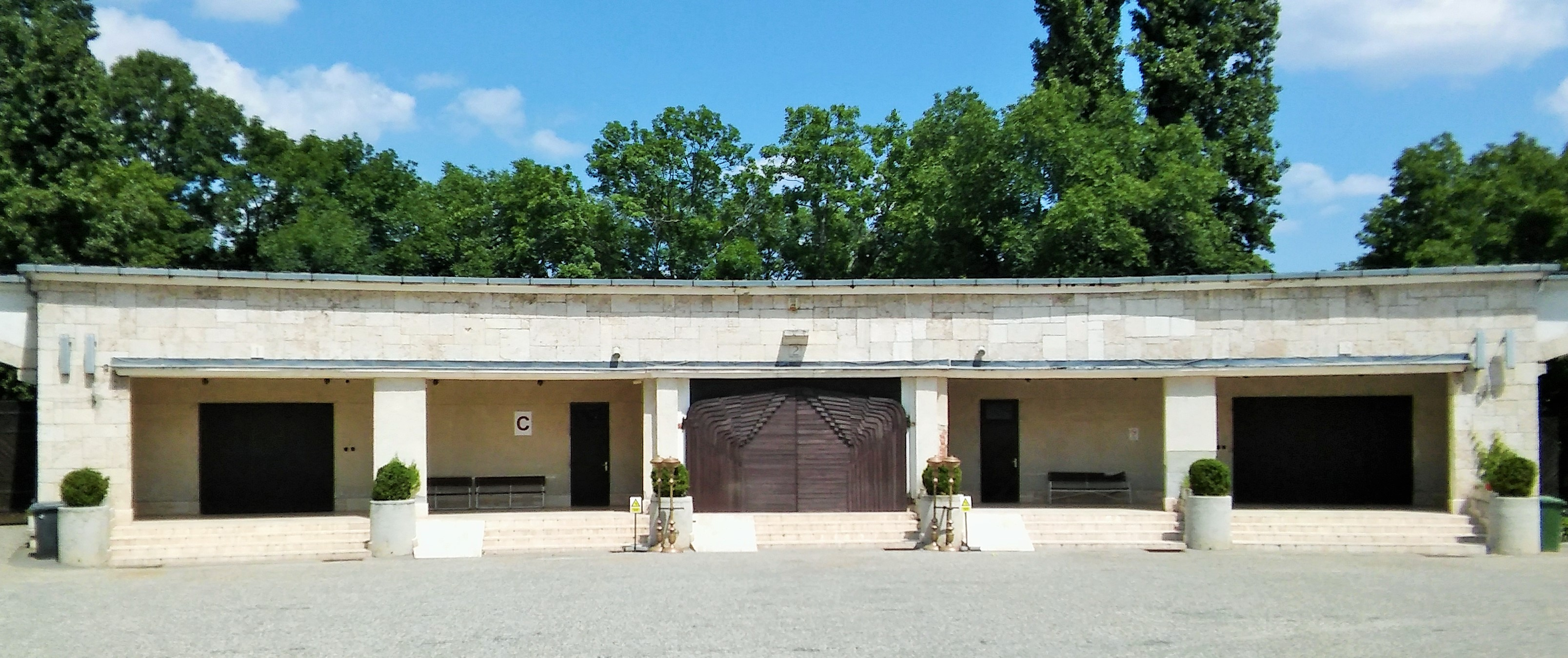
A Farkasréti temető ravatalozója
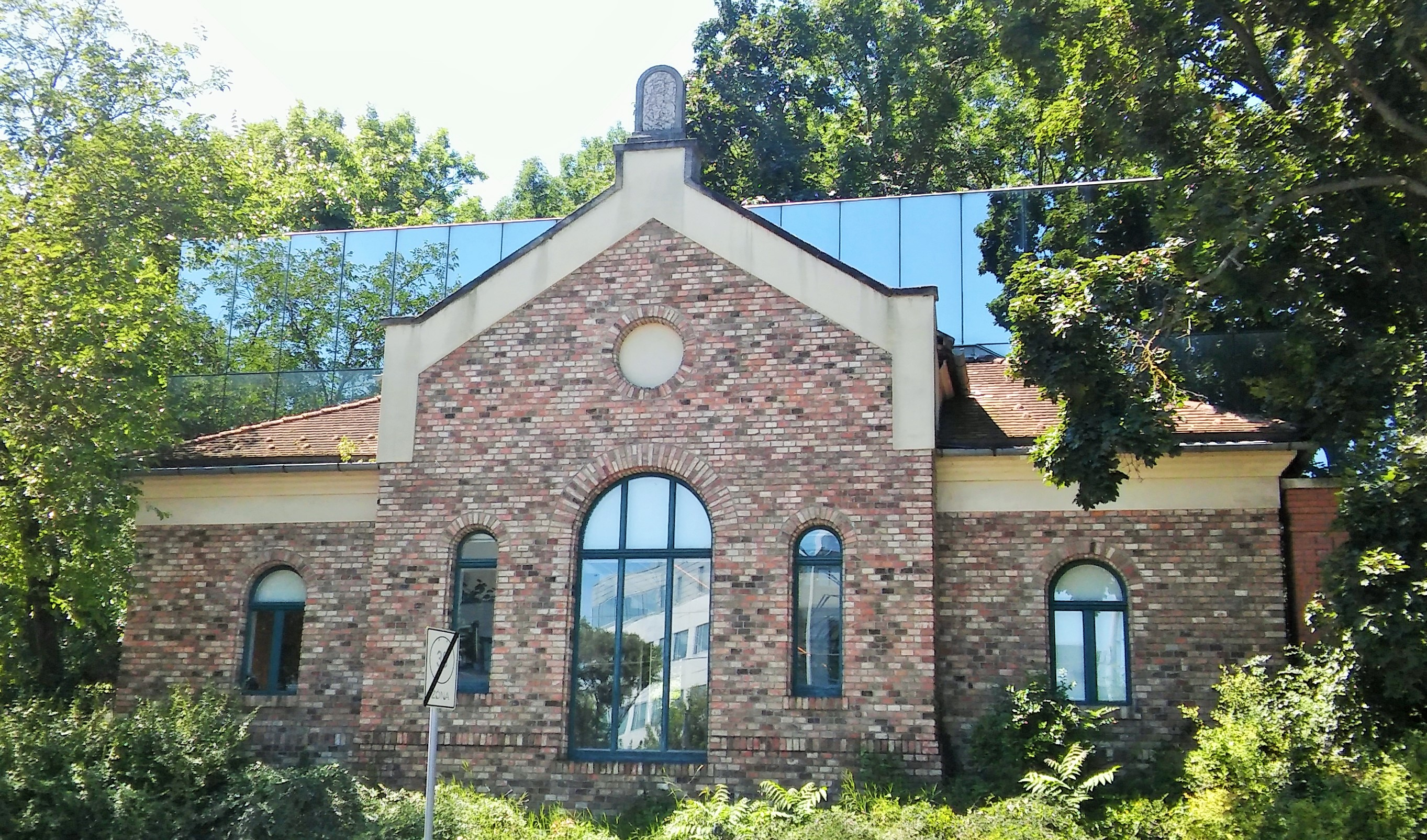
A Táborhegyi zsidó temető ravatalozója
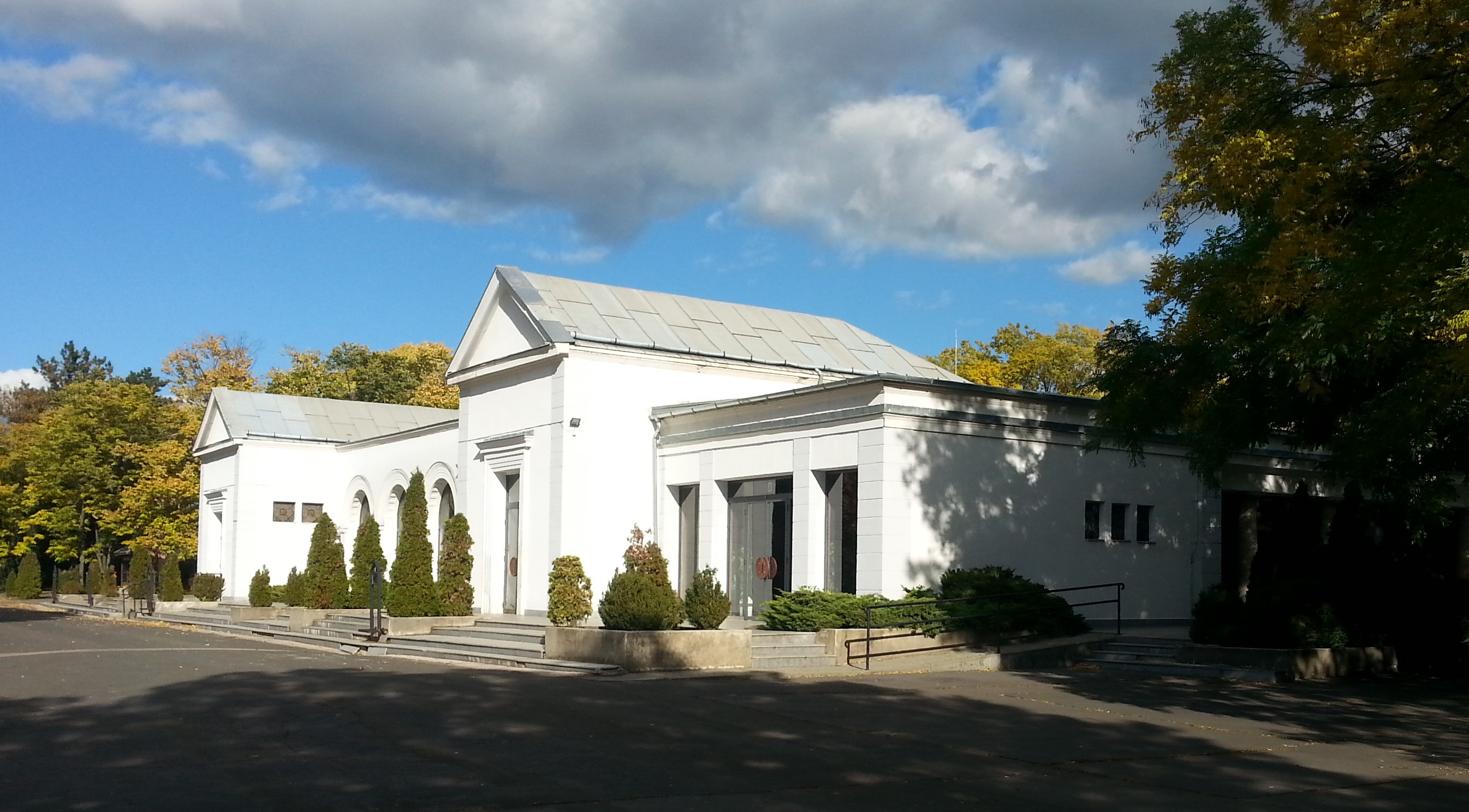
Az Új köztemető ravatalozója és halottasháza
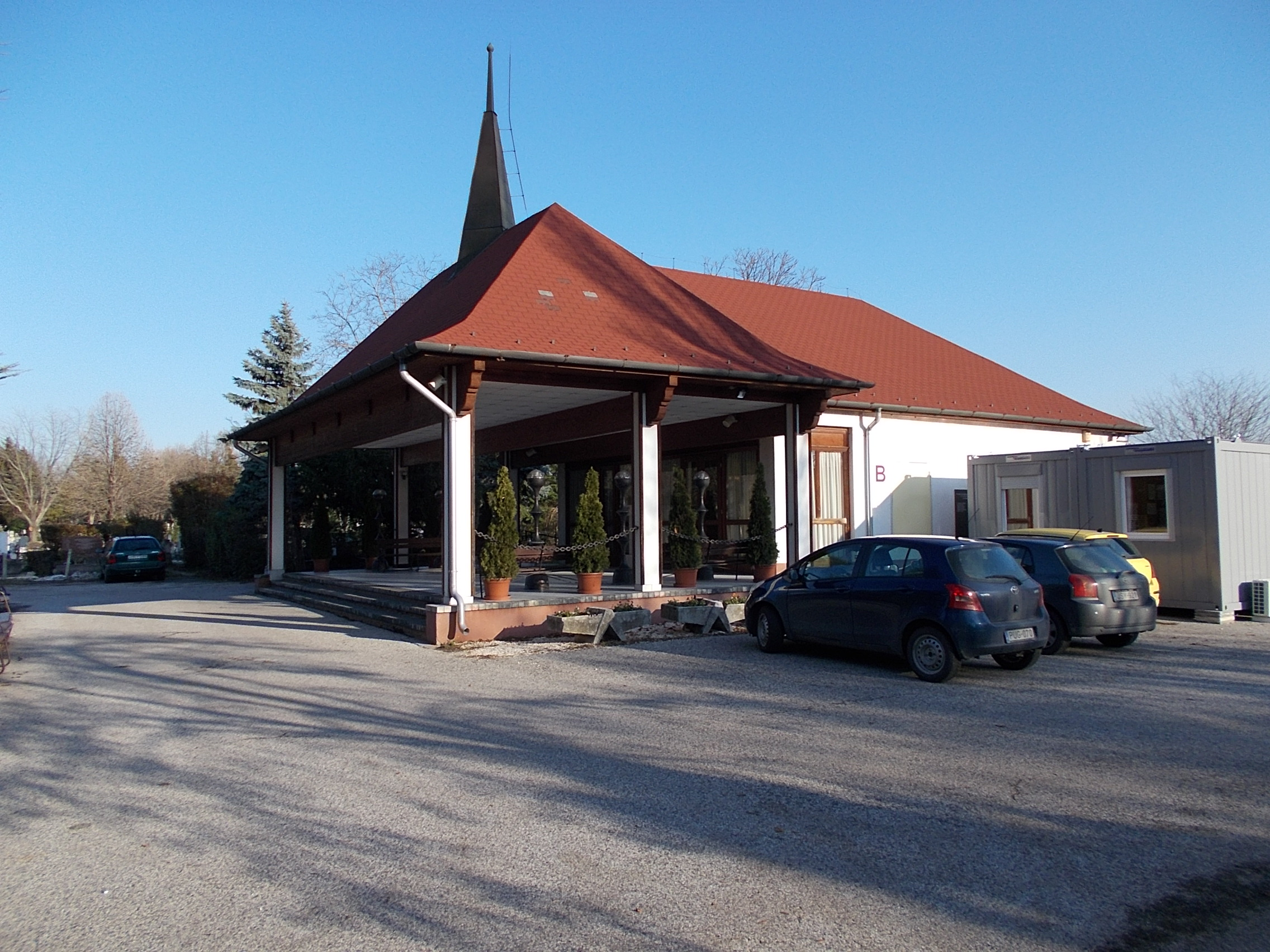
A cinkotai temető ravatalozója
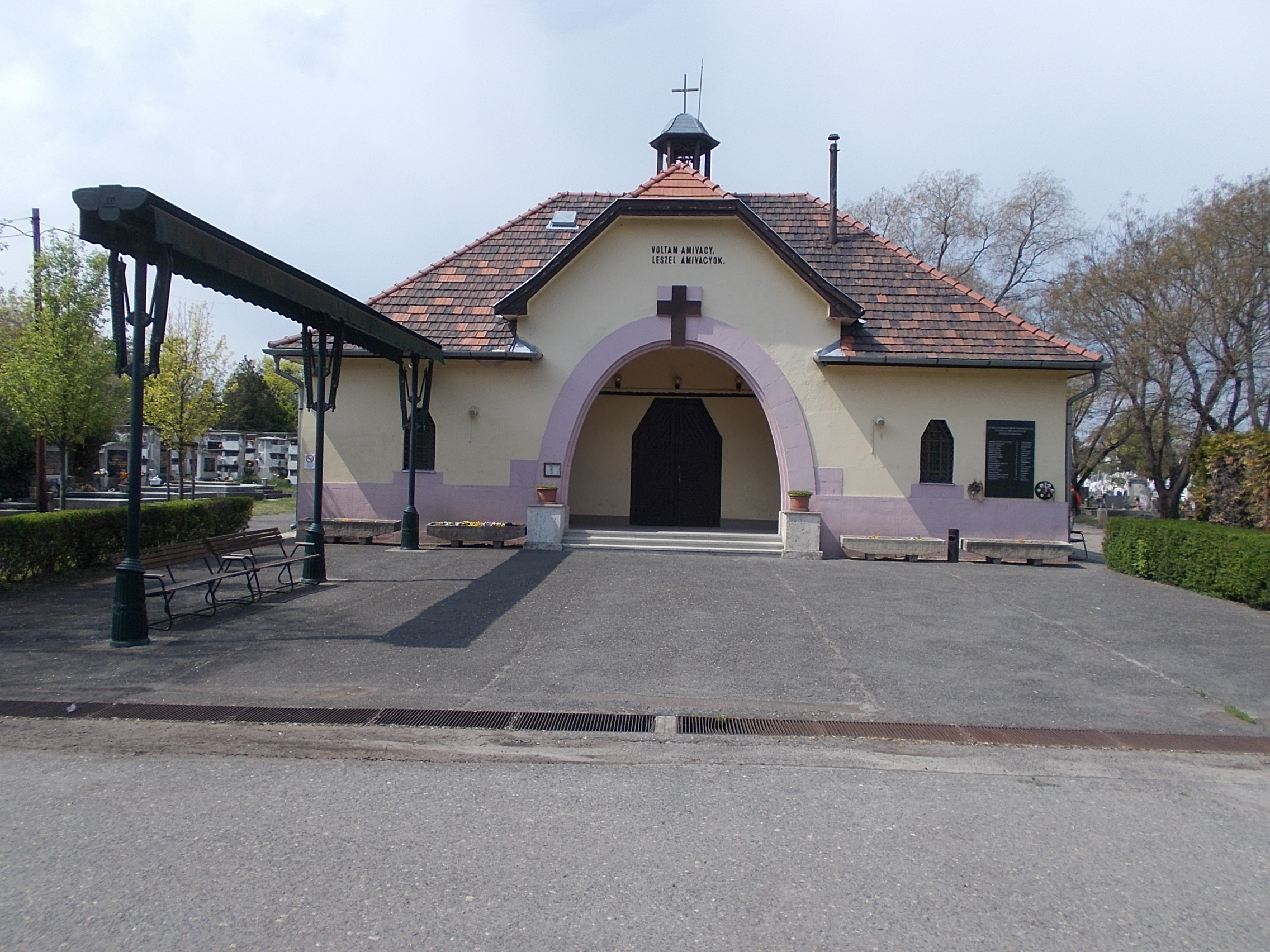
A budafoki temető ravatalozója
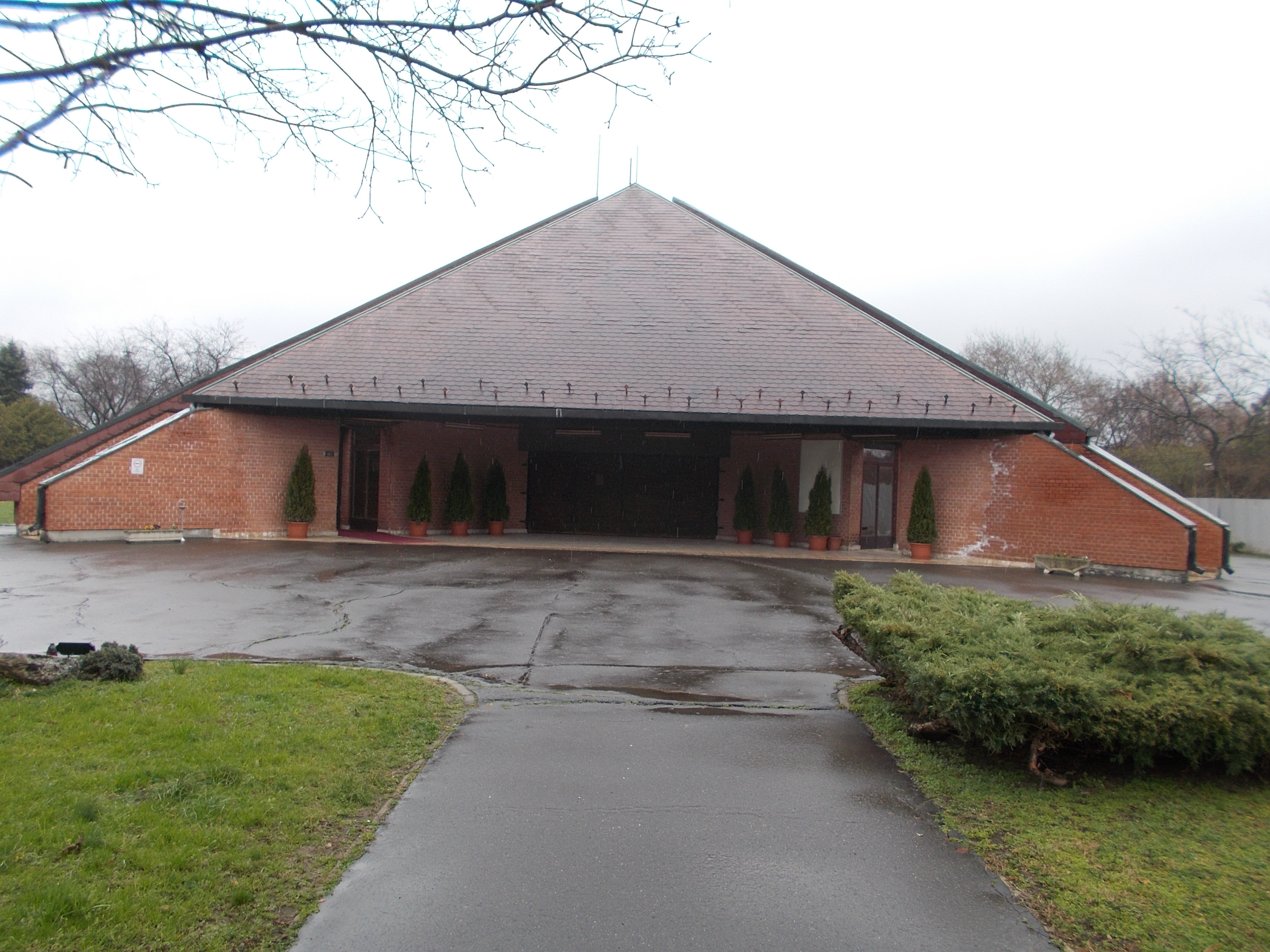
A nagytétényi temető ravatalozója

## Temetőkápolnák
Budapesten temetőben külön temetőkápolna is épült az idők során. Legkorábbi ezek közül a Fiumei úti sírkertben található, romantikus stílusú Krisztus Urunk mennybemenetele kápolna (1857, Zofahl Lőrinc). Jóval később épült meg az óbudai temetőben az Óbudai Feltámadt Üdvözítő temetőkápolna (1930, Adamek Ferenc). A Farkasréti temetőben  1938-ban épült meg a Keresztes Szent János-temetőkápolna (Krassói Virgil és Módos Ferenc). Az épület nem sokáig állt, mert már a második világháborúban el is pusztult. Megmaradt alját urnasírok számára használják napjainkban is. A Csepeli temető kápolnáját és ravatalozóját 1970-ben bontották el.
A Fiumei úti sírkertben a 2010-es évek elején zajlott a szovjet katonai parcella rendbetétele. Ennek során külön kis temetőkápolna, a Mihály arkangyal kápolna épült az orosz állam támogatásával a szovjet katonák emlékére.

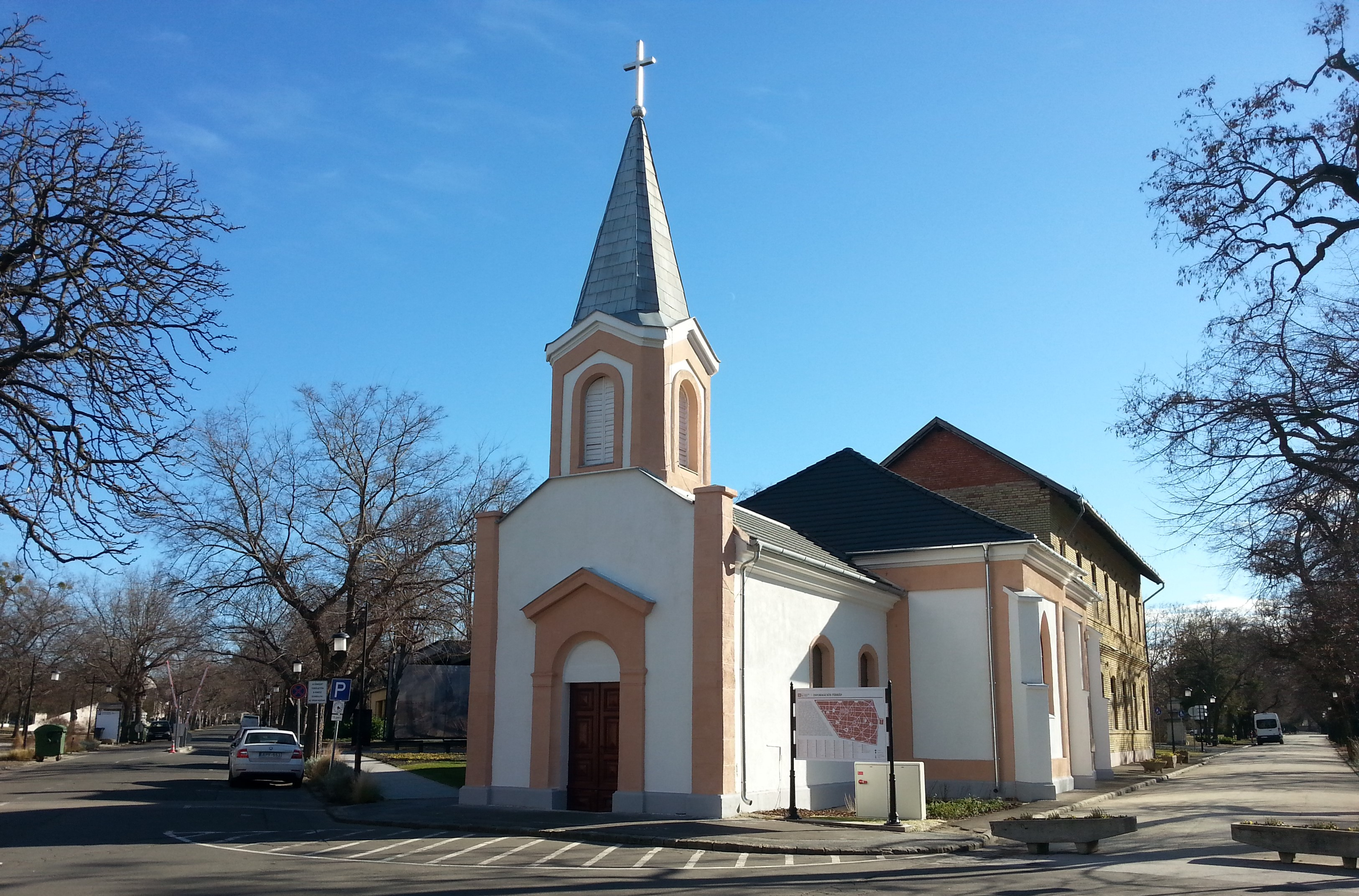
Krisztus Urunk mennybemenetele kápolna
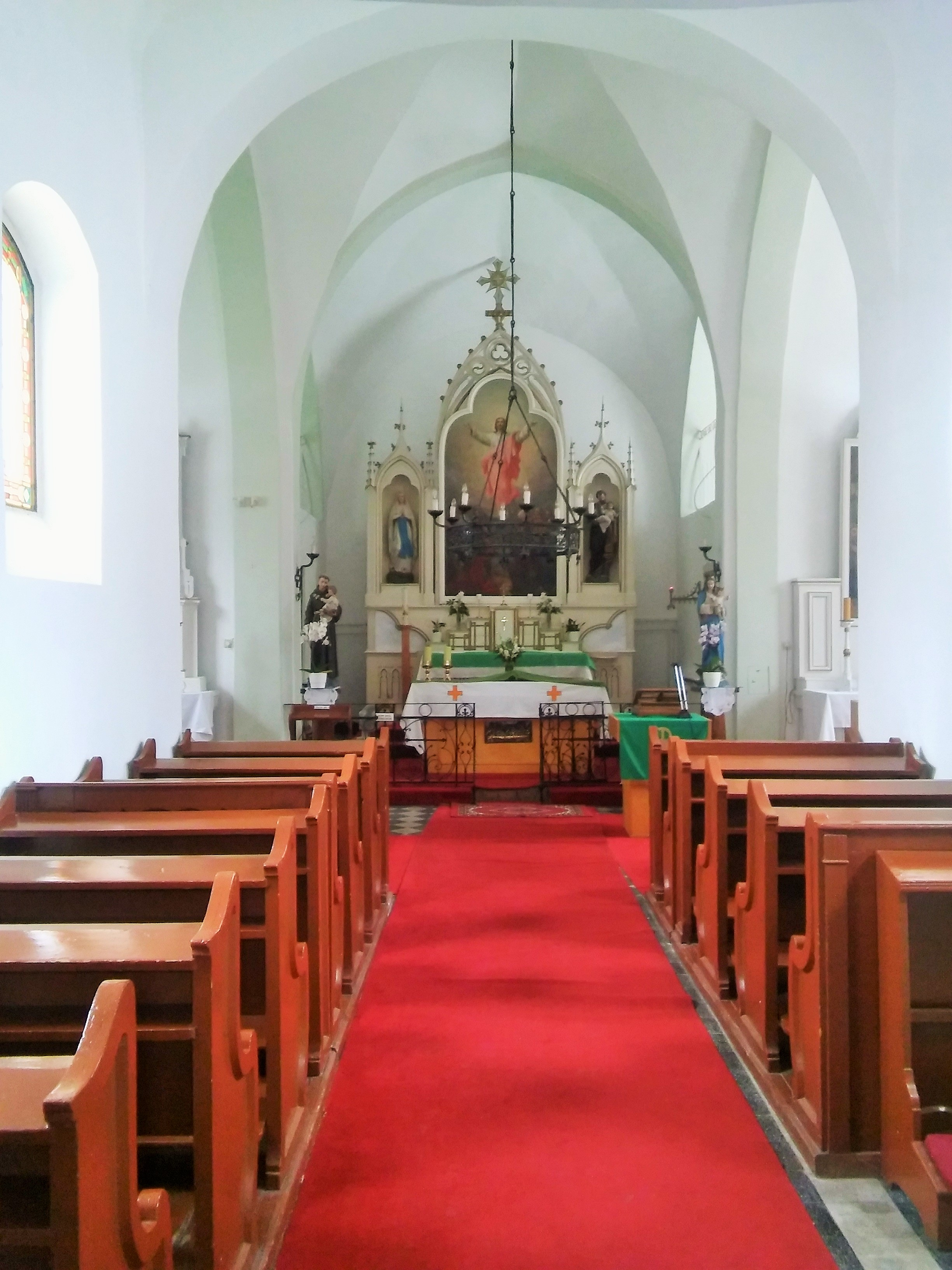
Krisztus Urunk mennybemenetele kápolna (belül)
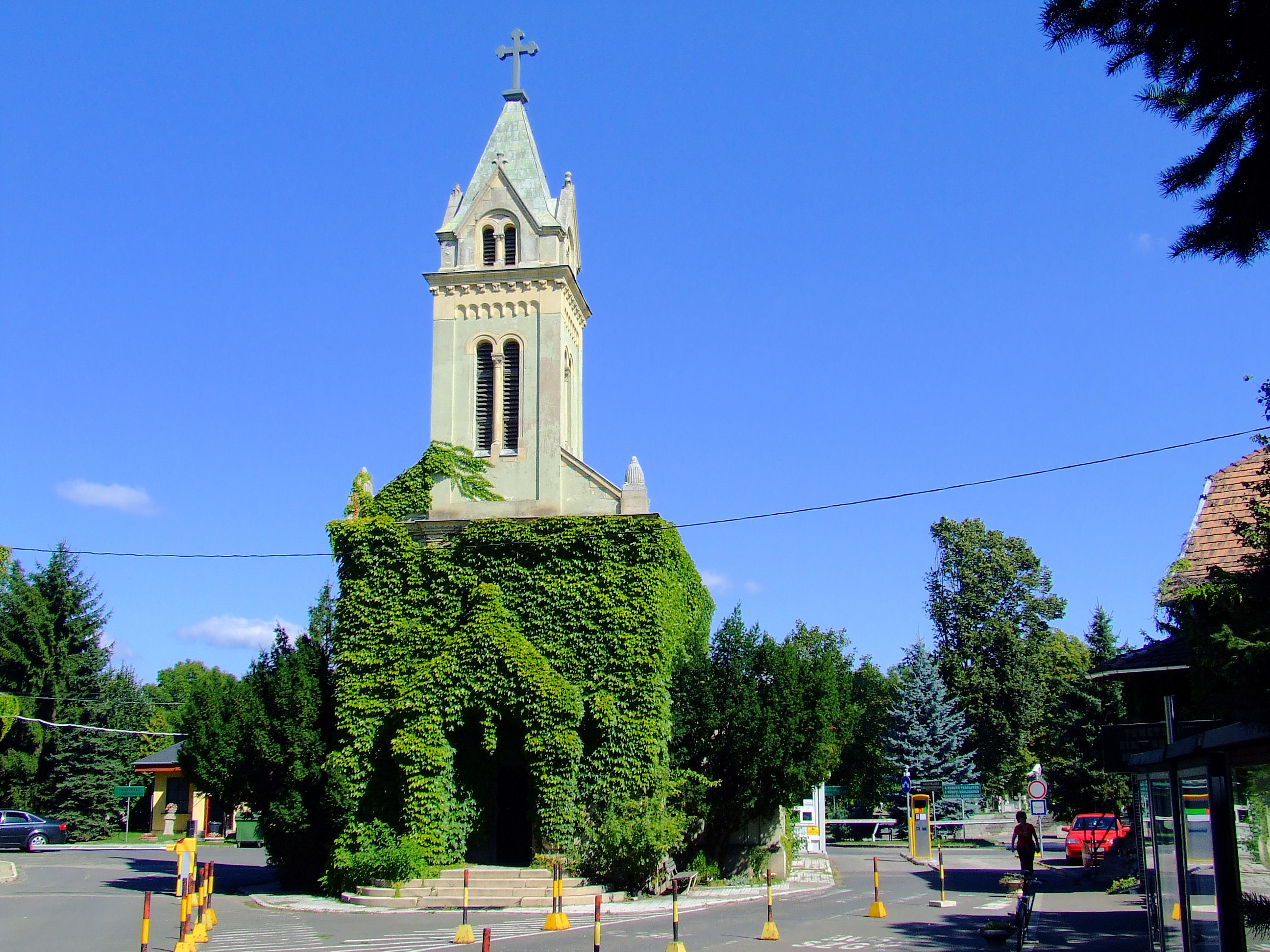
Óbudai Feltámadt Üdvözítő temetőkápolna
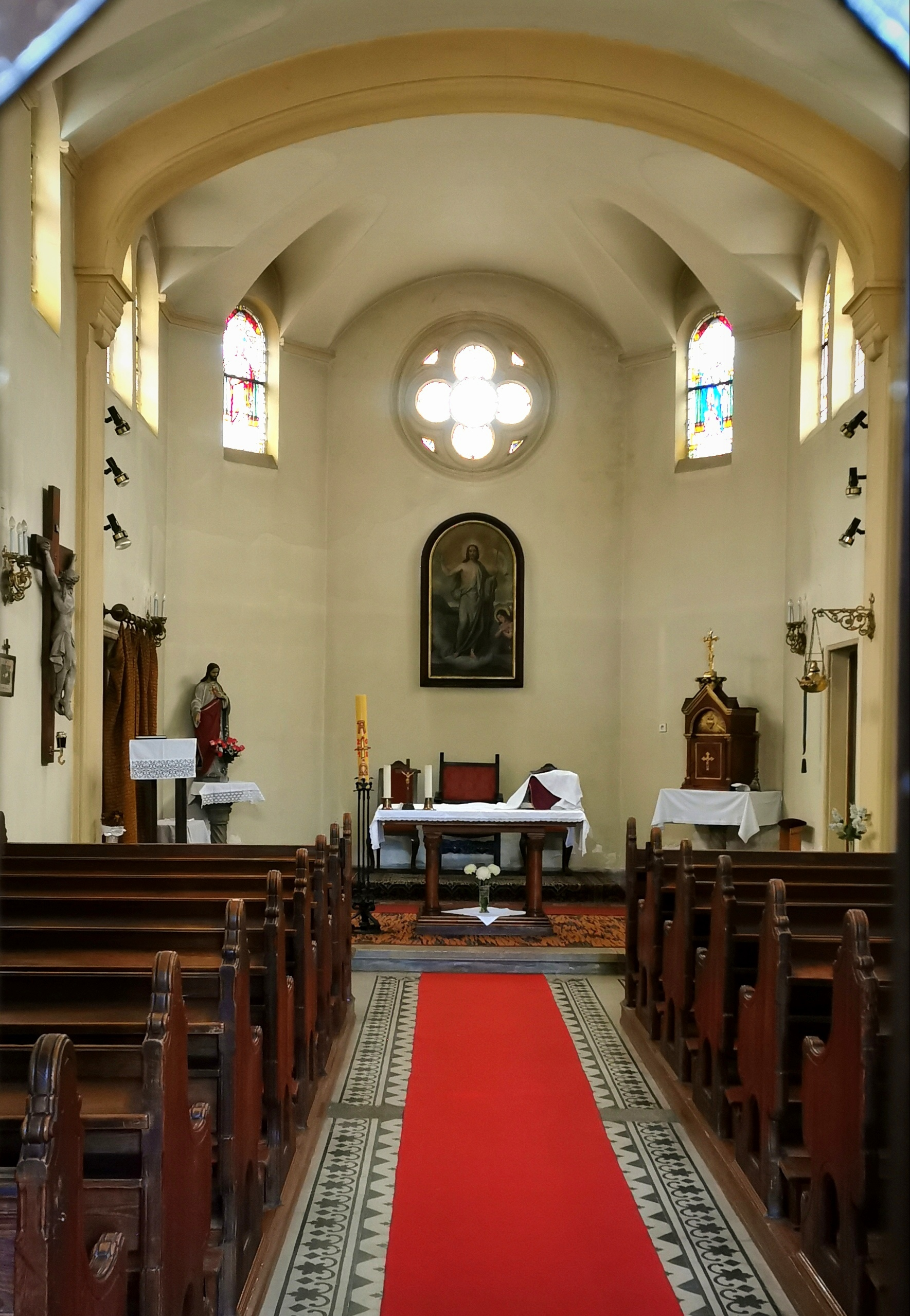
Óbudai Feltámadt Üdvözítő temetőkápolna (belül)
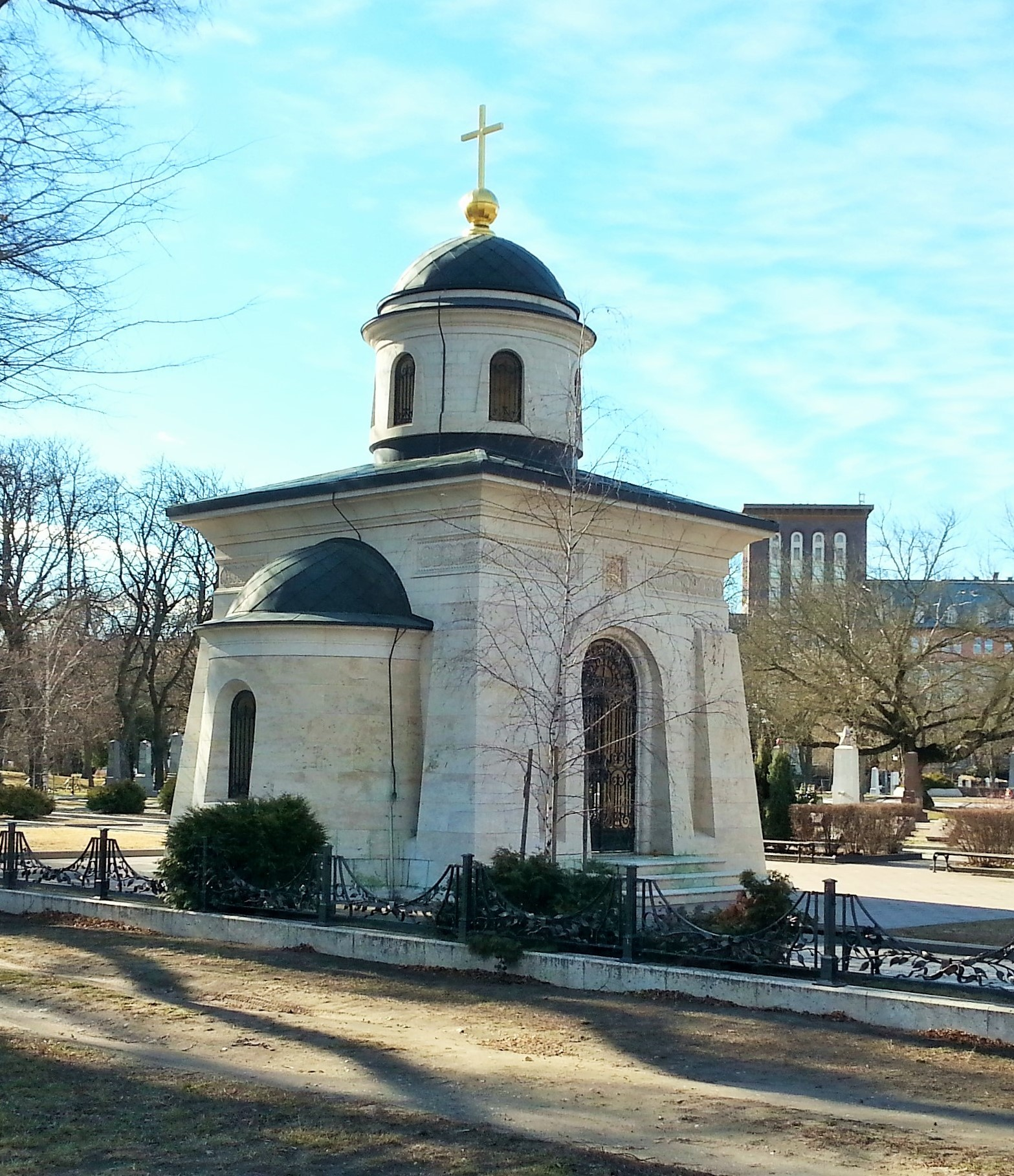
Mihály arkangyal kápolna
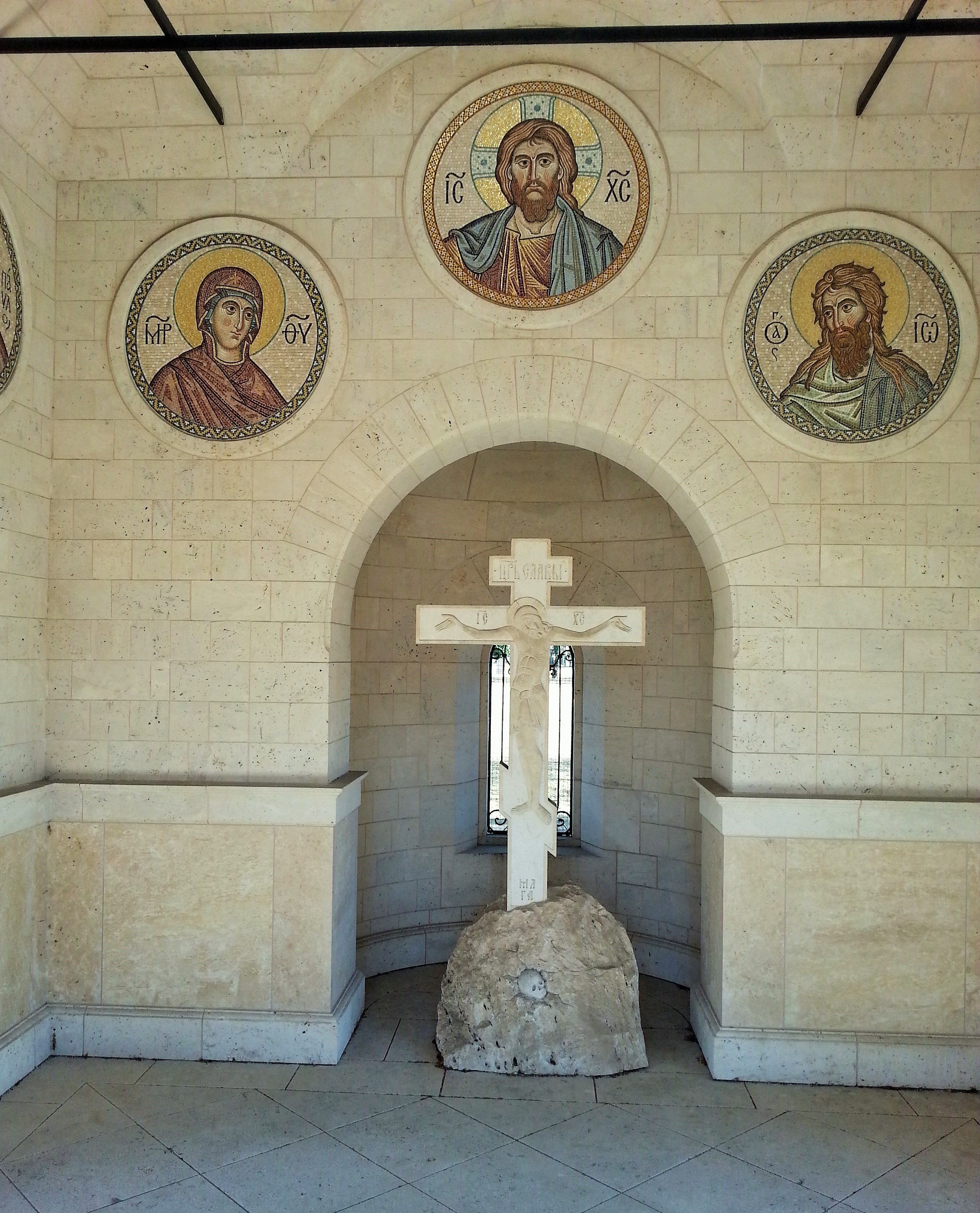
Mihály arkangyal kápolna (belül)
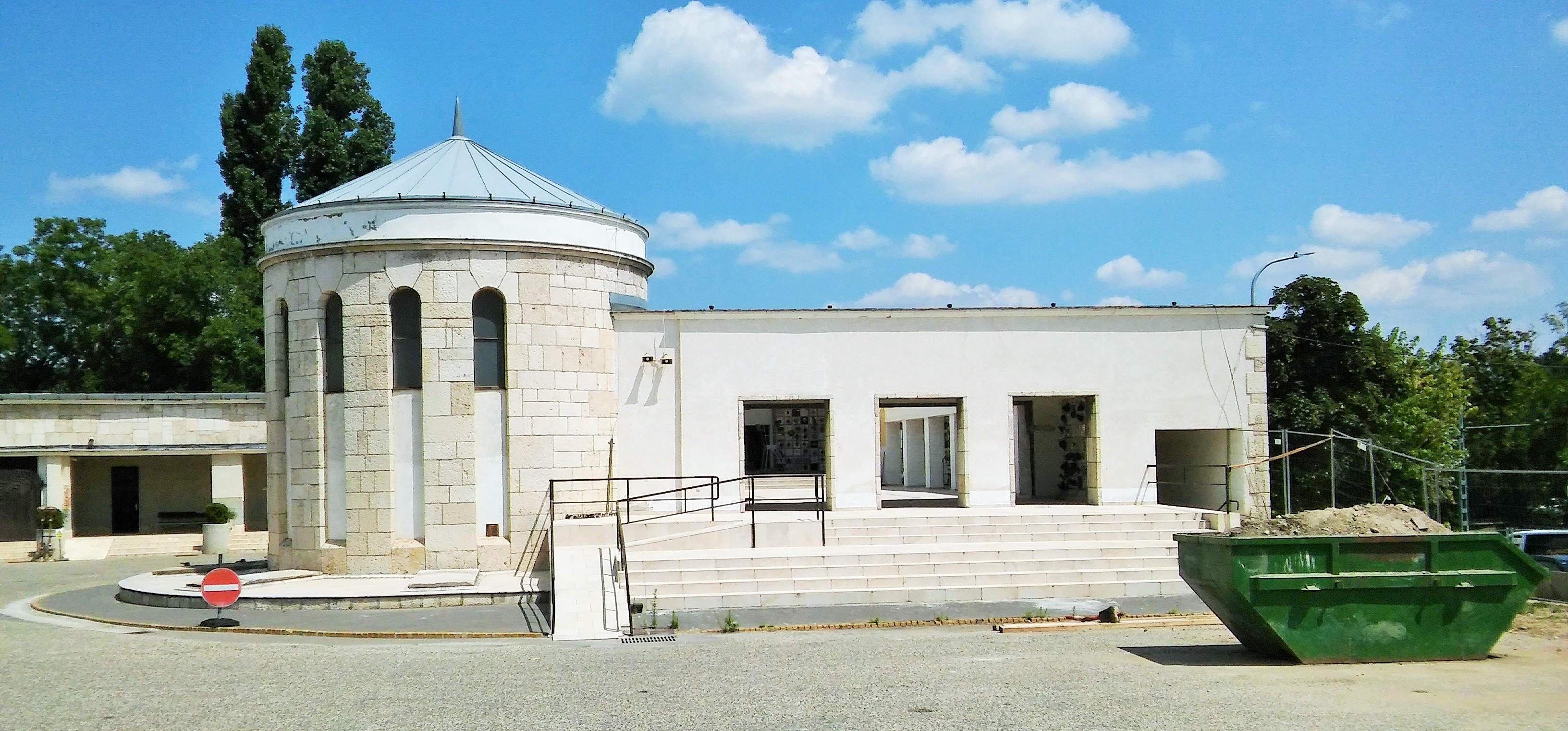
a Keresztes Szent János-temetőkápolna maradványa

## Emlékművek
A budapesti temetőkben több kisebb-nagyobb (általában háború) emlékmű található. Ezek közé tartoznak a jelképes sírok is (pl. Fiumei úti sírkert, Trianoni emléksír). Néhány ezek közül:

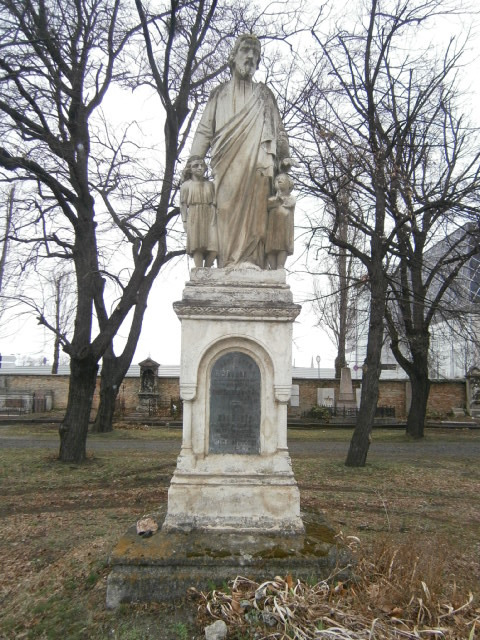
Emlékmű-szerű Krisztus szobor, Fiumei úti sírkert
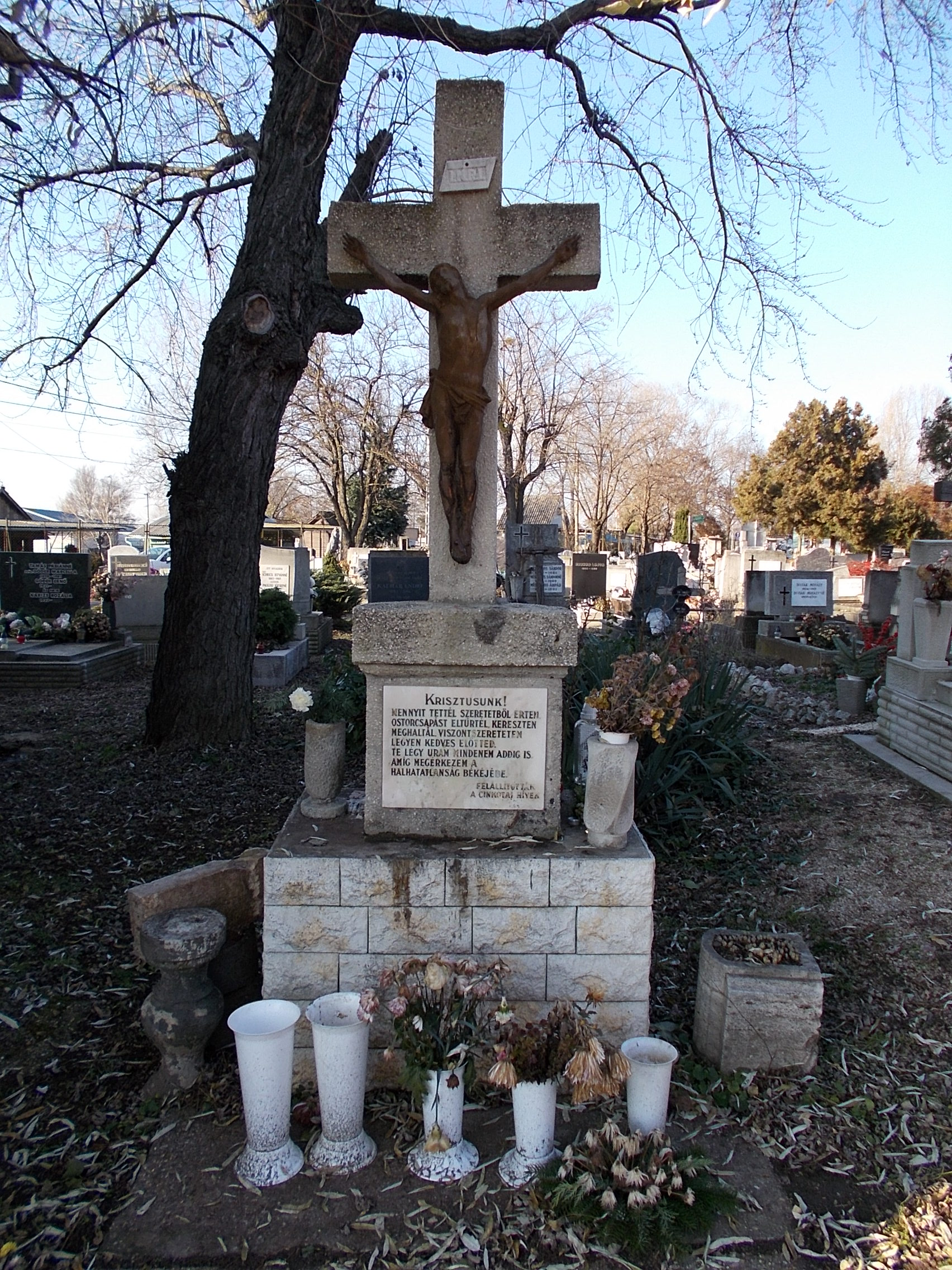
Emlékkereszt, Cinkotai köztemető
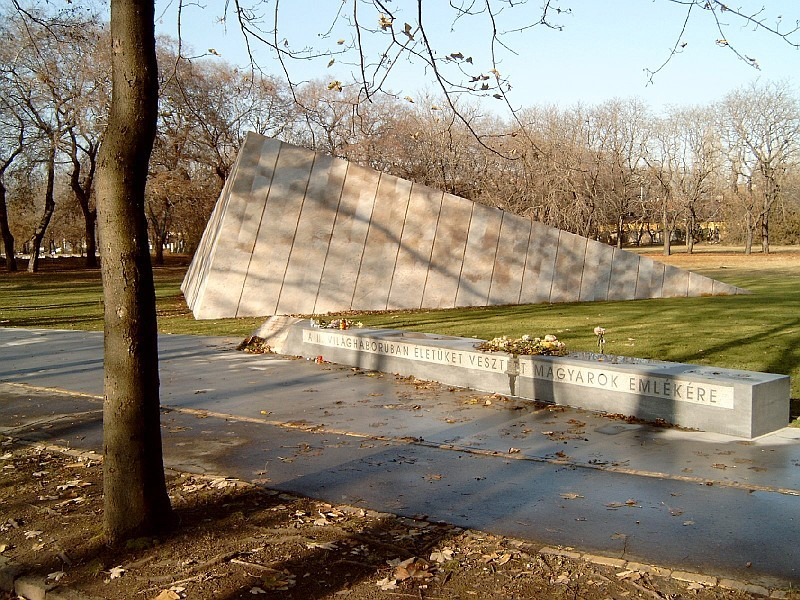
Magyar második világháborús hősi emlékmű, Fiumei úti sírkert
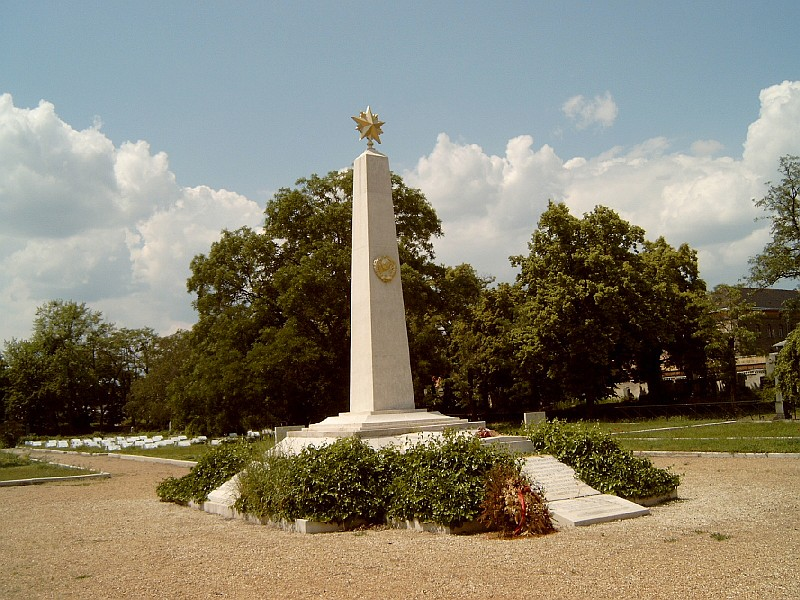
Szovjet második világháborús hősi emlékmű, Fiumei úti sírkert
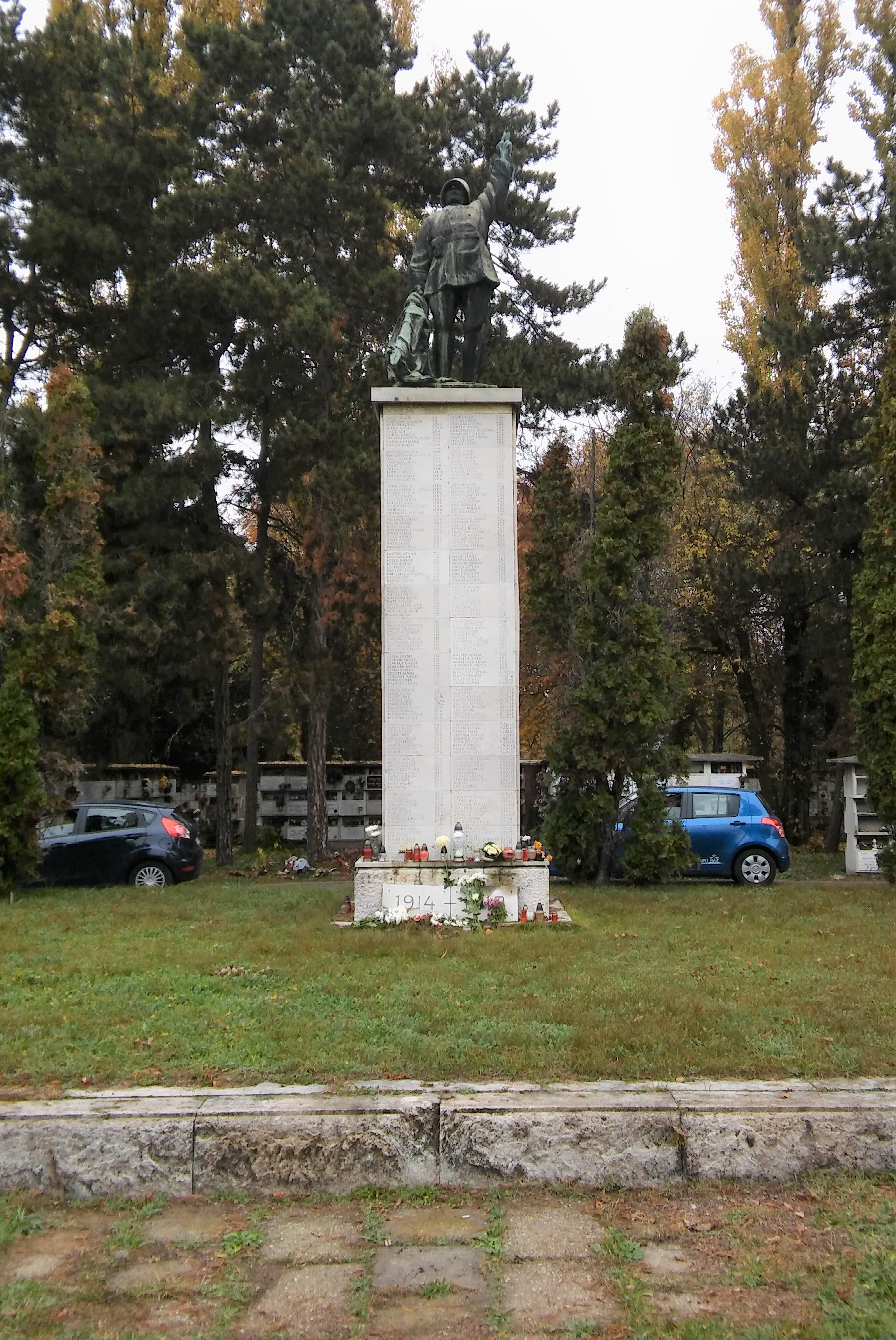
Magyar első világháborús hősi emlékmű, Új köztemető
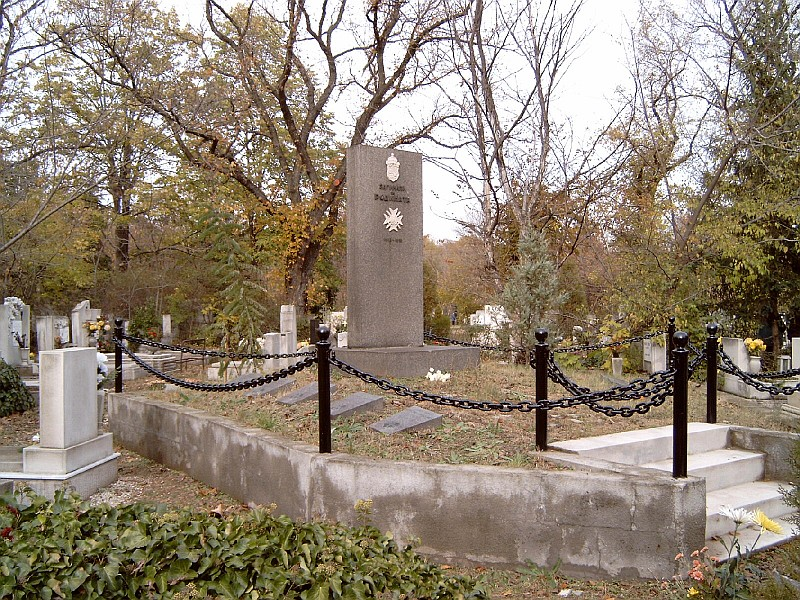
Bolgár első világháborús hősi emlékmű, Új köztemető
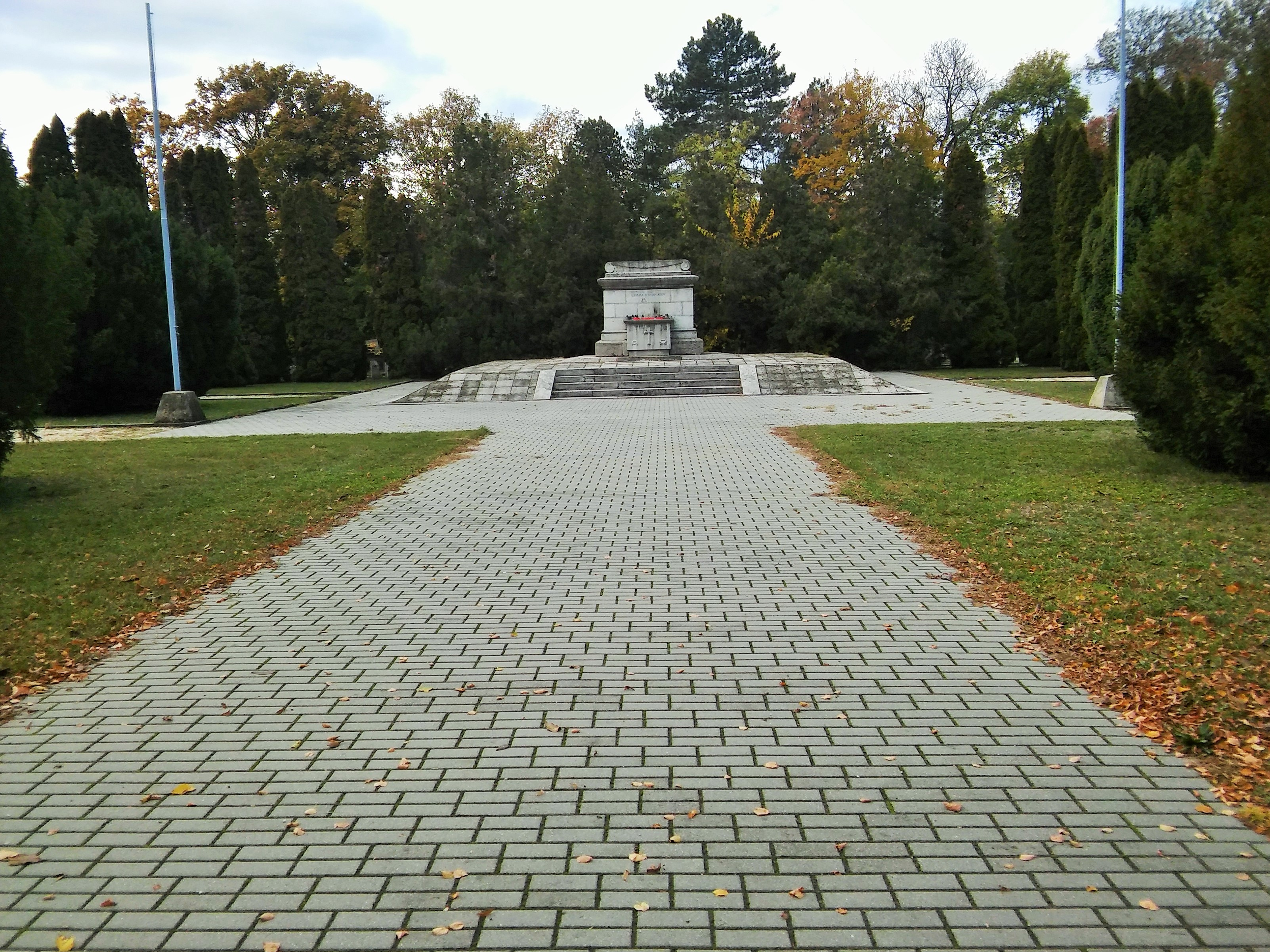
Román első világháborús hősi emlékmű, Új köztemető
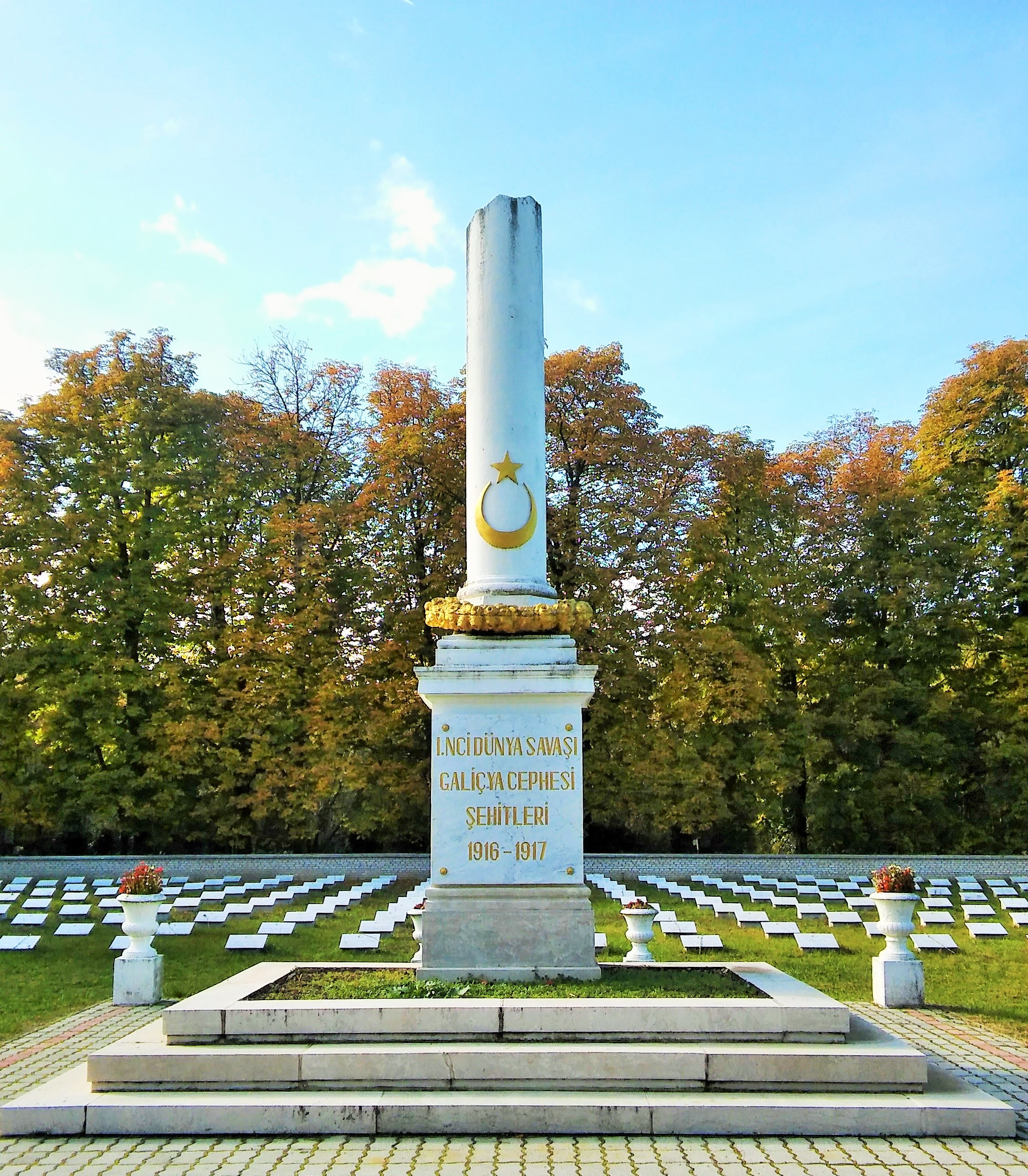
Török első világháborús hősi emlékmű, Új köztemető
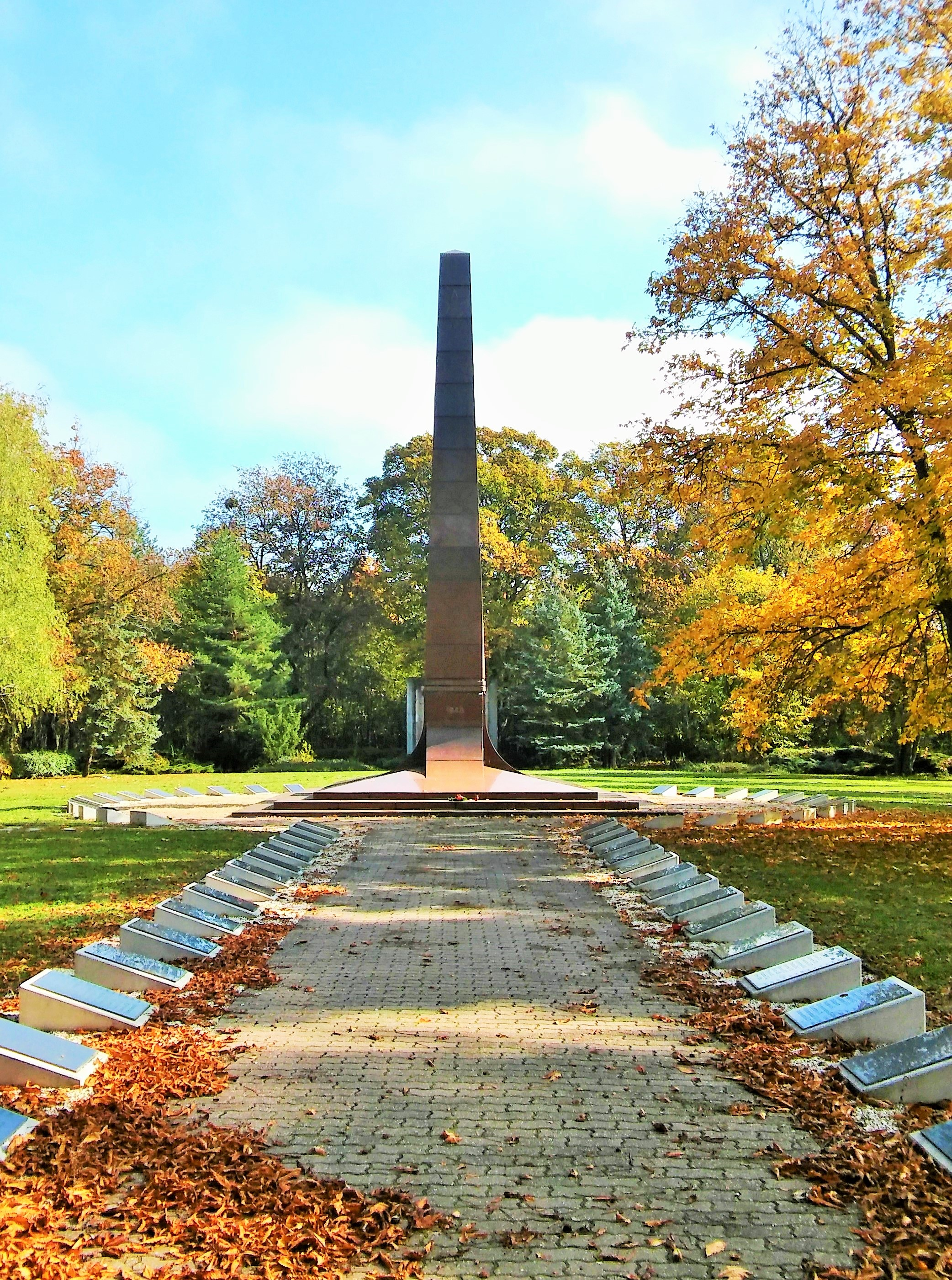
Szovjet második világháborús hősi emlékmű, Új köztemető
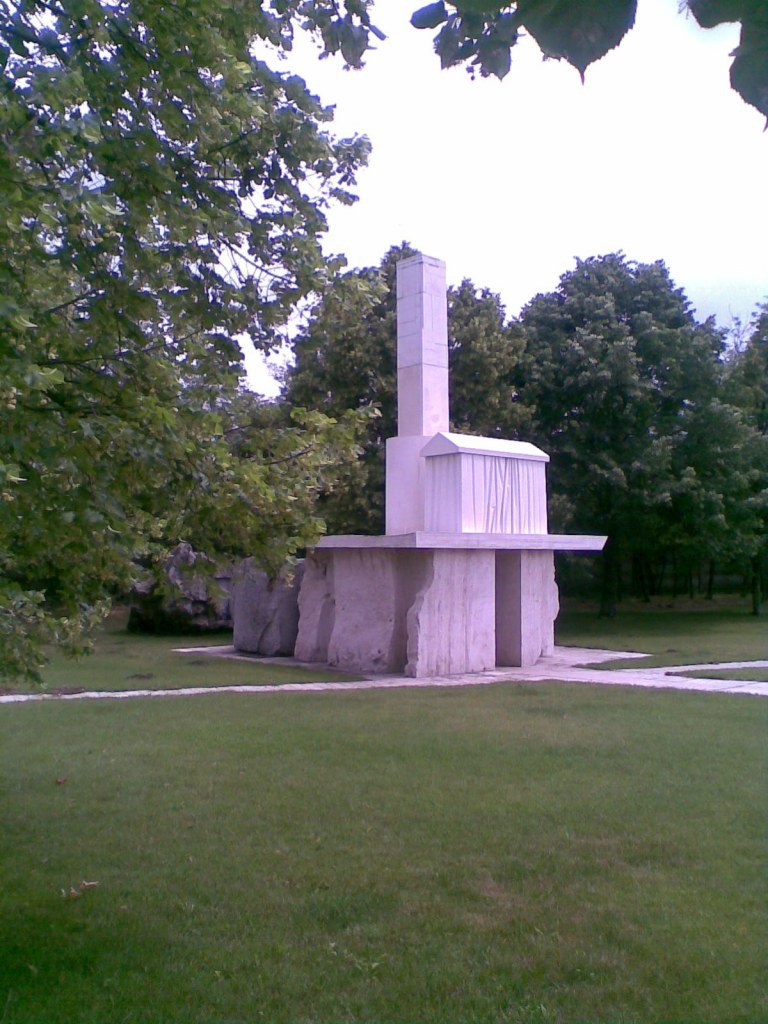
Az 1956-os forradalom mártirjainak emlékműve, Új köztemető
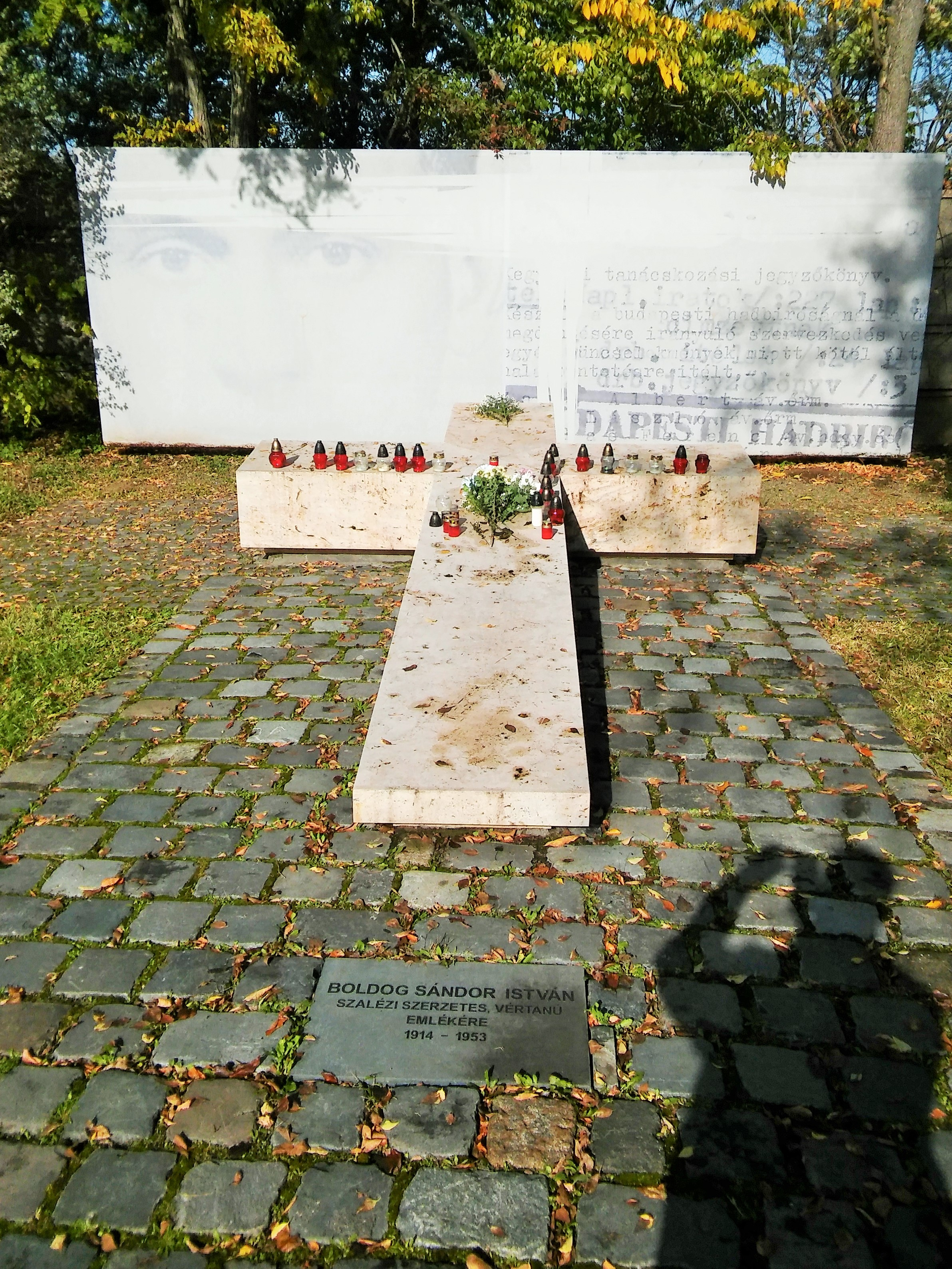
Boldog Sándor István emlékhely, Új köztemető
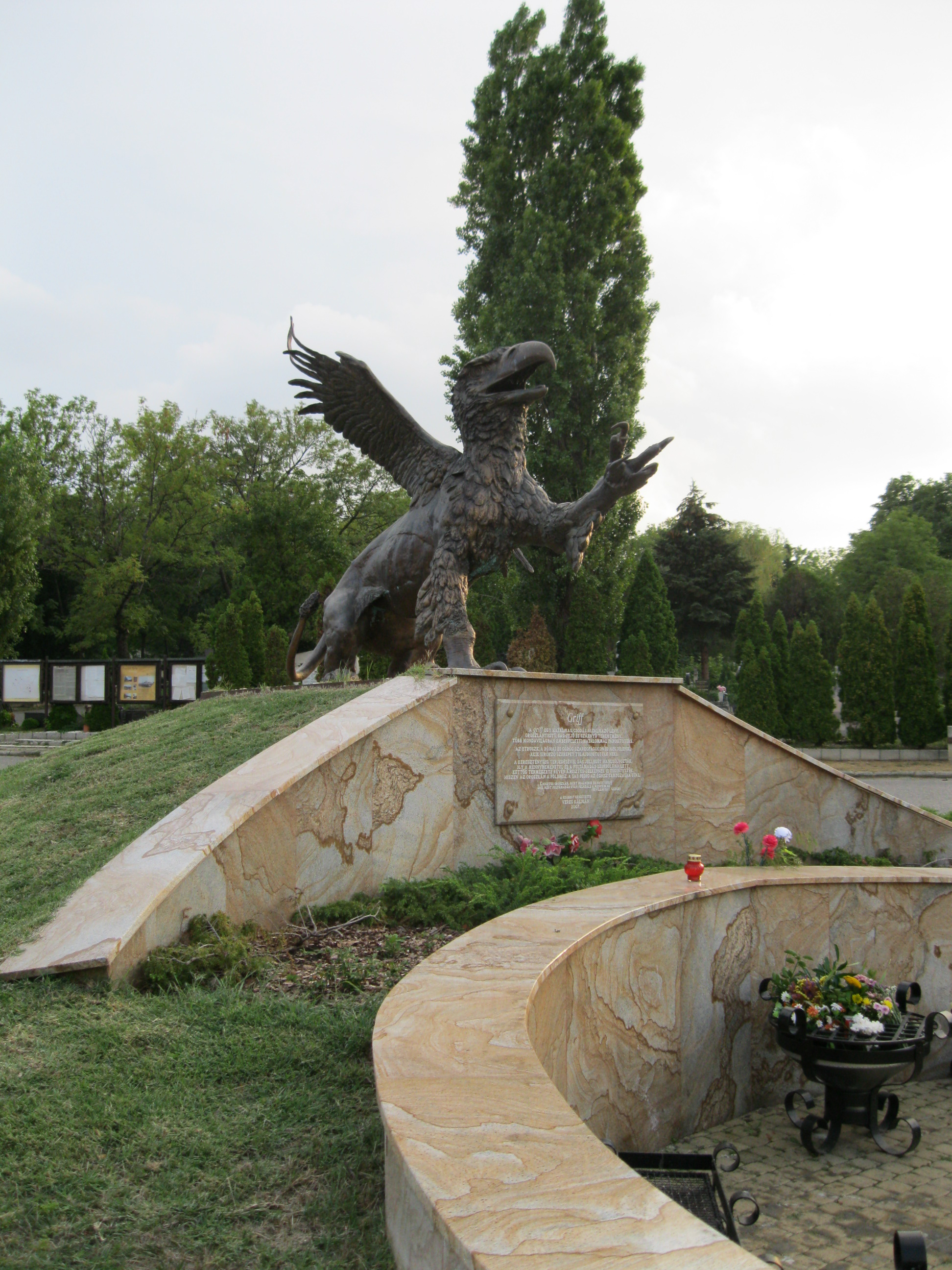
Griff-szobor (feltámadás-emlékmű), Farkasréti temető
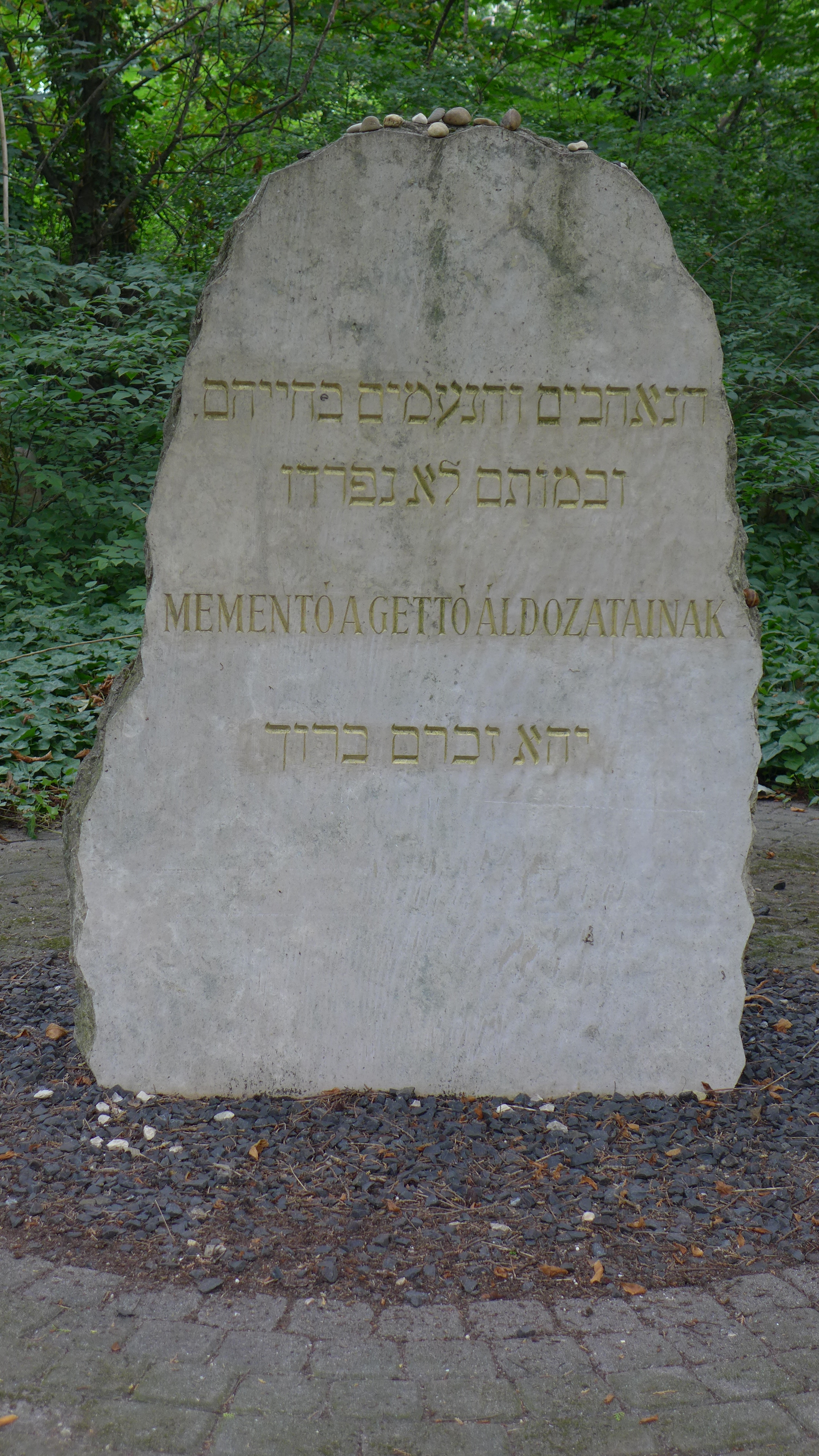
A budapesti gettó áldozatainak emlékműve, Salgótarjáni utcai zsidó temető

## Krematóriumok
1903-ban, majd 1915-ben írták ki az első két pályázatot budapesti krematórium építésére. Számos monumentális, historizáló és szecessziós terv érkezett neves építészektől, azonban az épület akkor nem került kivitelezésre.
Magyarország első krematóriuma végül nem is Budapesten, hanem Debrecenben épült fel 1931–1932-ben, és csak 1951-ben helyezték üzembe.
Budapest első krematóriuma új köztemetőben épült fel 1964–1967 között épült fel modern stílusban, 1968-ban nyílt meg. Tervezője Pomsár János volt. A létesítmény kapudomborműveit Bohus Zoltán készítette. A létesítmény 39 éven át, 2007-ig volt üzemben. A létesítmény fennállása alatt közel 2 millió embert hamvasztott el.
A kisebb, nem állami kézben lévő hamvasztók az 1990-es évektől épültek fel a fővárosban és környékén. Ezek egyikét, a nem Budapesten fekvő, de azzal szomszédos Csömöri Hamvasztóüzemet vette át a Budapesti Temetkezési Intézet az Új köztemető krematóriumának megszűnése után. A másik ilyen létesítmény a Nagytétényi Krematórium.

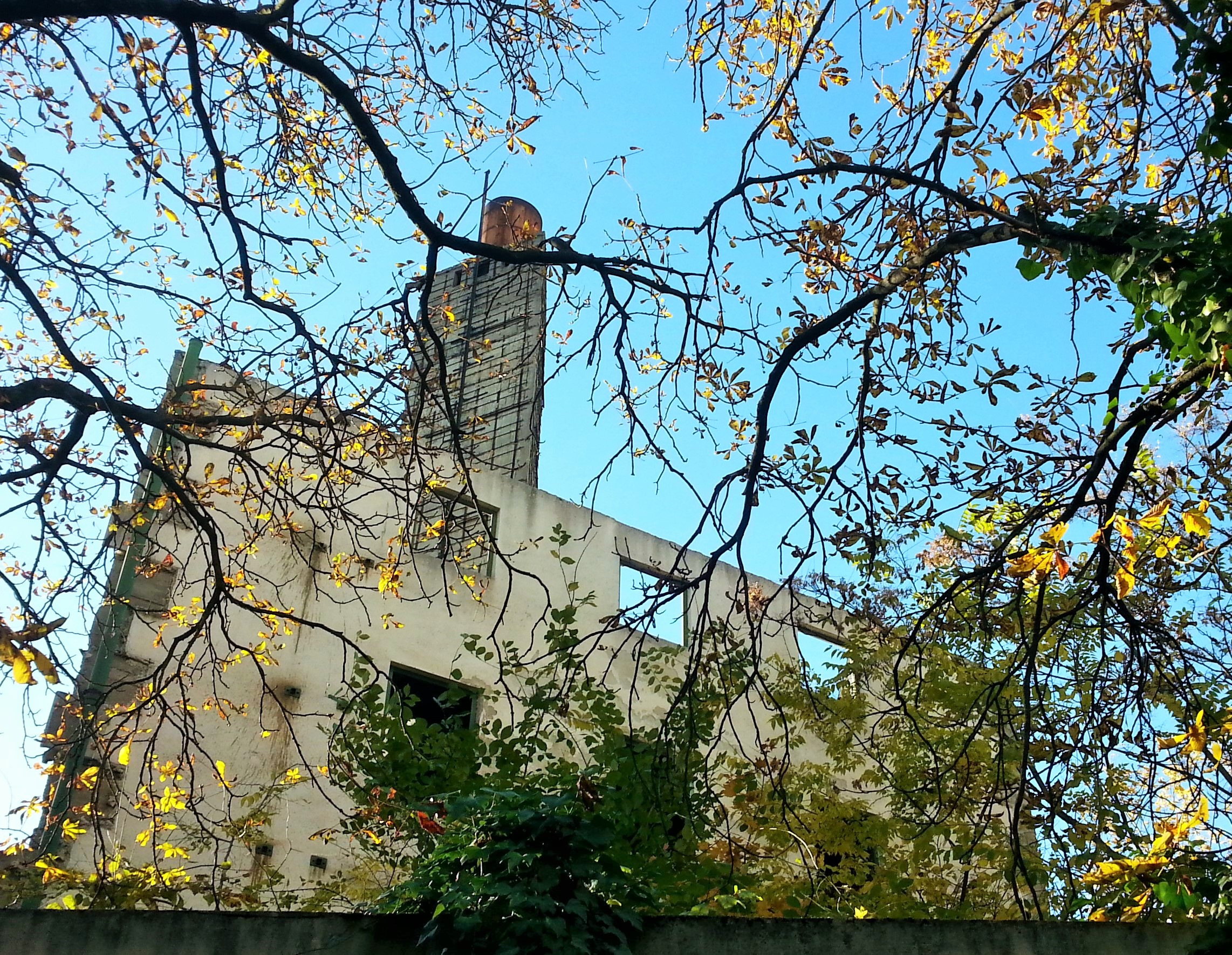
Az Új köztemető krematóriuma
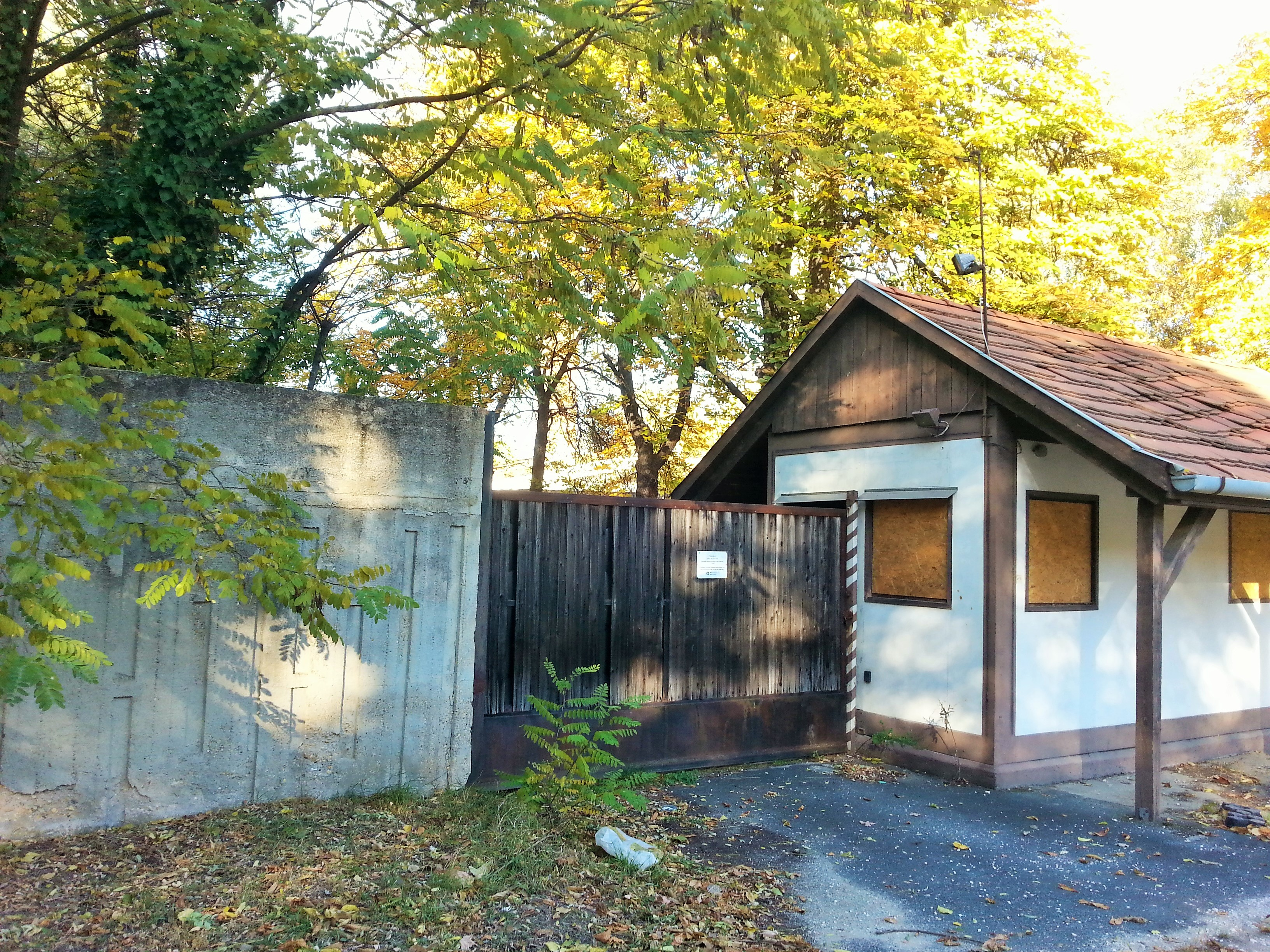
Az Új köztemető krematóriumának bejárata
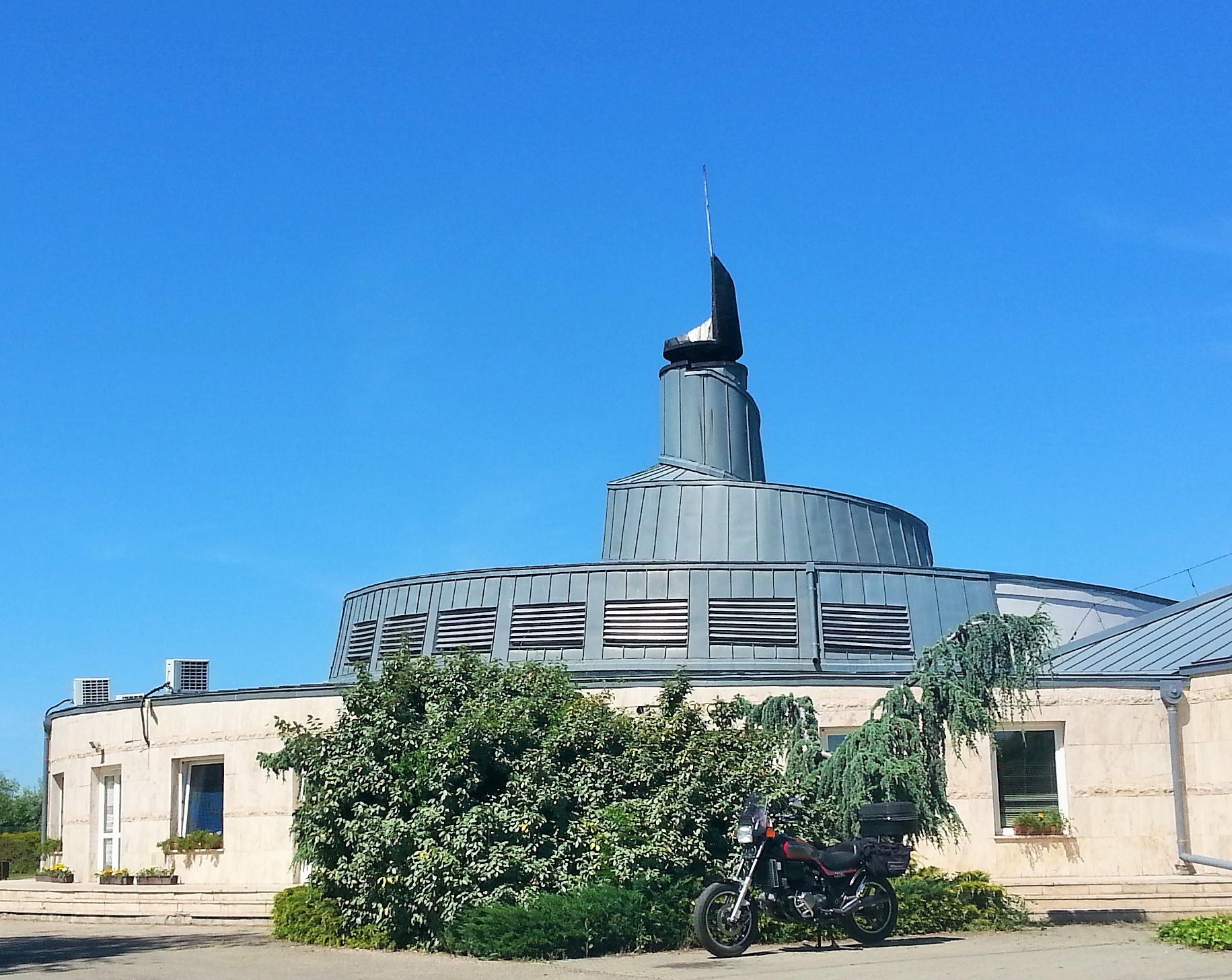
A Csömöri Hamvasztóüzem

## Egyéb üzemi épületek
A temetők területén a fentieken kívül nagy számú kisebb-nagyobb üzemi épületet található. Ilyen például az őrházak, gondnoklakások, irodák, gazdasági, temetőkertészeti épületek. A Fővárosi Temetkezési Intézet Egressy úti telepének nagy méretű, 1920 előtti épülete ma már nem látható, 2016-ban elbontották.

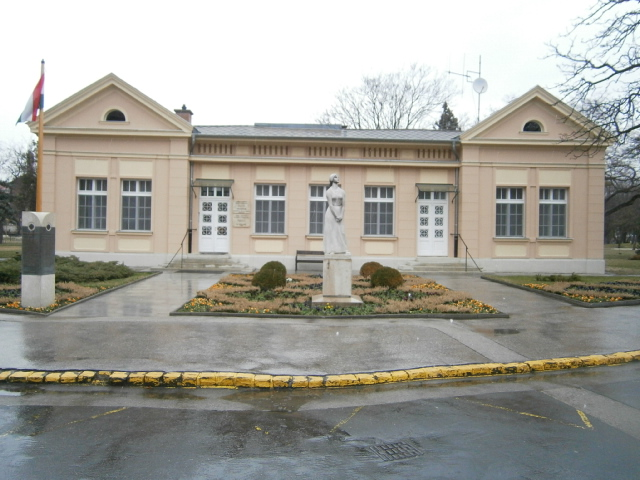
Igazgatósági épület, Fiumei úti sírkert
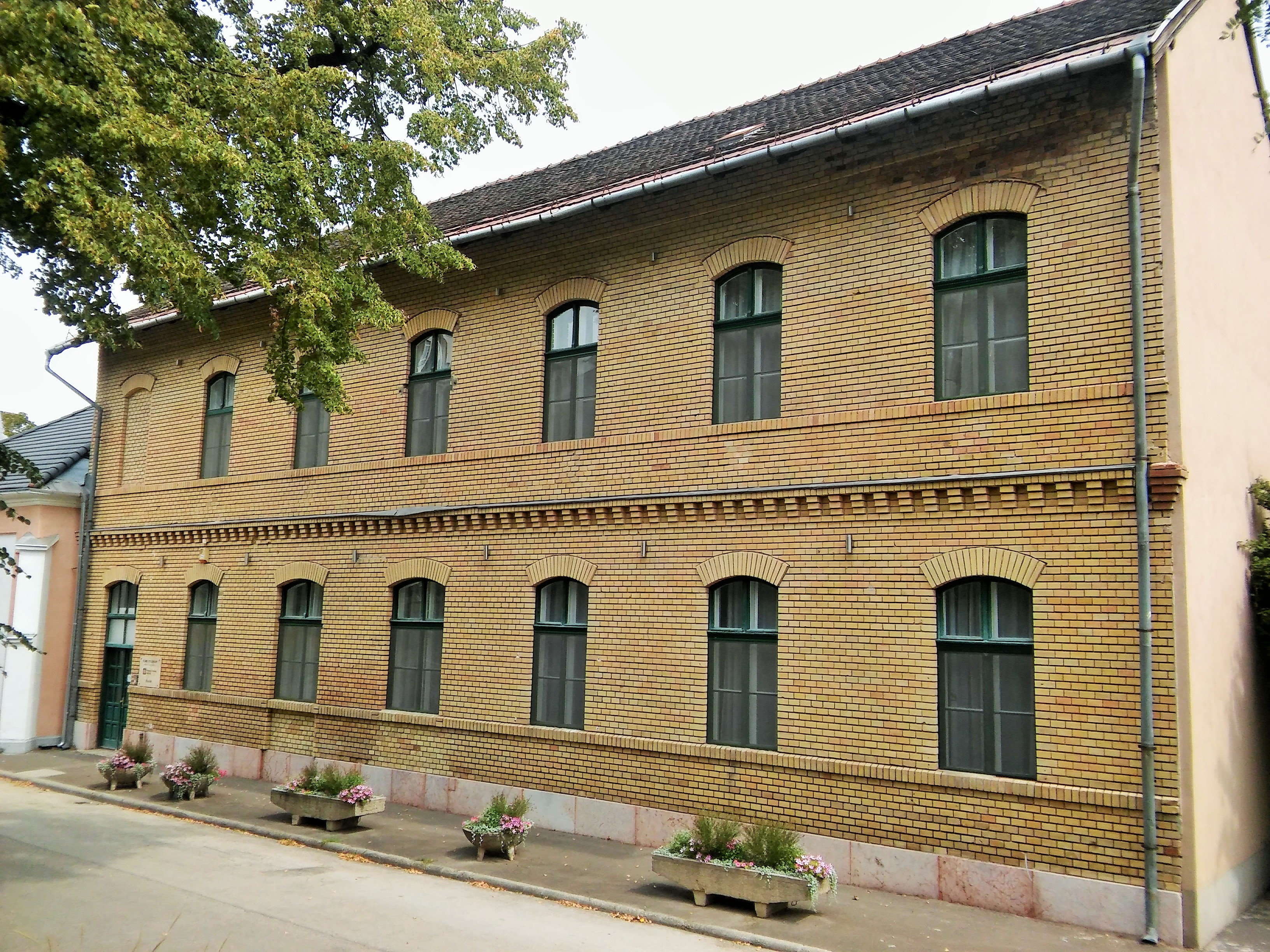
Nemzeti Örökség Intézetének épülete, Fiumei úti sírkert
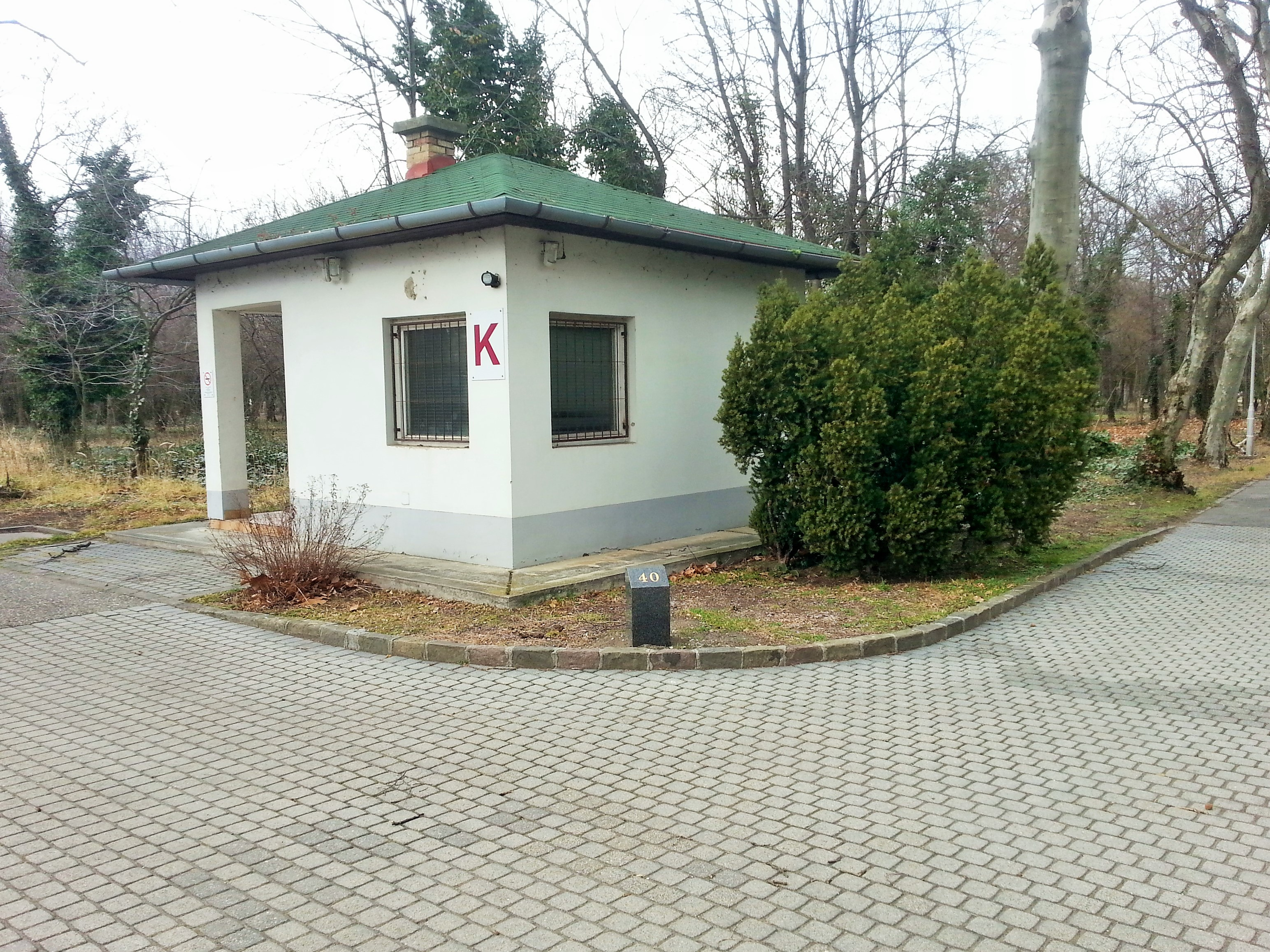
Őrház, Fiumei úti sírkert
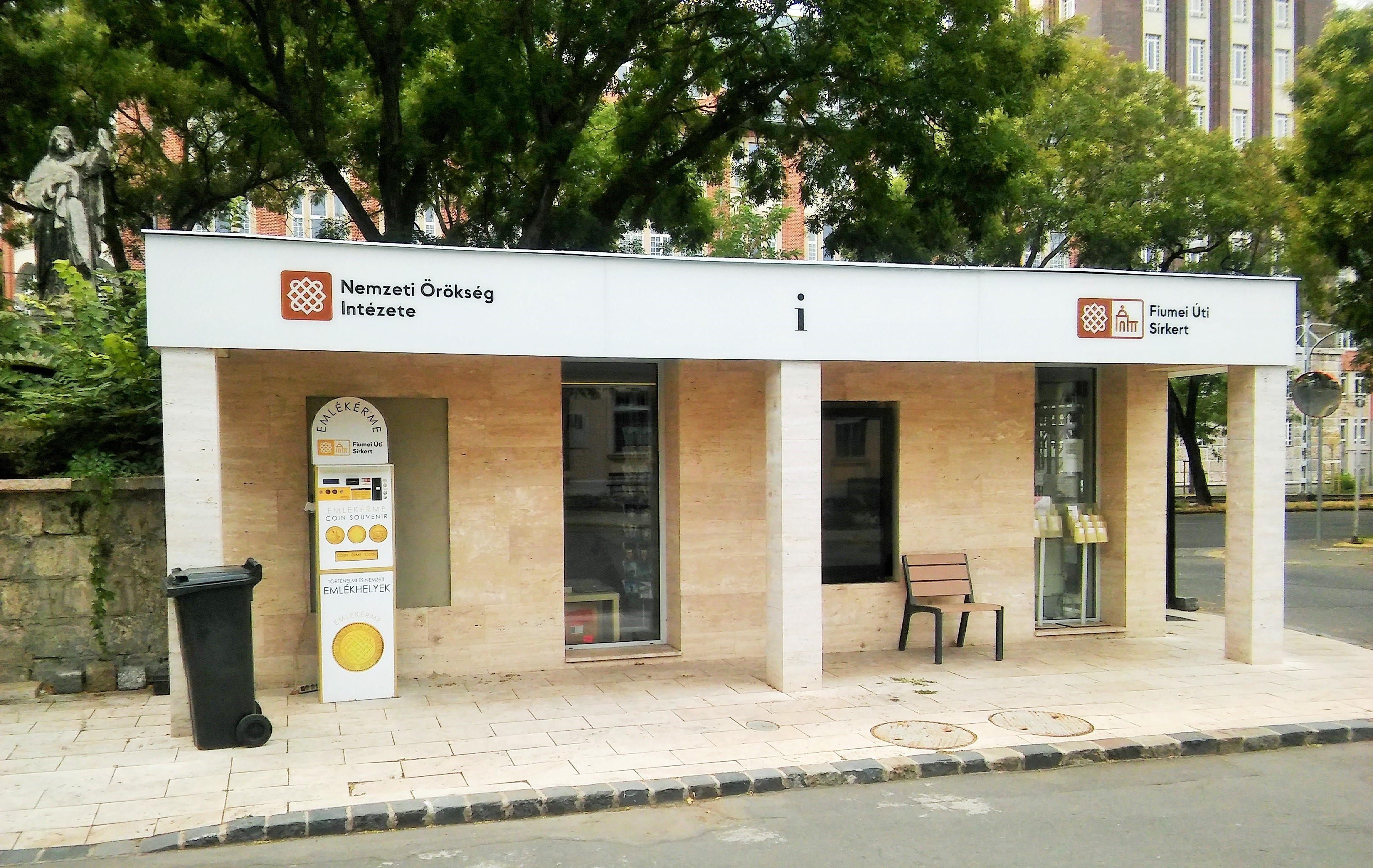
Ajándékbolt, Fiumei úti sírkert
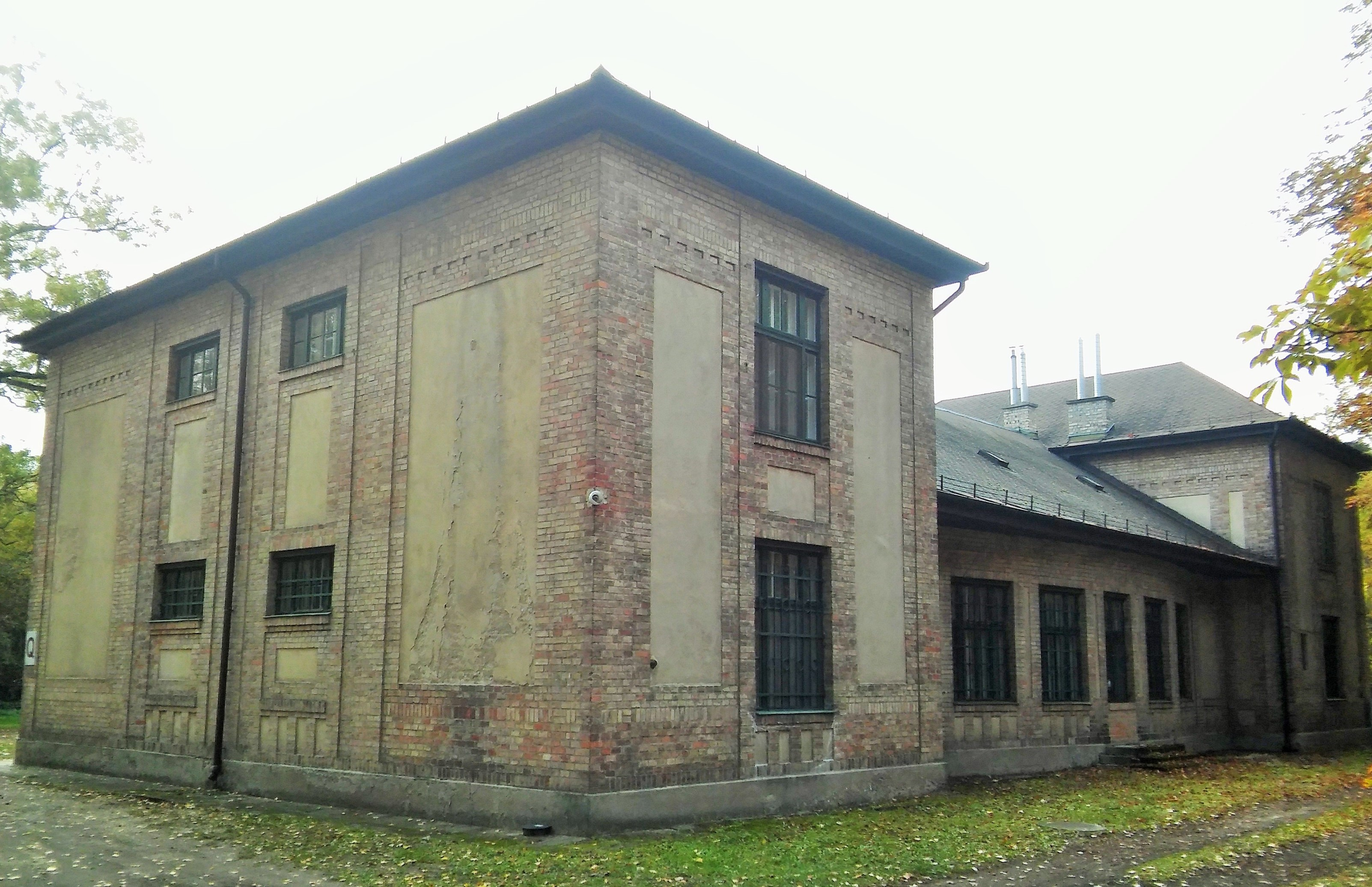
Üzemi épület, Új köztemető
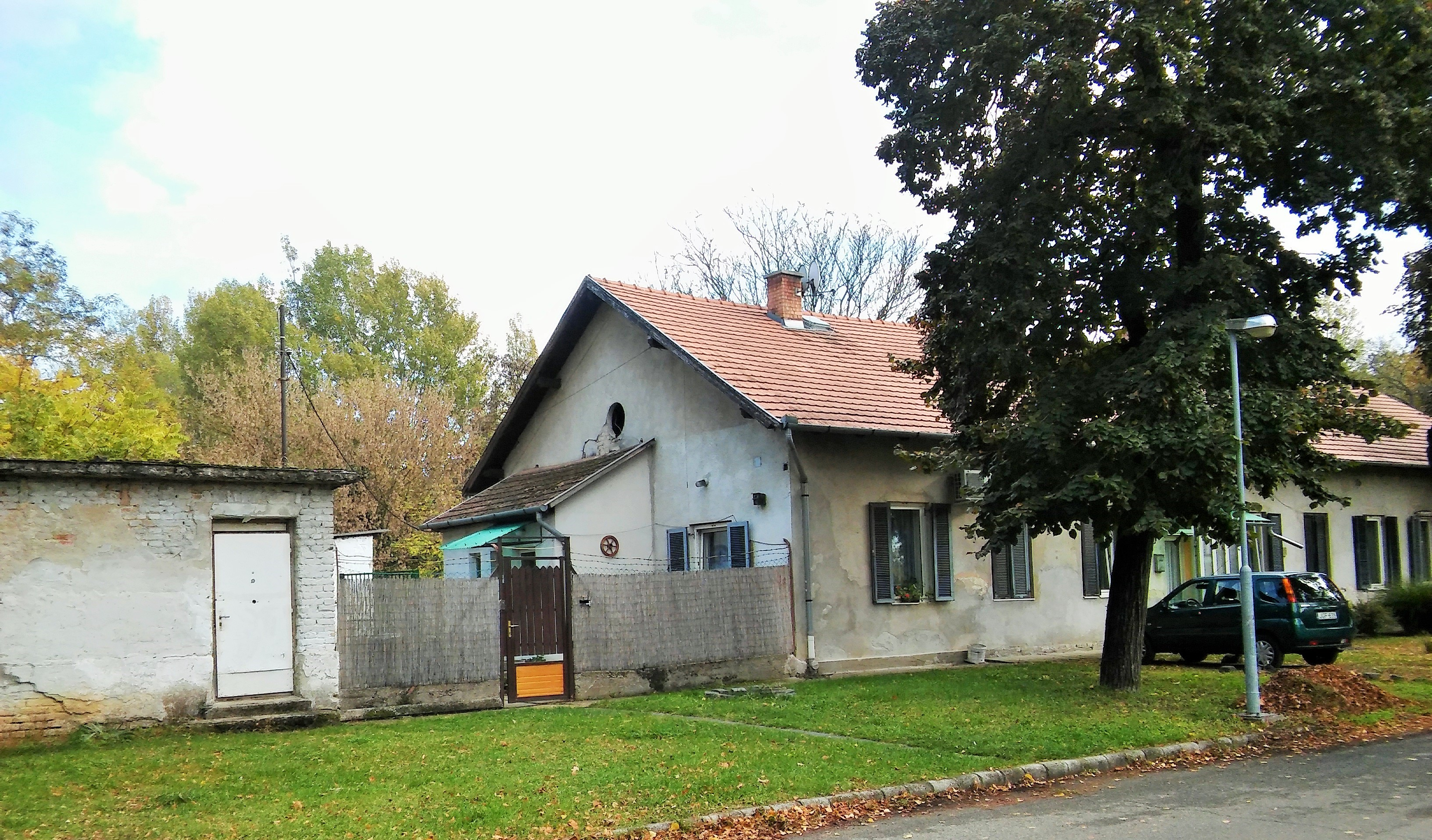
Üzemi épület, Új köztemető
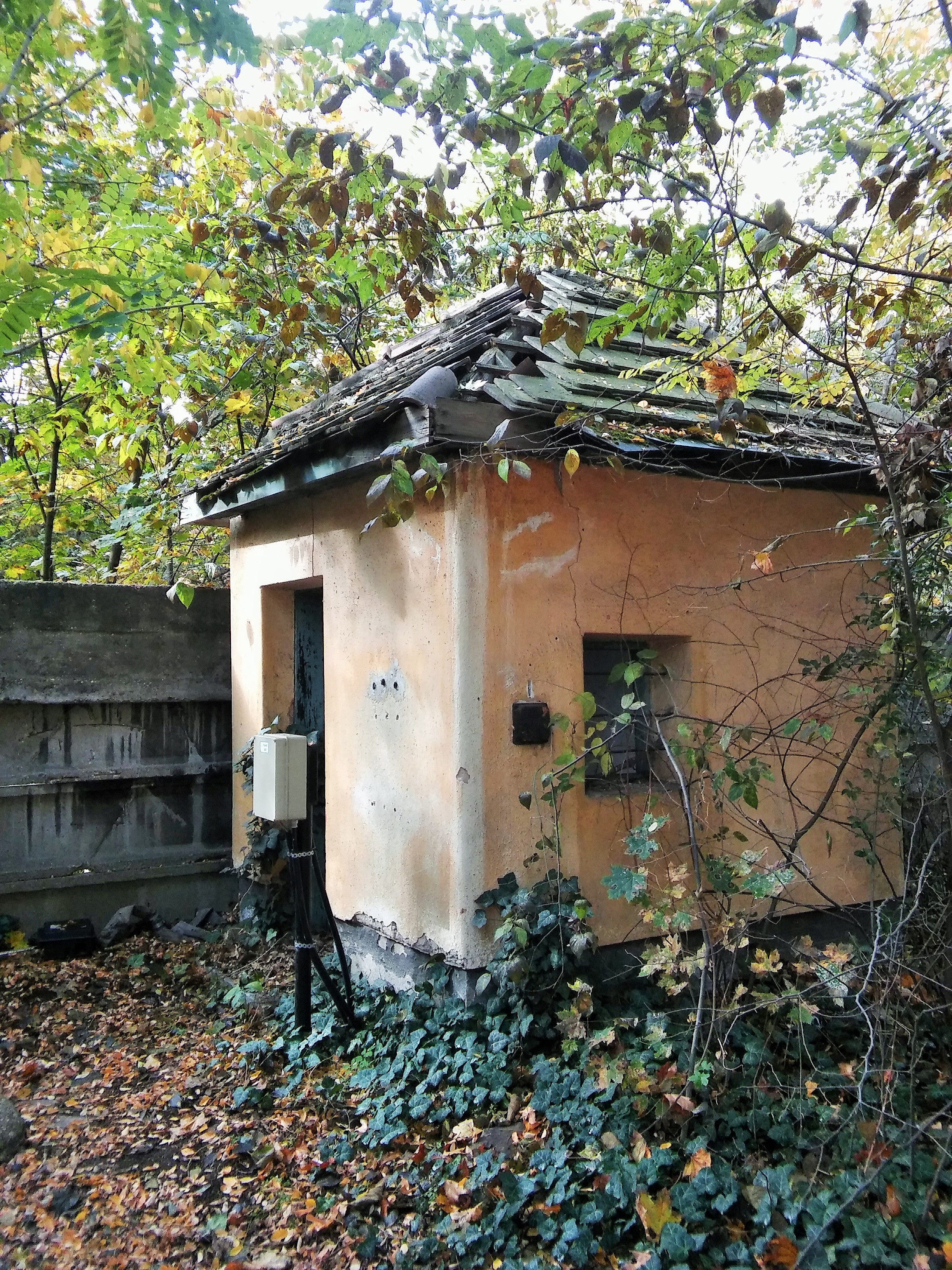
Romos őrház, Új köztemető
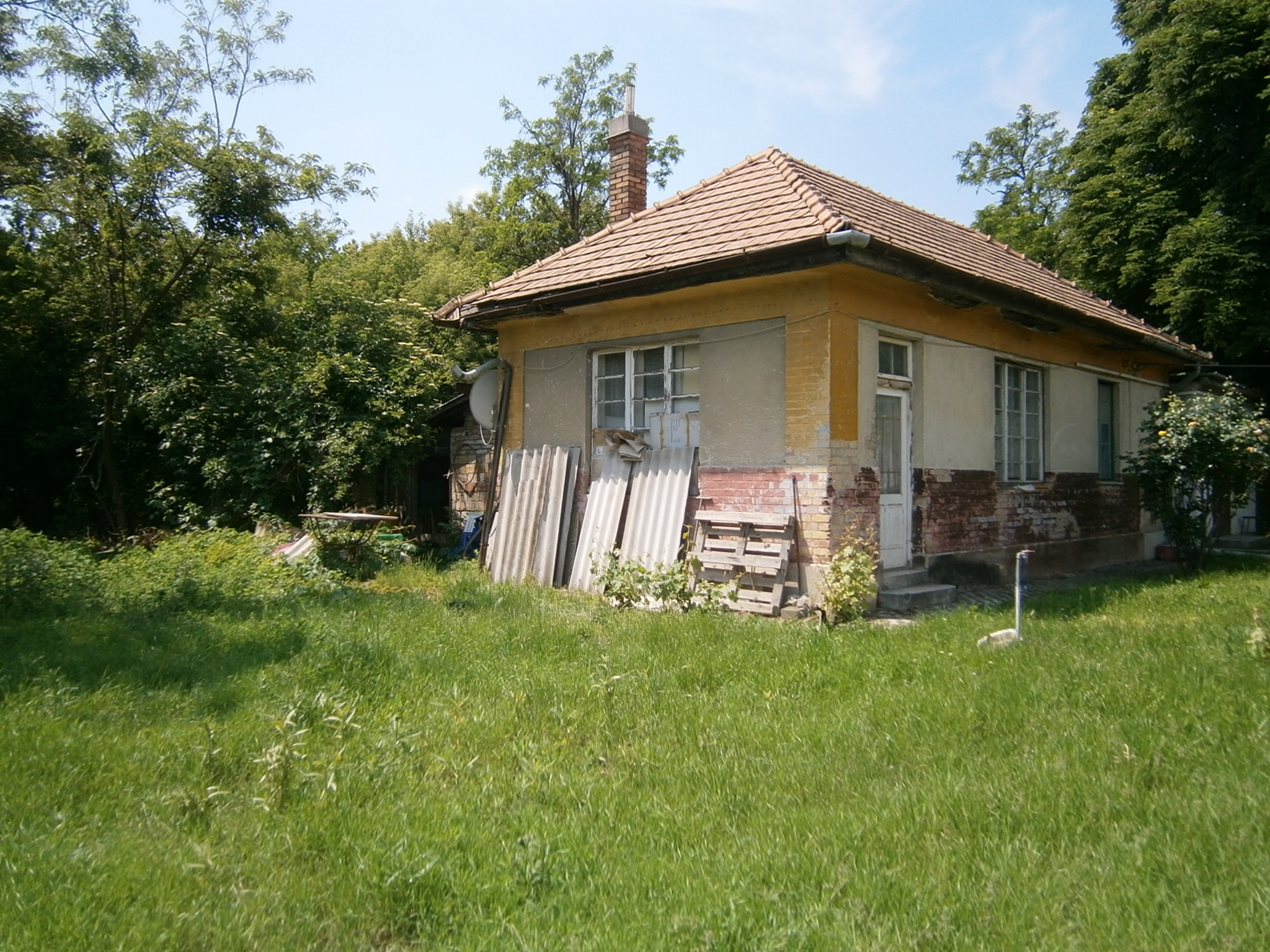
Üzemi épület, Gránátos utcai izraelita temető

## Múzeum
Budapesten egyetlen temetkezéstörténi múzeum működik. A Nemzeti Emlékezet Múzeuma, korábbi nevén Kegyeleti Múzeum – Temetkezési és Kegyeleti Szakgyűjtemény a Fiumei úti sírkert egyik épületében található.

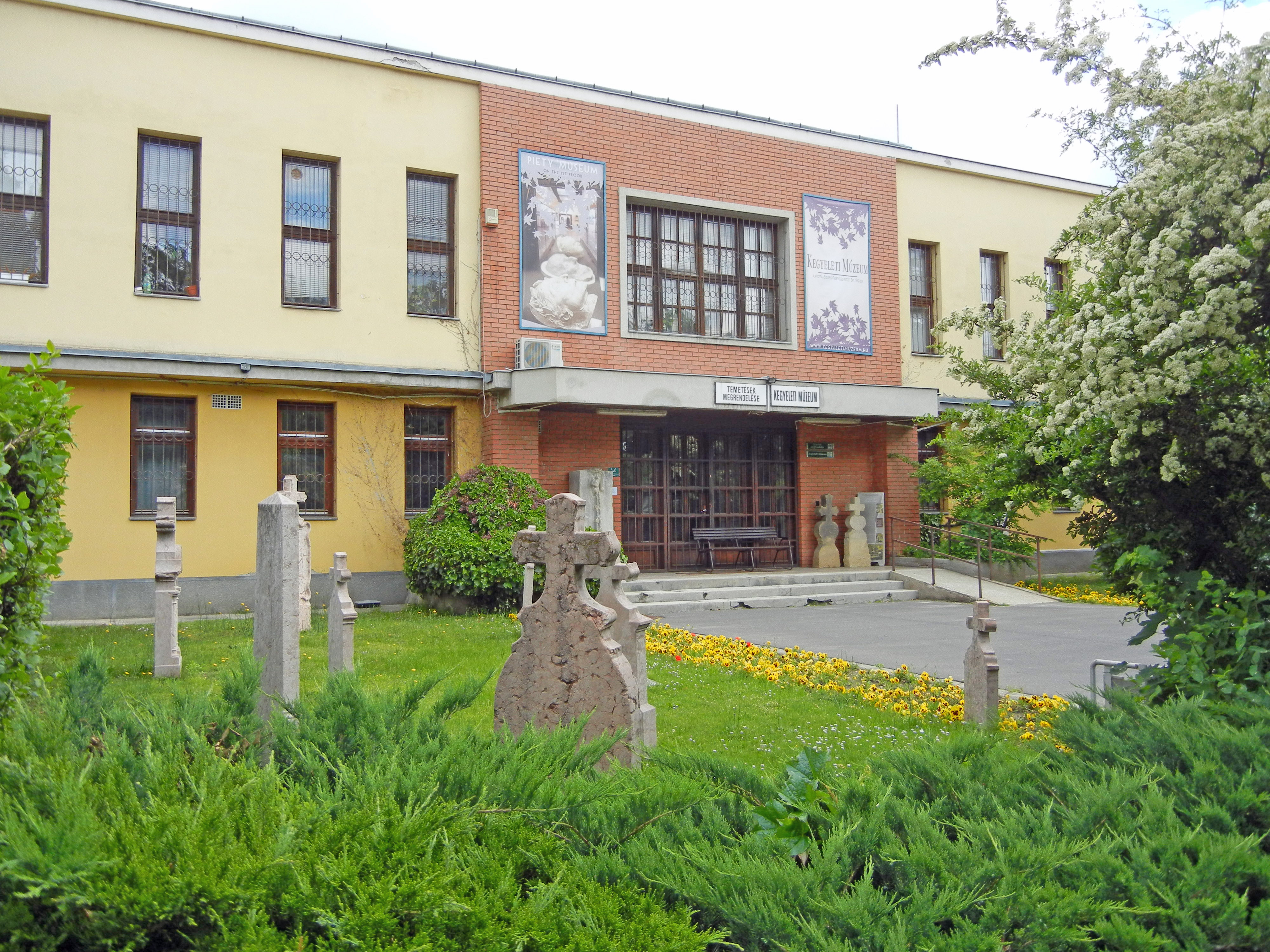

## Neves funerális építészek
Funerális (kivitelezett vagy tervben maradt) épületeket tervező magyar építészek:

### Megvalósult funerális építészeti tervek készítői
- a lista tartalmazza az adott építész által készített, de meg nem valósult terveket is (ha volt ilyen)

- Adamek Ferenc (Óbudai Feltámadt Üdvözítő temetőkápolna)[23]
- Alpár Ignác (Ullmann Adolf síremléke, Weschelmann Ignác-mauzóleum)[37]
- Barát Béla és Novák Ede (Mahler-mauzóleum,[38] Csetey Herzog-mauzóleum)
- Bory Jenő (Petőfi-család síremléke)[39]
- Czigler Győző (Saxlehner-mauzóleum)[40]
- Fellner Sándor (Schwarz-mauzóleum,[38] Ehrlich család síremléke, Karsai család síremléke,[37] Strasszer Alajos-mauzóleum,[41] Keppich Emil síremléke, Bischitz Salamon-mauzóleum)[42]
- Freund Vilmos (A Kozma utcai izraelita temető ravatalozója,[43] Sváb-mauzóleum,[44] Brüll-mauzóleum)[41]
- Gerle Lajos (A Fiumei úti sírkert árkádsorai)[45]
- Gerster Kálmán (Kossuth-mauzóleum,[46] Deák-mauzóleum,[47] Freund Henrik-mauzóleum,[42] Neuschlosz Károly-mauzóleum,[38] Ehrenfeld Antal-mauzóleum,[48] kisebb síremlékek)[49]
- Giergl Kálmán (Kasselik Ferenc síremléke)[50]
- Hajós Alfréd (Temesváry-család síremléke)[37]
- Hegedűs Ármin építészpáros (A Farkasréti temető árkádsora [Böhm Henrikkel][7] A Fiumei úti sírkert árkádsorai,[45] Az Új köztemető bejárati épületegyüttese,[51] A Farkasréti temető ravatalozója tervek [Böhm Henrikkel])[7]
- Hikisch Rezső (Ave Domine mauzóleum,[52] Székesfővárosi krematórium tervek,[53] Kossuth-mauzóleum tervek,[54] kisebb síremlékek)[55]
- Kallina Mór (Thalmayer-mauzóleum)[56]
- Kármán Géza Aladár, Ullmann Gyula (Weiss Manfréd-mauzóleum)[37][48]
- Kauser József (Krausz-Mayer-mauzóleum, Tafler-mauzóleum,[38] Tafler József síremléke)[37]
- Kismarty-Lechner Jenő (Jókai Mór síremléke)[57]
- Körner József (Munkásmozgalmi Panteon)
- Kőrössy Albert Kálmán (Madarassy–Beck-család síremléke)[58]
- Krassói Virgil és Módos Ferenc (A Farkasréti temető Árkádsora, temploma, ravatalozója)
- Lajta Béla (Kossuth-mauzóleum tervek,[59] Kozma utcai izraelita temető Árkádsírboltjai tervek,[10] A Salgótarjáni utcai zsidó temető bejárati épülete, A Salgótarjáni utcai zsidó temető ravatalozója,[16] számos kisebb síremlék)[60]
- Makovecz Imre (A Farkasréti temető új ravatalozója)
- Máltás Hugó (A Fiumei úti sírkert ravatalozója és boncterme)[61]
- Maróti Géza (Vázsonyi Vilmos síremléke)[62]
- Pollák Manó (Gomperz-mauzóleum)[63]
- Pomsár János (Az Új köztemető krematóriuma)[64]
- Rados Jenő (Miklós Tibor mauzóleuma)[65]
- Révész Sámuel és Kollár József építészpáros (Blau Adolf-mauzóleum)[66]
- Quittner Zsigmond (Wahrmann-mauzóleum,[38] Neuschloss Simon-mauzóleum,[67] Latzko Náthán-mauzóleum,[67] Bródy Zsigmond-mauzóleum,[67] Spitzer Gerzson síremléke, Dezső család síremléke, Maclup-mauzóleum)[37]
- Ray Rezső Vilmos (Törley-mauzóleum)[68]
- Sárkány István (Halmos-síremlék)[69]
- Schickedanz Albert (Batthyány-mauzóleum,[70] Kossuth-mauzóleum tervek)[71]
- Schmahl Henrik (Hirsch-Weltner-mauzóleum)[72]
- Skoda Lajos (Károlyi Mihály síremléke)[73]
- Ybl Miklós (Ganz-mauzóleum)[56]
- Vidor Emil (Davidssohn Mór síremléke,[42][74] Politzer-síremlék,[75] Vidor-síremlék,[76] Madarassy-Beck síremlék,[77] Freund-síremlék,[78] Surányi-Egger-síremlék)[79]
- Wachtel Elemér (Malosik-mauzóleum)[80]
- Wälder Gyula (Krausz-mauzóleum)[65]
- Weber Antal (Hatvany-Deutsch-mauzóleum)[63]
- Zofahl Lőrinc (Krisztus Urunk mennybemenetele kápolna)[25]

### Megvalósulatlan funerális építészeti tervek készítői
- Almási Balogh Loránd (1915-ös Székesfővárosi krematórium tervek)[53][81]
- Árkay Aladár (1915-ös Székesfővárosi krematórium tervek)[53][81]
- Bálint Zoltán és Jámbor Lajos építészpáros (Kossuth-mauzóleum tervek,[82] Kozma utcai izraelita temető Árkádsírboltjai tervek)[81][83]
- Böhm Henrik (1915-ös Székesfővárosi krematórium tervek,[81] Kozma utcai izraelita temető Árkádsírboltjai tervek)[84]
- Foerk Ernő (Kossuth-mauzóleum tervek, 2-féle)[85][86]
- Gerey Ernő (1915-ös Székesfővárosi krematórium tervek)[53]
- Himmler Miksa (Kozma utcai izraelita temető Árkádsírboltjai tervek)[87]
- Jónás Dávid és Heidelberg Sándor építészpáros (Kossuth-mauzóleum tervek)[88]
- Jónás Zsigmond (1903-as Székesfővárosi krematórium tervek)[89]
- Komor Marcell és Jakab Dezső (Kossuth-mauzóleum tervek)[90]
- Márkus Géza és Spiegel Frigyes építészpáros (Kossuth-mauzóleum tervek)[91]
- Palóczi Antal (1915-ös Székesfővárosi krematórium tervek)[53][81]
- Pogány Móric (1903-as Székesfővárosi krematórium tervek)[89]
- Reichl Kálmán (1915-ös Székesfővárosi krematórium tervek)[81]
- Reiser Ignác (1915-ös Székesfővárosi krematórium tervek)[53][81]
- Rerrich Béla (1915-ös Székesfővárosi krematórium tervek)[81]
- Schön Leó (Kossuth-mauzóleum tervek)[92]
- Szende Andor (1915-ös Székesfővárosi krematórium tervek)[81]
- Tőry Emil (Kossuth-mauzóleum tervek)[93]
- Tscheuke Hermann (1915-ös Székesfővárosi krematórium tervek)[81]